# Nu artístico
Nu artístico é a designação dada à exposição do corpo de uma pessoa nua em diversos meios artísticos (pintura, escultura, performance ou, mais recentemente, cinema e fotografia). É considerado uma das classificações acadêmicas das obras de arte.
A nudez na arte refletiu pelo general os padrões sociais para a estética e a moralidade da época na que a obra foi realizada. Muitas culturas toleram a nudez na arte mais do que na vida real, com diferentes parâmetros sobre o que é aceitável. Assim, num museu no qual se mostram obras com nus, em geral não é aceita a nudez do visitante. Como gênero, o nu é um tema complexo de abordar pelas suas múltiplas variantes, tanto formais quanto estéticas e iconográficas, e há historiadores da arte que o consideram o tema mais importante da história da arte ocidental.
Embora se costume associar ao erotismo, o nu pode ter diversas interpretações e significados, da mitologia até a religião, passando pelo estudo anatômico, ou ainda como representação da beleza e ideal estético da perfeição, como na Grécia Antiga. A arte foi de sempre uma representação do mundo e do ser humano, um reflexo da vida. Portanto, o nu não deixou de estar presente na arte, sobretudo nas épocas anteriores à invenção de procedimentos técnicos para captar imagens do natural (fotografia, cinema), quando a pintura e a escultura eram os principais meios para representar a vida. Contudo, a sua representação variou com os valores sociais e culturais de cada época e cada povo, e assim como para os gregos o corpo era um motivo de orgulho, para os judeus — e, depois, para o cristianismo — era motivo de vergonha, era a condição dos escravos e os miseráveis.
O estudo e representação artística do corpo humano foi uma constante em toda a história da arte, da pré-história (Vênus de Willendorf) até a atualidade. O corpo proporciona prazeres e dores, tristeza e alegria, e é um companheiro presente em todas as facetas da vida, com o qual o ser humano transita pelo mundo, e pelo qual sente a necessidade de indagar no seu conhecimento, nos seus pormenores, no seu aspecto tanto físico como recipiente do seu “eu interior”. Da sua faceta mais mundana, relacionada ao erotismo, até a mais espiritual, como ideal de beleza, o nu foi um tema recorrente na produção artística praticamente em todas as culturas que se sucederam no mundo ao longo do tempo.
O nu teve desde tempos antigos — especialmente desde as formulações clássicas da Grécia Antiga — um marcado componente estético, pois o corpo humano é objeto de atração erótica, e constitui um ideal de beleza que vai mudando com o tempo, segundo o gosto coletivo de cada época e cada povo, ou até mesmo o particular de cada espectador. A sexualidade aproximadamente implícita destas imagens levou o gênero do nu a ser objeto quer de admiração quer de condenação e recusa, chegando a estar proibido em épocas de moral puritana, embora sempre desfrutasse de um público que adquiriu e colecionou este tipo de obras. Em tempos mais recentes, os estudos do nu como gênero artístico focam-se nas análises semióticas, especialmente na relação entre obra e espectador, bem como no estudo das relações de gênero. O feminismo criticou o nu como uso objetual do corpo feminino e signo do domínio patriarcal da sociedade ocidental. Artistas como Lucian Freud e Jenny Saville elaboraram um tipo de nu não idealizado para eliminar o conceito tradicional de nu e buscar a sua essência para além dos conceitos de beleza e de gênero.
| “ | Agora compreenderemos melhor o porquê uma arte preocupada principalmente pela figura humana deva atender antes de tudo ao nu, assim como a razão de que este tenha constituído o problema mais apaixonante da arte clássica de todas as épocas. Não somente é o melhor veículo transmissor de tudo aquilo que na arte corrobora e acrescenta de maneira imediata o sentido da vida, mas é também em si mesmo o objeto mais significante do mundo dos homens. | ” |

## Fundamentos do nu na arte

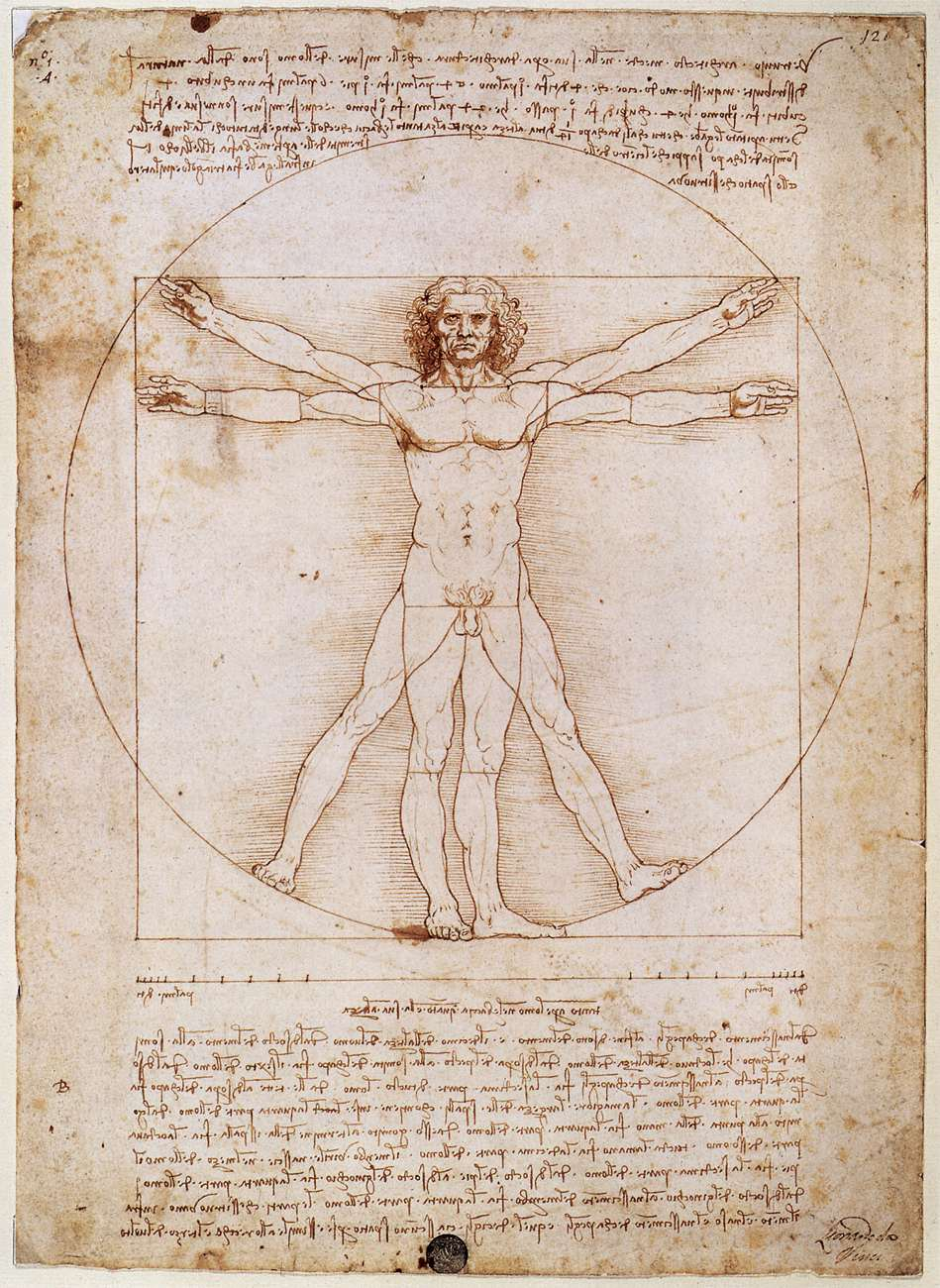
O Homem vitruviano (1487), de Leonardo da Vinci, Galeria da Accademia de Veneza. Estudo das proporções no corpo humano.

O nu teve desde a Grécia Antiga um marcado componente idealizador, pelo general representou-se mais desde o idealismo que desde a imitação naturalista, procurando na forma humana um ideal de perfeição que transcendesse a matéria para evocar a alma, a pureza da união entre corpo e espírito. Assim, os artistas gregos, mais do que imitar o corpo humano, aperfeiçoavam-no. Em palavras de Aristóteles: “a arte completa o que a natureza não pode terminar. Pelo artista conhecemos os objetivos inatingidos da natureza”. Assim, no nu o espectador aprecia erros que não são tais, senão são julgamentos de gosto, reflexões estéticas que derivam de um conceito de beleza ideal inerente a qualquer pessoa. De tal maneira que é impossível estabelecer critérios gerais pelos quais qualquer um nu seja belo para todo o mundo, e alguns autores tentaram — sem sucesso — estabelecer uma “forma média”, baseada nas proporções mais habituais, que, porém não chega a satisfazer ao espectador, pois que a beleza é algo abstrato, incomensurável, utópico, e portanto de difícil realização prática.
O ideal de perfeição do corpo humano provém da Grécia Clássica, e é constatável em todas as suas obras, se bem que não existe referência de como expressavam os escultores gregos as proporções ideais do corpo humano. Há chegado notícias do célebre “cânone de Policleto”, mas não se sabe exatamente em que consistia. Contudo, uma das expressões mais famosas das proporções no corpo humano provém de um arquiteto romano, Vitrúvio, quem no terceiro livro do seu De Architectura estabelecia que as proporções ideais em arquitetura se devessem basear na medida do corpo humano, que é um modelo perfeito, porque com braços e pernas estendidos encaixa nas duas principais formas geométricas — consideradas perfeitas —, o círculo e o quadrado. Esboçou assim o chamado Homem de Vitrúvio, que teve grande relevância na teoria artística do Renascimento.
Contudo, estas tentativas de fundamentar o corpo humano em proporções perfeitas foram um tanto baldias, e os seus resultados frequentemente insatisfatórios, como a Nêmesis de Dürer (1501), baseada nas proporções vitruvianas e porém carente de atrativo físico. Em última instância, não há fórmulas para plasmar de modo exato a beleza do corpo, porque a nossa percepção sempre é tamisada pelo pensamento, pelo nosso gosto, as nossas lembranças, as nossas vivências. Dizia Francis Bacon que “não há beleza excelente que não tenha algo raro na proporção”. O mesmo Dürer, após as suas primeiras tentativas de uma geometrização do corpo humano, renunciou a tal pretensão, e passou a inspirar-se mais na natureza. Na introdução do seu tratado Quatro livros das proporções humanas (1528) expressou: “não há um homem na terra capaz de emitir um julgamento definitivo sobre qual possa ser a forma mais formosa do homem”.

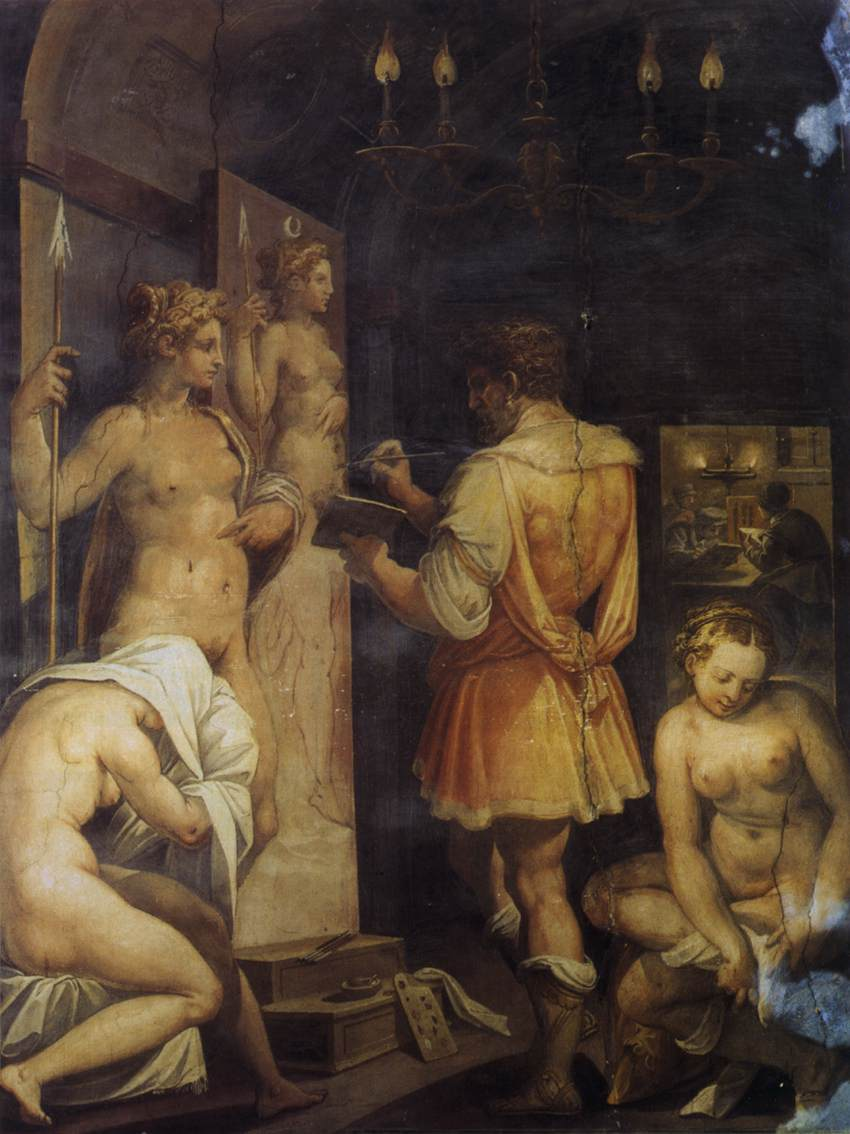
O estudo do pintor (1563), de Giorgio Vasari, Casa Vasari, Florença.

Pode-se concluir que o fator estético do nu depende tanto de certas regras enquanto a proporção e simetria como a um variado conjunto de valores de caráter subjetivo, da espontaneidade e exuberância da natureza até a componente psíquica da percepção estética, sem recusar o caráter individual de tudo julgamento de gosto. Segundo Kenneth Clark, “o nu representa o equilíbrio entre um esquema ideal e as necessidades funcionais”, sendo estas o conjunto de fatores que outorgam vida e credibilidade ao nu artístico.
As primeiras reflexões teóricas sobre o nu efetuaram-se no Renascimento: no tratado Della Pittura (1436–1439), Leon Battista Alberti opinava que o “estudo do nu” era a base do procedimento acadêmico da pintura, estabelecendo que “para pintar o nu, começai pelos ossos; acrescentai depois os músculos e cobri depois o corpo com carne, de modo que fique visível a posição dos músculos. Poderia objetar-se que um pintor não deve representar o que não se pode ver, mas este procedimento é análogo a desenhar um nu e depois cobri-lo de roupagens”. Esta prática acadêmica chegou praticamente até a atualidade, junto ao estudo do natural, constatável nos primórdios do século XV em uns desenhos de Pisanello, primeiro autor do que se conservam este tipo de rascunhos. Alberti também recomendava para qualquer representação de grupo efetuar antes um rascunho com as figuras despidas, antes de vesti-las na obra final, como se percebe num rascunho da Disputà de Rafael, onde um grupo de novos nus e de complexão atlética forma o conjunto que depois seriam os Padres da Igreja e os teólogos. O nu, junto à perspectiva, foram os dois grandes fatores estruturais da composição pictórica renascentista, e na segunda metade do século XV era já um estudo comum para a aprendizagem de qualquer aspirante a artista, como se denota por obras conservadas das oficinas de Filippino Lippi, Ghirlandaio e os irmãos Antonio e Piero Pollaiuolo, e assim está documentado nas "Vidas" (1542–1550) de Vasari.

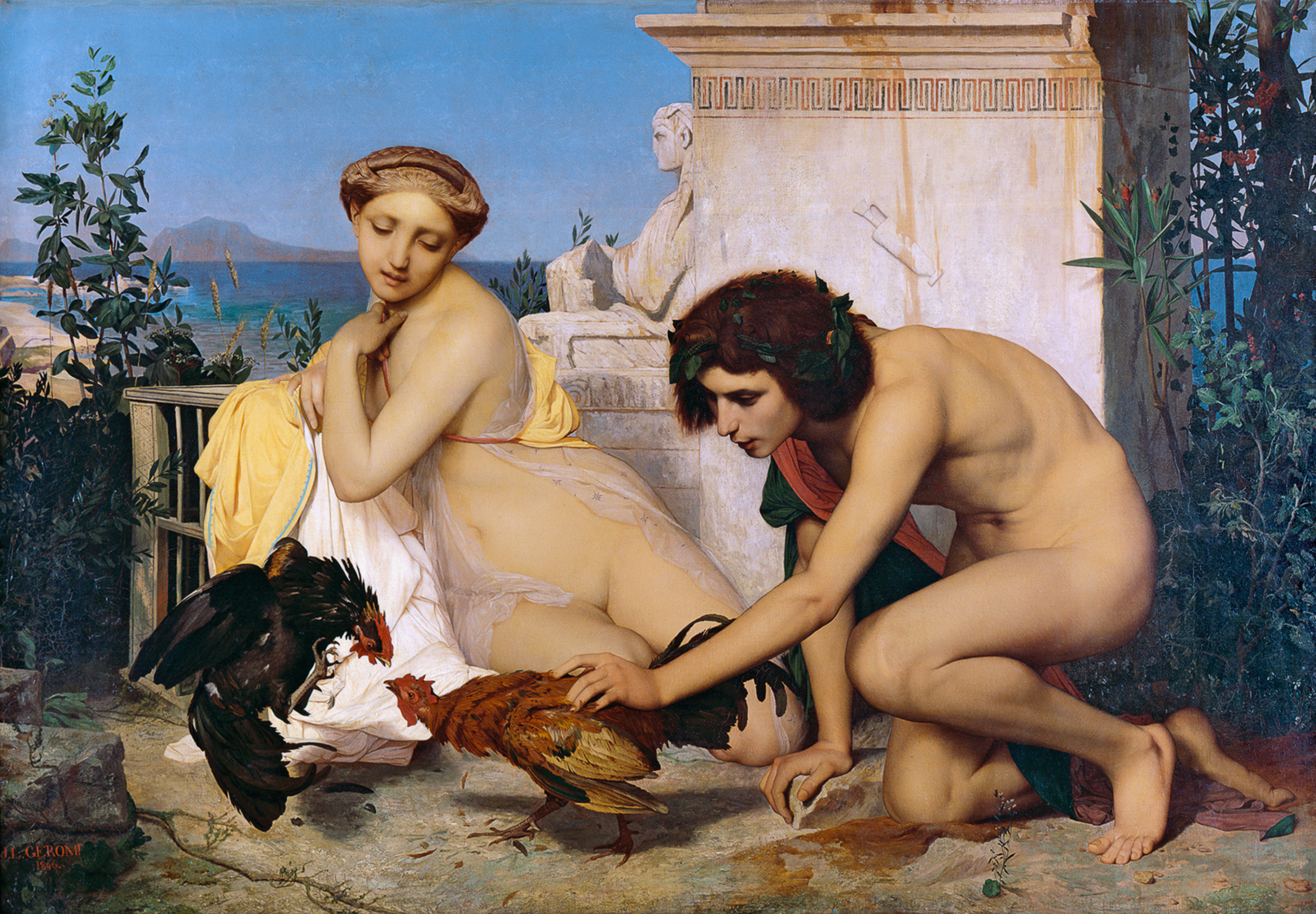
O nu era aceito pelos que concorriam aos salões literários franceses do século XIX, desde que o ambiente era claramente “clássico”, apresentando personagens duma cultura na qual a nudez era usual, como neste quadro de Jean-Léon Gérôme, Jovens gregos com peleja de galos (Musée d'Orsay, Paris, 1846).

O nu renascentista foi base do estudo do corpo humano para o ensino acadêmico da arte até praticamente o século XX, com a premissa de estar fundamentado na anatomia e de estar concebido sob um critério idealizador que excluísse qualquer conotação puramente sensualista. Um dos principais artistas que influíram na arte acadêmica foi Rafael, um dos primeiros que nas suas obras incluía nus sem justificação temática —como na sua Matança dos inocentes, na qual os soldados de Herodes vão nus, sem se ter fundado em referências bíblicas. Contudo, pelo seu estudo anatômico, pelas suas posturas estilizadas —que lembram mais bailarinos que soldados—, contêm um elemento ideal, elevado, puramente intelectual, que lhes confere um sentido de nobreza artística que os afasta de qualquer consideração pejorativa. Esse era o ideal academicista, e nas principais realizações dessa escola —principalmente as do chamado arte pompier do século XIX— o elemento de idealização do nu é primordial para a concepção da obra, na que qualquer indício de realismo ou de sensualidade seria considerado vulgar.
Um componente indissolúvel do nu é o erotismo, elemento inelutável, pois a visão do corpo humano nu gera atração, desejo, apetite sexual. Para Kenneth Clark, este aspecto não se deve obviar nem tentar minimizar ou relativizar, e ainda menos menosprezá-lo; no seu ensaio sobre o nu contrapõe à afirmação de Samuel Alexander (em Beauty and Other Forms of Value) sobre que o nu de tipo erótico é uma “arte falsa e uma moral má” a vindicação de que se o nu não é erótico é uma “arte má e uma moral falsa”. Contudo, o corpo humano pode produzir também outras sensações, enquanto veículo através do qual experimentamos o mundo; Clark menciona cinco das principais sensações que provoca o nu: harmonia, energia, êxtase, humildade e pathos.
A difícil tarefa de delimitar no nu artístico a fronteira entre o erotismo e o idealismo, entre o sensual e o espiritual, levou artistas e filósofos a expor diversas teorias que justificassem a existência destes diversos âmbitos: Platão estabeleceu em O Banquete duas diferentes naturezas da deusa Afrodite, a natural e a celeste; a primeira representaria o material, o ligado à carne, aos sentidos, ao desejo e à atração sexual; a segunda significaria o espiritual, a beleza imaterial, relacionada ao bem e à virtude, a expressão da alma e do intelecto. Este conceito esteve vigente durante a Idade Média e foi retomado pelo neoplatonismo do Renascimento, tornando-se fórmula do nu classicista e acadêmico, como fica exemplificado no quadro Amor sacro e amor profano de Tiziano. Em tempos mais recentes, foi reformulado em termos similares por Friedrich Nietzsche, que em O nascimento da tragédia no espírito da música (1872) distinguia entre o apolíneo e o dionisíaco, ou seja, entre o equilíbrio intelectual e a desagregação orgiástica.

## Censura

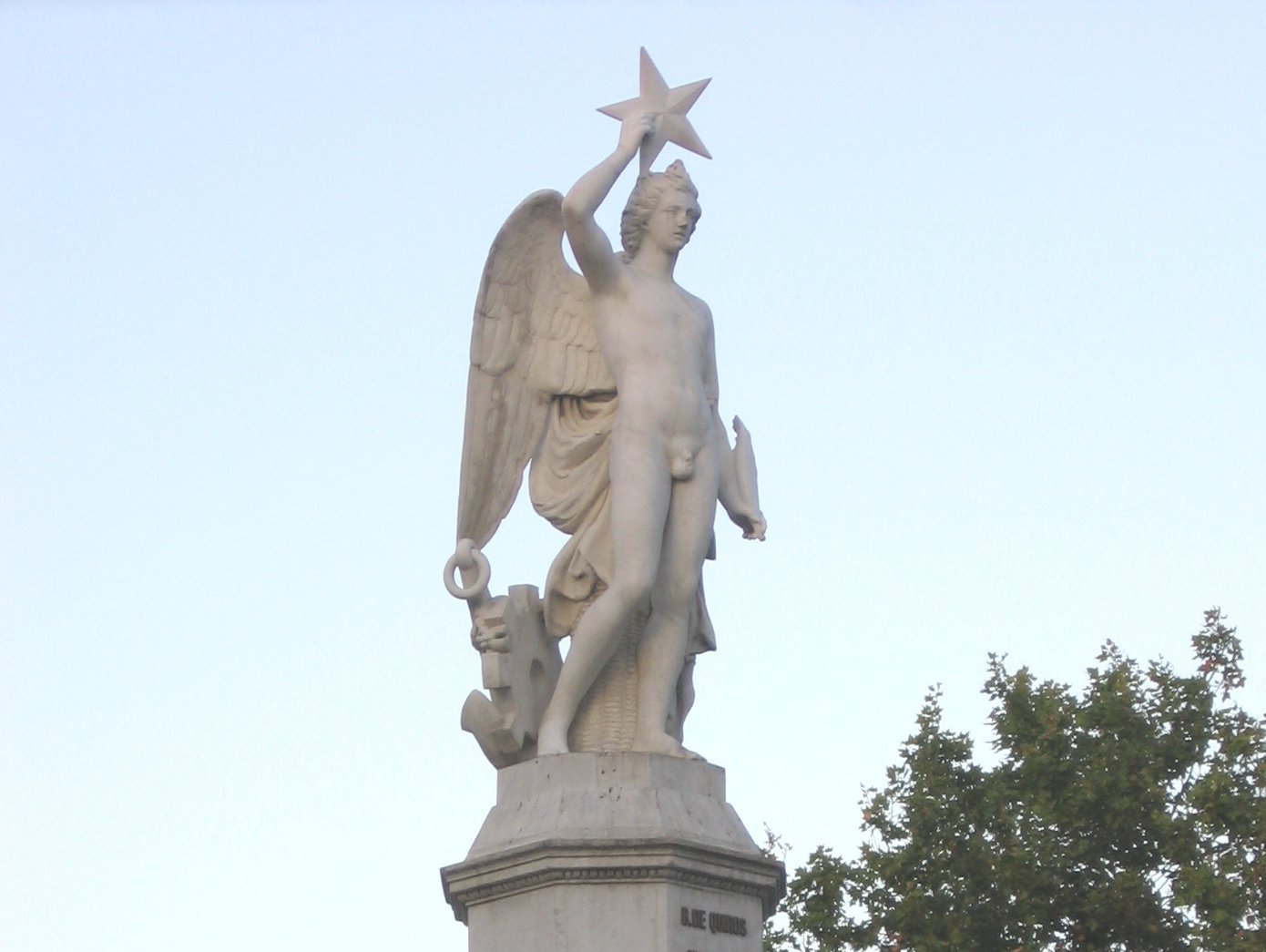
Fonte do Gênio Catalão (O Marquês de Campo Sagrado) (1856), de Fausto Baratta e Josep Anicet Santigosa, Pla de Palau, Barcelona. Após a sua inauguração, “iam mulheres em procissão a tomar vistas da gentileza de formas da estátua”, segundo relata o cronista Francesc Puig Alfonso. Portanto, o bispo de Barcelona mandou castrá-la e cobri-la com um tapa-sexo. Nos anos 1980, foi retirada a tela e ficaram ao descoberto os seus genitais mutilados, enquanto em 1990 um novo restauro acrescentou-lhe um pénis que parecia um tubo, feito com resinas. Finalmente, num novo restauro realizado entre 2007 e 2008, decidindo-se retirar a prótese do pénis e deixá-lo tal qual, como o Hermes de Praxíteles, pois não se conserva nenhum documento da obra original e é impossível saber a forma e o tamanho que lhe deu o seu criador.

A representação artística do nu flutuou, na história da arte, da permissividade e tolerância de sociedades que o viam como algo natural, e até mesmo o alentavam como ideal de beleza — como na Grécia Antiga —, até a recusa e a proibição por sociedades de moral mais puritana, nas quais geralmente desde umas premissas baseadas na religião, o nu foi objeto de censura e inclusive de perseguição e destruição das suas obras. Nomeadamente, o cristianismo não tolerou a representação do corpo humano nu exceto em imagens de conteúdo religioso, no qual alguns temas isolados eram justificados pelas sagradas escrituras, como os casos de Adão e Eva, a crucifixão de Jesus ou a representação das almas no inferno. Na Idade Média, estas premissas estavam plenamente assumidas por artistas e pela sociedade em geral, e ao não existir transgressões a esta norma não se contabilizam numerosos casos de censura. Contudo, no Renascimento, a valoração da cultura clássica e o retorno ao antropocentrismo na cultura comportaram um auge do nu, justificado tão somente por motivos mitológicos ou alegóricos, o que propiciou a recusa da Igreja especialmente desde a Contrarreforma. O Concílio de Trento (1563) reservou um papel de destaque na arte, como meio de divulgação do ensinamento religiosa, mas ao tempo o constringiu à mais estrita interpretação das escritas, outorgando ao clero a tarefa de vigiar a correta observância dos preceitos católicos por parte dos artistas.
Após o Concílio, o catolicismo contrarreformista censurou a nudez. Assim, o papa Paulo IV ordenou, em 1559, a Daniele da Volterra cobrir com roupas as partes íntimas das figuras do Juízo Final da Capela Sistina realizadas pouco antes por Michelangelo — por esta ação Volterra foi chamado desde então il Braghettone, “o calções” —. Pouco depois, outro papa, Pio V, encomendou a mesma tarefa a Girolamo da Fano, e ainda Clemente VIII tinha desejos de eliminar por completo a pintura, embora, por fortuna, foi dissuadido pela Accademia di San Luca. Desde então, a Igreja católica encarregou-se com esmero de cobrir as nudezas de numerosas obras de arte, quer com telas ou com a famosa folha de parreira, a planta com a qual Adão e Eva se cobriram depois do pecado original. Outro exemplo de recusa do nu na arte foi a estátua de Davi de Michelangelo que, ao ser colocada na Piazza della Signoria de Florença, foi apedrejada pelo público que presenciava a cena, embora com o tempo se acostumassem, e até mesmo se ganhou o afeto dos florentinos.
Na Espanha, defensora da Contrarreforma, a Inquisição foi encarregue de velar pela decência e o decoro na arte, designando inspetores para supervisar o cumprimento dos decretos conciliares, como o sogro de Velázquez, o pintor sevilhano Francisco Pacheco del Río. Em 1632, foi publicada, a pedido de um nobre de origem portuguesa, Francisco de Bragança, um documento intitulado Cópia dos pareceres, e censuras dos reverendíssimos mestres, e senhores catedráticos das insignes Universidades de Salamanca e Alcalá, e de outras pessoas doctas. Sobre o Abuso das figuras, e pinturas lascivas e desonestas; em que se mostra, que é pecado mortal pintá-las, esculpi-las, e tê-las patentes onde fossem vistas, no qual se expressava a comum opinião da época — sobretudo em âmbitos eclesiásticos — da imoralidade da representação do nu, quando este for lascivo sem justificação religiosa. Esta opinião generalizada explica o pequeno número de obras de nu na arte renascentista e barroca espanhola. Tiziano, por exemplo, ciente do puritanismo da corte espanhola, cobriu com ramos de figueira os corpos nus de Adão e Eva antes de enviar o quadro a Filipe II em 1571. Em relação ao nu, o Tribunal da Inquisição tinha estabelecido que:
| “ | E para obviar em parte o grave escândalo e dano não menor que ocasionam as pinturas lascivas: mandamos que ninguém ouse meter nestes reinos imagens de pintura, lâminas, estátuas ou outras de escultura, lascivas, nem usar delas em lugares públicos de praças, ruas ou aposentos comuns das casas. E assim mesmo proíbe-se aos pintores pintá-las, e aos demais artífices que não as talhem nem façam, sob pena de excomunhão maior latae sententiae, trina canonica monitione praemisa, e de quinhentos ducados por terças partes a despesas do Santo Ofício, juízes e denunciador, e um ano de desterro aos pintores e pessoas particulares, que as entrarem nestes reinos, ou contraviessem em algo do referido. | ” |

Um caso que poderia ter acabado numa perda de numerosas obras mestras de grandes artistas foi o protagonizado por Carlos III, que em 1762 ordenou queimar, por conselho do seu confessor, todos os quadros de nu pertencentes à coleção real, que colecionaram os monarcas hispânicos de Carlos I até Filipe IV. Entre as obras encontravam-se, por exemplo, As Três Graças e o Juízo de Paris de Rubens, Adão e Eva de Dürer, Vênus recreando-se na música e Vênus e Adonis de Tiziano. Finalmente, foram salvas da queimada pelo pintor de câmara do rei, Anton Raphael Mengs, que o convenceu para que servissem de modelos de estudo para a Real Academia de Belas Artes de São Fernando. Primeiro levou estas obras para a sua casa, e depois para a oficina dos pintores da Corte, a chamada Casa do Rebeque, junto ao Alcácer Novo. Algumas destas obras passaram em 1827 ao Museu do Prado, onde foram confinadas numa sala especial fechada ao público, que somente se visitava com licenças especiais, e não foram exibidas publicamente até 1838. Em lembrete deste fato, em 2004 o Museu do Prado organizou uma exposição temporária chamada A Sala Reservada, com uma seleção dos melhores nus dos fundos da instituição.
Os processos inquisitoriais afetaram até mesmo a um artista da talha de Francisco de Goya, que foi denunciado ao Santo Ofício pela sua obra A maja nua, confiscada pelo tribunal em 1814. A Inquisição a qualificou de “obscena”, e iniciou um juízo contra Goya, que conseguiu a absolvição graças à intervenção do cardeal. Contudo, a obra ficou fora da vista do público praticamente até inícios do século XX. Esta obra gerou outra polêmica em 1927, quando Correios da Espanha emitiu um selo com esse quadro, sendo a primeira vez que aparecia um nu feminino na filatelia.
Os exemplos de censura e perseguição do nu artístico são abundantes em toda a história recente da arte ocidental: no século XVIII, Luís, Duque d'Orleães destruiu a cutiladas o quadro Leda com o cisne de Correggio, pois considerava-o lascivo; porém, os fragmentos foram recolhidos e ensamblados novamente, exceto a cabeça, que foi repintada posteriormente. No século XIX, o artista norte-americano Thomas Eakins foi expulso da Pennsylvania Academy of Arts de Filadélfia por ter introduzido a prática acadêmica do estudo do nu tomado do natural. Na Bélgica, em 1865, Victor Lagye foi encarregue de cobrir com peles as figuras de Adão e Eva do Trítico do Cordeiro Místico da Catedral de São Bavão de Gante. Na Grã-Bretanha, por encomenda da rainha Vitória, uma enorme folha de parreira cobriu uma réplica do Davi de Michelangelo, que ainda se conserva no Victoria and Albert Museum.

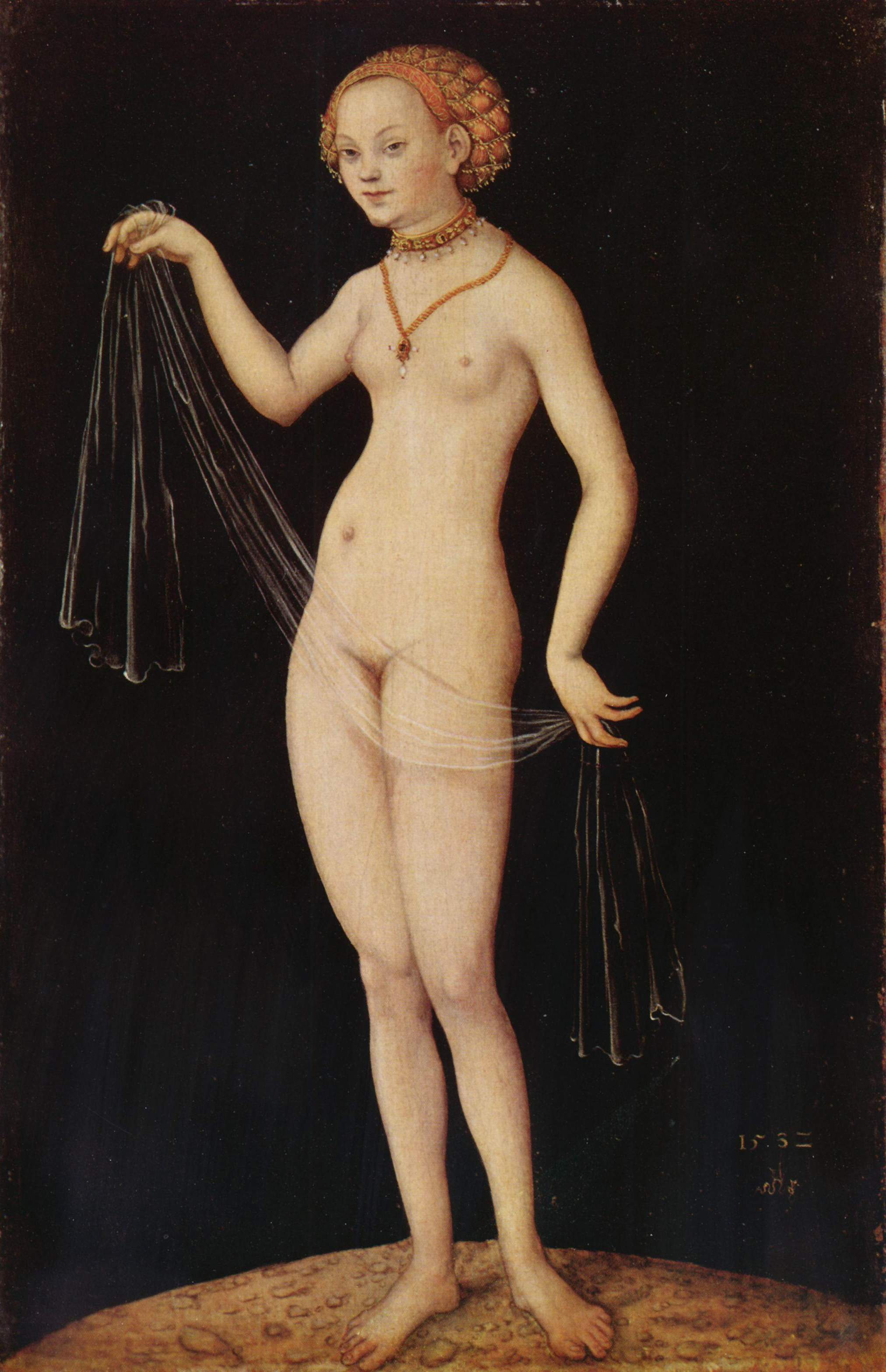
Vênus (1532), de Lucas Cranach, o Velho, Städel, Frankfurt am Main, censurada pelo Metro de Londres em 2008.

Ainda no século XX houve numerosos casos de censura e agressões a nus artísticos: em 1914, uma sufragista britânica chamada Mary Richardson agrediu com um machado a Vênus do espelho de Velázquez, pois considerava que oferecia uma imagem da mulher como mero objeto. Richardson foi sentenciada a seis meses de prisão, o máximo permitido pela destruição de uma obra de arte. Em 1917, a polícia fechou uma exposição de Amedeo Modigliani na galeria Berthe Weill, o mesmo dia da inauguração, por “ofensas ao pudor”, pois os nus mostravam penugem púbica. Por causa do escândalo, o artista não vendeu nenhum quadro.
No século XXI, embora pelo geral o nu seja visto com naturalidade pela maior parte da povoação, ainda ocorrem casos de censura artística: em 2001, o Secretário de Justiça dos Estados Unidos, John Ashcroft, ordenou ocultar a estátua Spirit of Justice que preside a sala de conferências do Departamento de Justiça em Washington, pois mostrava os peitos nus. Em 2008, foram retirados do Metro de Londres uns cartéis publicitários que reproduziam uma Vênus despida pintada por Lucas Cranach, o Velho, e que serviam para anunciar uma exposição dedicada ao pintor renascentista alemão, pois segundo a companhia “poderia ferir e ofender a sensibilidade dos usuários do Metro”. Também em 2008, o primeiro ministro italiano, Sílvio Berlusconi, ordenou cobrir um seio nu que mostrava a alegoria A Verdade desvelada pelo Tempo de Giambattista Tiepolo, pois era a imagem central da sala de conferências de imprensa do Governo, e aparecia ao fundo do premer nos seus comparecimentos frente da televisão.

## Iconografia
O nu teve, especialmente desde o Renascimento, um marcado sentido iconográfico, pois, talvez por pudor, o artista buscou frequentemente uma desculpa temática para poder representar nus, outorgando-lhes um significado geralmente relacionado à mitologia greco-romana e, às vezes, com a religião. Até o século XIX praticamente não há nus “ao natural”, despojados de tudo simbolismo, nus que somente reflitam a esteticidade intrínseca do corpo humano. As fontes iconográficas para estas representações encontram-se nos textos dos autores clássicos greco-romanos (Homero, Tito Lívio, Ovídio), para a mitologia, e na Bíblia (Antigo e Novo Testamento) para a religião. Muitos artistas estavam em dia das diversas temáticas mitológicas ou religiosas, assim como da obra de outros autores, por meio de gravuras e xilografias que circulavam por toda Europa, sobretudo desde o século XVI —poucos eram os artistas realmente eruditos e que podiam extrair informação diretamente das fontes clássicas, como Rubens, que sabia latim e vários idiomas europeus—. Com o tempo, foi forjado um corpus iconográfico que recolhia os principais mitos, lendas, passagens sagrados e relatos históricos, com obras como A lenda dourada de Jacopo da Varazze (século XIII), sobre vidas dos santos e de Jesus Cristo e a Virgem, ou A genealogia dos deuses pagãos de Boccacio (1360–1370), sobre mitologia grega e romana.
Alguns dos temas mais recorrentes na iconografia do nu são:

## Nu antiestético
O nu costuma identificar-se com a beleza, mas nem todos os nus são belos ou agradáveis, também há representações de personagens nus que podem resultar feios ou repugnantes, ou carentes de qualquer atrativo físico, quer pela sua natureza pouco favorecida, quer por deformidades ou malformações, por estar representados na sua velhice ou por ser personagens malvados ou depravados, ou até mesmo monstros ou seres fantásticos da mitologia (sátiros, silenos) ou da religião (demônios, bruxas). Como no caso da beleza, a fealdade é relativa e com diferente percepção segundo a cultura, o tempo e o lugar: assim como para o homem ocidental uma máscara africana pode parecer horrenda, embora represente um deus benévolo para os seus adoradores, para um não ocidental uma imagem de Cristo crucificado pode resultar desagradável. A fealdade pode ser física ou espiritual, mas também se encontra na deformidade, a assimetria, a desfiguração, a falta de harmonia, e em conceitos de índole moral, como a maldade, a vileza ou a mesquinhez, junto a outras categorias como o grosseiro, o nauseabundo, o repelente, o grotesco, o abominável, o asqueroso, o obsceno, o sinistro, etc.
Já na Grécia Antiga houve uma dicotomia entre o equilíbrio do período clássico e o sentimentalismo exacerbado e trágico do período helenístico: frente à energia vital e triunfadora dos heróis e atletas surgiu o pathos, a expressão da derrota, do dramatismo, o sofrimento, dos corpos moídos e deformados, doentes ou mutilados. Este patetismo transladou-se na Idade Média ao calvário de Jesus Cristo e ao martírio de santos como São Sebastião e São Lourenço, cujos suplícios foram frequentemente plasmados na arte em autênticos paroxismos de dor e sofrimento.
No terreno da filosofia, uma das primeiras rupturas com a beleza clássica ocorreu com Gotthold Ephraim Lessing, que na sua obra Laocoonte (1766) recusou a ideia de perfeição clássica elaborada por Johann Joachim Winckelmann, afirmando que não pode haver um conceito de perfeição universal para todas as épocas e todas as artes. Embora não recusasse a possibilidade de achar um sistema que relacione todas as artes, criticou as analogias absolutas —como a fórmula horaciana ut pitura, poese (“a pintura, como a poesia”, uma das bases da teoria humanista da arte)—. Para Lessing, a pintura e a poesia, examinadas nos seus contextos imitativos, são diferentes: a pintura resulta adequada para a representação de qualidades sensoriais, tangíveis, podendo apenas evocar elementos argumentativos; por outro lado, a poesia realiza o processo inverso. Posteriormente, Johann Karl Friedrich Rosenkranz introduziu em Estética do feio (1853) a fealdade como categoria estética: seguindo o sistema dialético hegeliano, estabeleceu a beleza como tese e a fealdade como antítese, dando como síntese o riso: o feio fica anulado pelo cômico. Para este autor, o feio não existe em si mesmo, mas em contraste com o belo. Afirmou que o feio é relativo, enquanto o belo é absoluto; assim, o feio, o “negativo estético”, supera-se desde dentro, igual a o mal se devora a si mesmo. De igual forma sistematizou as categorias do feio: deformidade, incorreção e desfiguração.
- Os amantes mortos, a Morte e a Luxuria (século XVI), do Maestro do Alto Reno, Museu de Belas Artes de Estrasburgo.
- O anão Morgante de costas com um coruja no ombro (1552), de Bronzino, Galleria Palatina, Florença.
- Sileno ébrio (1626), de José de Ribera, Galleria Nazionale di Capodimonte, Nápoles.
- A bruxa (1640–1649), de Salvator Rosa, coleção privada, Milão.
- Saturno devorando um filho (1819–1823), de Francisco de Goya, Museu do Prado, Madrid.

## Aspectos técnicos: a representação do corpo humano

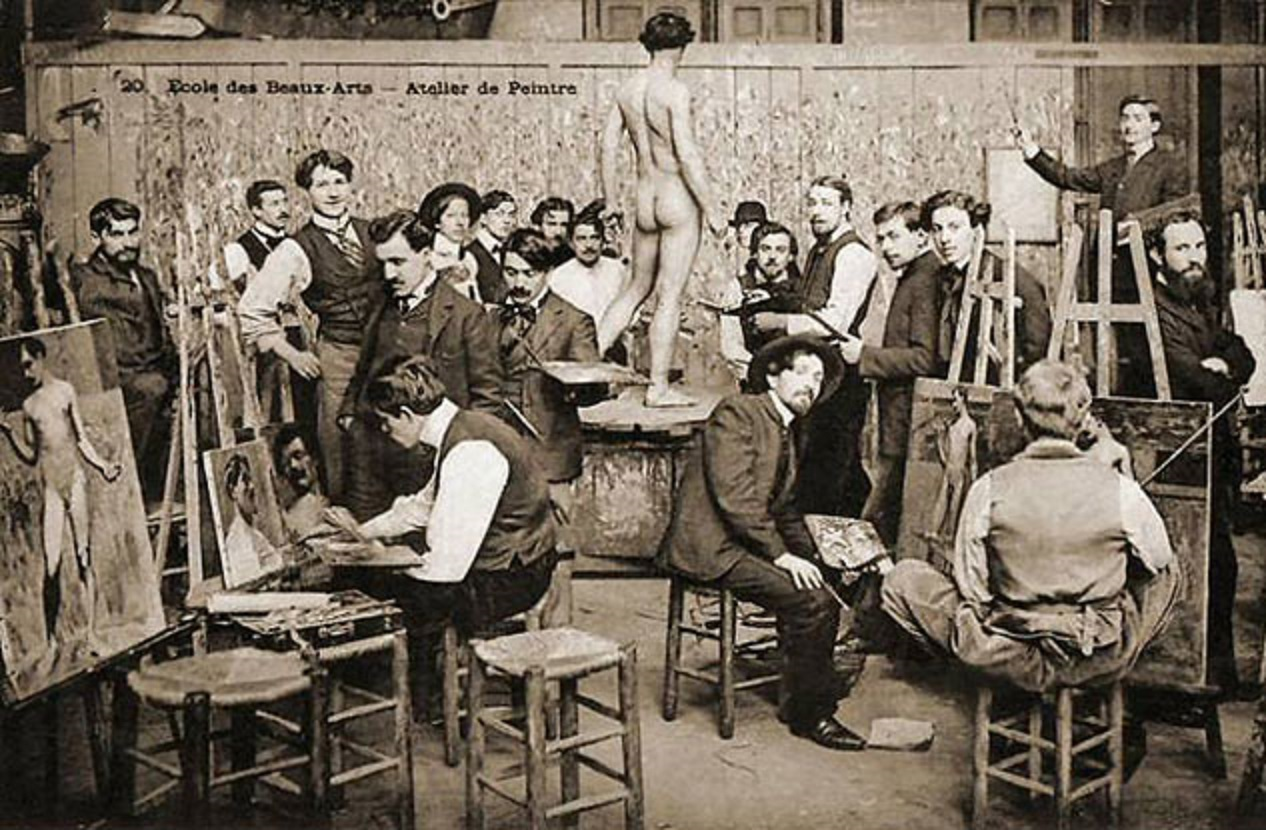
Estudantes pintando a partir de um “modelo vivo” na École des Beaux-Arts de Paris, fotografia de final da década de 1880.

A representação da figura humana é praticamente o único tema comum presente na arte em toda a história, geografia, técnica ou estilo artístico.
Tecnicamente, o estudo do corpo humano baseou-se desde a arte clássica greco-romana num ideal de proporção e harmonia, embora este ideal se represente de jeito aproximadamente realista segundo os diversos estilos artísticos que se foram sucedendo. A proporção é a base de qualquer representação humana; em palavras de Albrecht Dürer: “sem proporção nenhuma figura pode ser perfeita, por muita diligência que se tenha posto na sua realização”. Esta proporção baseou-se ao longo do tempo em diferentes normas ou cânones para a sua realização: no Antigo Egito, a medida básica era o punho fechado e a largura da mão, donde se obtinha um módulo básico que se reproduzia por quadrículas; assim, a cabeça formava três módulos, de ombros a rodelas compreendia dez módulos, e de rodelas a pés, seis. Para os gregos, o ideal era que a altura do indivíduo fosse o equivalente a sete vezes e meia do tamanho da cabeça para adultos, e entre quatro e seis cabeças para crianças e adolescentes. Este cânone provém, segundo a tradição, de Policleto, e é o mais clássico dos usados na Grécia Antiga, embora fossem empregues outros, como o de Lisipo de oito cabeças, ou o de Leocares, de oito cabeças e meia. Outros estudos estabeleciam que a altura podia inscrever-se numa circunferência com centro no púbis, divisível pela sua vez em outras duas, uma superior com centro no esterno e outra inferior com centro na rótula. Em definitiva, é difícil estabelecer um cânone ideal.

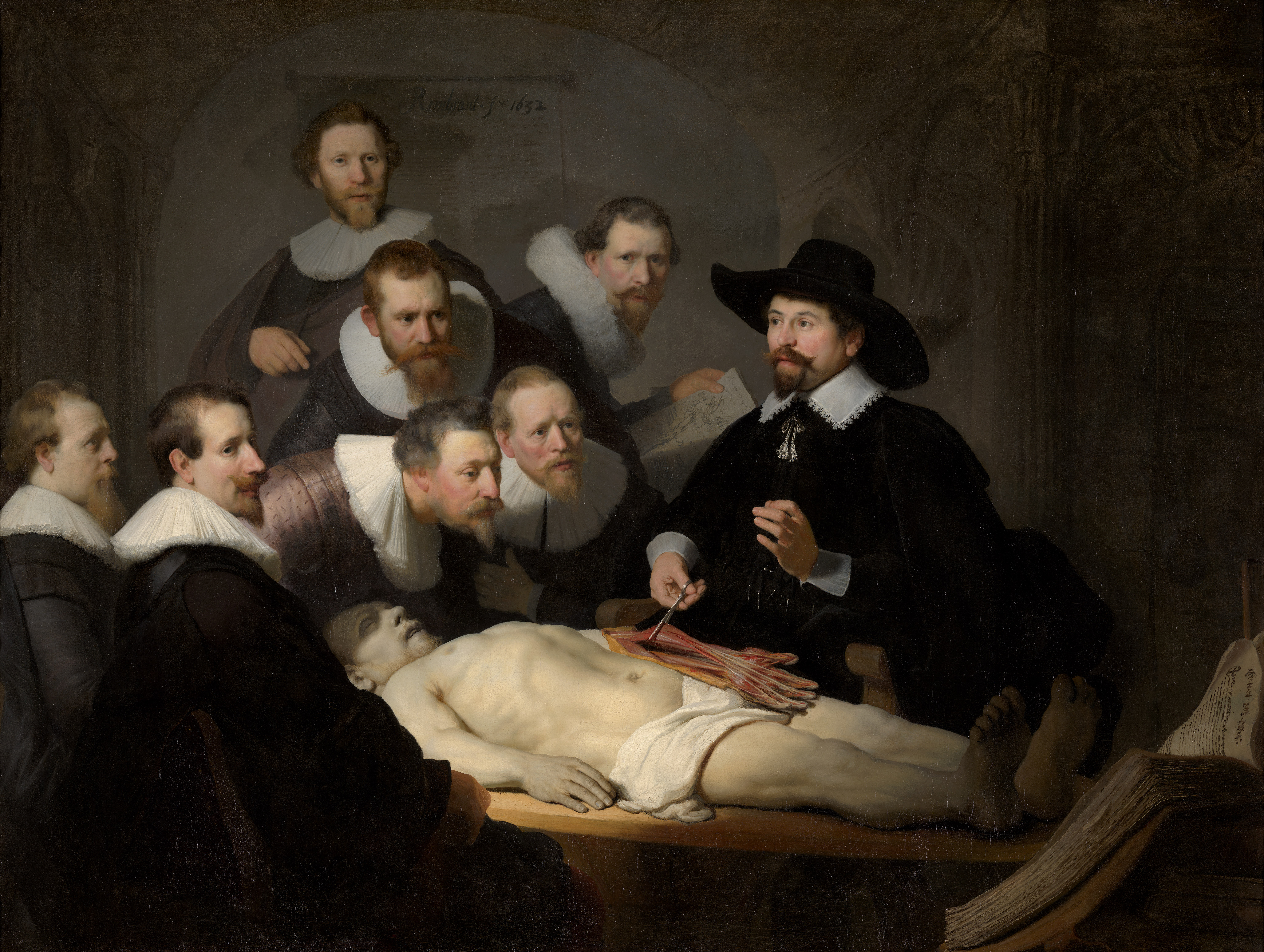
A Lição de Anatomia do Dr. Tulp (1632), de Rembrandt, Mauritshuis, Haia.

Outro fator importante no estudo da figura humana é a anatomia, tanto óssea como muscular: o esqueleto é formado por 206 ossos, que compõem um conjunto articulado que permitem a grande variedade de posturas e movimentos dos quais é capaz o corpo humano. Pela sua vez, os músculos são estruturas fibrosas que seguram os ossos e permitem o movimento, em ações de contração e expansão que são perceptíveis na complexão do corpo, e portanto de primordial importância para a sua representação artística.
Cada parte do corpo tem as suas particularidades técnicas para desenhá-la: o tronco costuma ser realizado quadrangular, dividido em três partes de tamanho similar à cabeça, uma do púbis ao umbigo, outra do umbigo à linha inferior dos peitorais, e outra daí à cabeça. Para a sua representação de costas se tem de levar em conta a forma da espinha dorsal. Quanto ao torso, logicamente varia se é masculino ou feminino, sendo o primeiro mais anguloso e abrupto e o segundo mais suave e arredondado. Enquanto a braços, pernas, mãos e pés, é essencial o estudo do movimento articulado, assim como o seu relevo anatômico, no que são mais evidentes as formas ósseas e musculares. É preciso levar em conta que, sobretudo nos braços e nos ombros se foca a força e o gesto da figura, e que o antebraço tem diversos movimentos: pronação e supinação. As mãos são a parte mais articulada do corpo, e o seu grande número de posições e gestos implica uma autêntica linguagem comunicativa do corpo. Finalmente, a cabeça é uma parte essencial, pois o rosto é a parte mais diferenciada de cada indivíduo, e a sua expressão facial indica múltiplos sentimentos e estados de ânimo. Quanto à sua proporção, a cabeça é simétrica vista de frente: o seu centro situa-se na glabela, com um tamanho de três vezes e meia da altura da testa, em três módulos que correspondem um à testa, outro das celhas à ponta do nariz e outro da ponta do nariz ao mento.
A anatomia artística correu em paralelo desde o Renascimento à científica — na Grécia Antiga não há dados que avaliem um estudo científico do corpo, mas simplesmente uma observação realista do natural —, baseada em dissecções do corpo humano; tanto artistas como médicos e cientistas estudaram os ossos, músculos e demais partes do corpo, donde extraíram os conhecimentos que aplicaram às obras de arte. Cabe destacar-se nesse sentido os estudos efetuados por Andreas Vesalius, que em 1543 publicou De humani corporis fabrica, um estudo anatômico do corpo baseado em dissecções, nas que, junto ao texto, destacavam múltiplas lâminas ilustrativas do corpo humano — obra de Jan van Calcar —, que serviram de base aos artistas para as suas imagens, baseadas cada vez mais no realismo objetivo. As lâminas deste livro estavam concebidas com critérios artísticos, aparecendo esqueletos e figuras esfoladas em posses artísticas ou gesticulando, quase teatrais. Contudo, desde o século XVIII, e em paralelo à preservação dos estudos artísticos pelas academias nacionais, encarregadas da formação dos artistas, a arte e a ciência foram divergindo, especializando-se cada vez mais e centrando-se nas suas respectivas funções. A anatomia acadêmica baseou-se em manuais cujas ilustrações, se bem que apresentavam esqueletos e figuras esfoladas, eram representadas de jeito artístico, geralmente inspiradas na escultura antiga. Assim, foi frequente em todas as academias a presença de manequins articulados e de estátuas de homens esfolados, a mais famosa das quais foi concebida por Jean-Antoine Houdon.

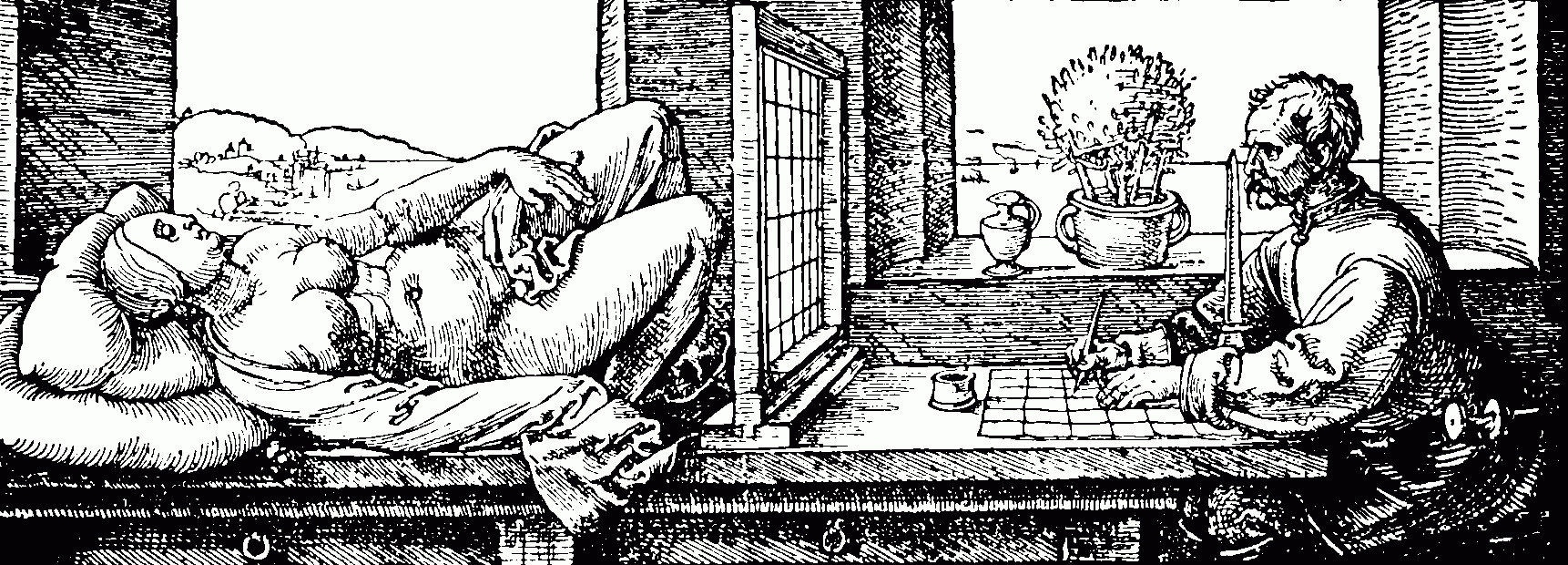
Artista e nu (1525), de Dürer, gravura representando a tomada de medidas em perspectiva para um quadro de nu.

Outros aspectos a levar em conta na representação humana são o movimento e a postura: com o movimento a anatomia sofre leves modificações das suas formas básicas, os retângulos podem tornar-se losangos ou trapézios, as curvas ressaltam-se e as dimensões reduzem-se. É preciso levar em conta os eixos transversais, principalmente de ombros e cadeiras, geralmente contrapostos. Quando a figura está em funcionamento, o movimento responde a dois fatores principais, o equilíbrio e a tração, que devem ser compensados. O equilíbrio é essencial para a correta colocação da figura na cena que o envolve, e para dotá-la de uma sensação de realismo. O centro de gravidade situa-se na última vértebra dorsal, e uma forma de comprovar que seja correto é traçar uma linha desde o umbigo até os pés (ou, de costas, desde o suco das vértebras lumbares), que deve cortar o ponto de apoio principal —esta fórmula não é válida, logicamente, se a figura corre ou salta, circunstâncias nas quais é difícil estabelecer um correto equilíbrio—. Se a figura tem as pernas separadas, pode-se comprovar o equilíbrio unindo os vértices de um polígono traçado pelas partes da figura que se apoiam no chão; se a linha gravemente curta a superfície desse polígono, o equilíbrio é real.
O movimento baseia-se em dois eixos básicos: os horizontais (ombros, cintura e cadeiras) e os verticais (tronco, abdômen, cabeça, pernas e braços). Um dos mais básicos, e de grande tradição artística desde o Doríforo de Policleto, é o contrapposto, em que uma perna dá um passo à frente, fazendo que os ombros se inclinem em direção contrária às cadeiras. Desde esta postura, o número de variantes é infinito, procurando sempre uma relação harmônica entre os eixos anatômicos: pelo general, os verticais dependem dos horizontais, articulando-se em função do movimento principal do corpo.
Quanto à postura, a representação de figuras em perspectiva baseia-se no escorço de reajustar as proporções para compensar o fator da distância no ponto de vista. O escorço pode ser da figura inteira ou duma parte da sua anatomia, segundo o ponto de vista do espectador. Por exemplo, quando uma figura aparece deitada, as suas proporções encurtam-se pela perspectiva, resultando que, desde uma posição elevada, que costuma ser a mais habitual, as dimensões próximas pareçam maiores que as afastadas.
A base do nu artístico é o desenho, a realização de um rascunho ou um esboço sobre cuja base realizar-se-á a imagem final. No desenho acadêmico, estes rascunhos chamam-se precisamente “academias”, e costumam estar realizados fixando-se especialmente no modelado de luzes e sombras.
- Cópia da estátua Fauno dançando, de Anton Raphael Mengs (1778).
- Estudo para o Juramento do Jogo de Pelota (1791), de Jacques-Louis David, Musée National du Château, Versalhes.
- Nu acadêmico de Pierre-Paul Prud'hon.
- Estudo para A Idade de Ouro (1862), de Jean Auguste Dominique Ingres.
- Estudo de nu: aspiração, de Carlos Schwabe.

Um fator que articula a figura humana é a luz, que afeta ao volume e gera diversos limites segundo os jogos de luz e sombra (chiaroscuro), enriquecendo o perfil anatômico. A luz permite matizar a superfície do corpo, e proporciona uma sensação de suavidade à pele. É importante a focalização da luz, pois a sua direção intervém no contorno geral da figura e na iluminação do seu ambiente: por exemplo, a luz frontal faz desaparecer as sombras, atenuando o volume e a sensação de profundidade, ao mesmo tempo que remarca a cor da pele. Por outro lado, uma iluminação parcialmente lateral provoca sombras e proporciona relevo aos volumes, e se é desde a lateral a sombra cobre o lado oposto da figura, que aparece com um volume realçado. Por outro lado, contra a luz o corpo mostra-se com um halo característico no seu contorno, enquanto o volume adquire uma sensação leve. Com uma iluminação zenital, a projeção de sombras borra o relevo, e dá uma aparência algo fantasmagórica, igual passa iluminando desde embaixo — embora este último seja pouco frequente —. Um fator determinante é o das sombras, que geram uma série de contornos além dos anatômicos que proporcionam dramatismo à imagem. Junto aos reflexos luminosos, a gradação de sombras gera uma série de efeitos de grande riqueza na figura, que o artista pode explorar diversas maneiras para conseguir diferentes resultados. Também se tem de levar em conta que a luz direta ou a sombra sobre a pele modificam a cor, variando a tonalidade do característico rosa pálido até o cinzento ou o branco. A luz também pode ser filtrada por objetos que se interponham na sua trajetória (como cortinas, telas, jarrões ou objetos vários), gerando diversos efeitos e coloridos sobre a pele.

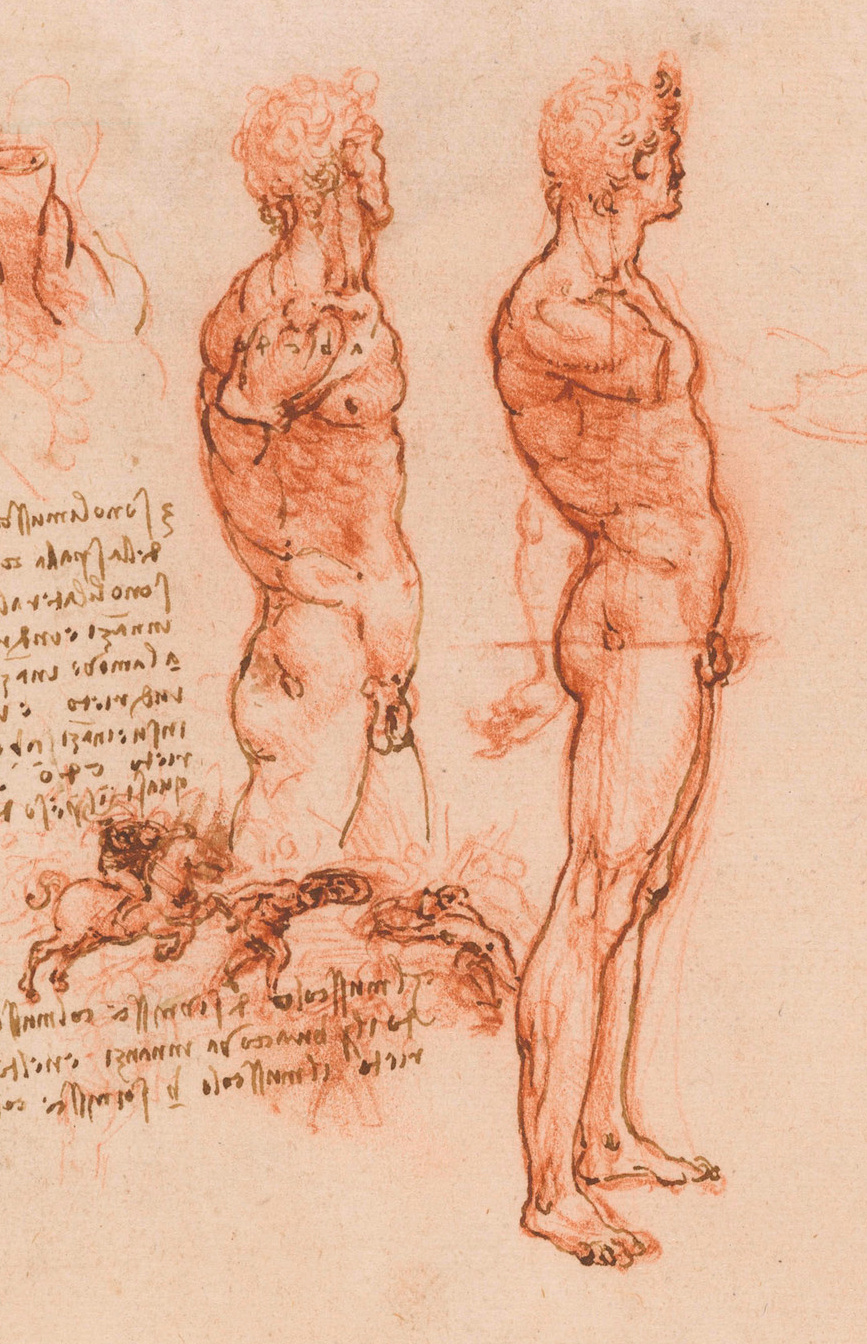
Estudo anatômico de Leonardo Da Vinci.

Há duas principais modalidades técnicas para a realização do nu: o “valorismo” foca-se na descrição anatômica e nos efeitos de luz; o “colorismo” enquadra-se mais na pintura plana e no contraste puro entre tonalidades. Na pintura por valores parte-se de uma cor (tom local) que se vai aclarando ou obscurecendo, o que enfatiza o volume, mais rotundo e de intenso modelado, e gera potentes claro-obscuros e relevos quase escultóricos. Por outro lado, a pintura por cores — de origem impressionista — tende à plenitude cromática e de luz, sem fortes contrastes, substituindo os claros e obscuros da figura por diferentes cores, e não por efeitos de luz. Isto gera contornos mais matizados, expressando as luzes e sombras com tons frios ou cálidos.
Quanto ao cromatismo, embora o ponto de partida seja a cor carne, esta pode variar do rosa pálido ao ocre ou o alaranjado, embora pelo general não apresente uma coloração saturada. Assim mesmo, as sombras que gera podem variar do verde pálido ao cinzento azulado ou os tons rosa ou siena. As carnações costumam partir de um ocre alaranjado, que costuma obscurecer-se com siena tostado ou aclarar com branco frio. Outros artistas partem de um rosa esbranquiçado, obscurecido com verdes e azuis pálidos (para sombras claras) ou com vermelhos e carmins (para sombras obscuras). Contudo, se tem de sublinhar que não hã uma cor carne de validez universal, pois apresenta tantas gradações e é tão difícil de interpretar quanto a cor do mar.

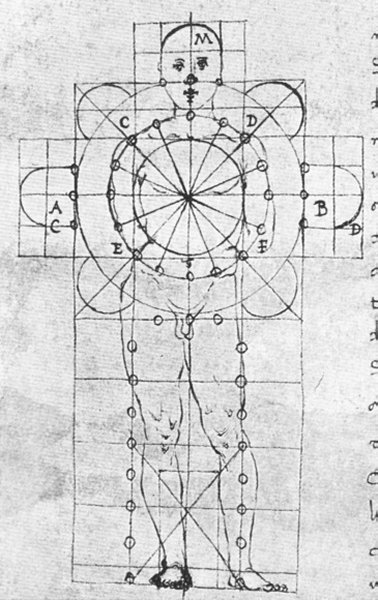
Estudo de proporções de uma basílica em relação ao corpo humano (segunda metade do século XV), de Francesco di Giorgio Martini, Biblioteca Nazionale, Florença. Os teóricos do Renascimento consideravam que a arquitetura podia expor-se com os mesmos padrões de simetria que o corpo humano.

As principais técnicas pictóricas para a realização do nu são a aquarela, o pastel e o óleo. A aquarela proporciona maior suavidade e delicadeza à anatomia, embora sintetize o relevo muscular e requer grande precisão para a sua execução, pois não permite a retificação. No geral, primeiro empregam-se aguadas para criar grandes zonas de cor e comprovar o efeito dos tons, sobre as quais se realiza o modelado aplicando camadas de cor, adicionando tons obscuros para criar volume. Finalmente, podem-se fazer retoques sobre o papel seco, especialmente para sublinhar os pormenores. A pintura ao pastel enfatiza os efeitos de cor e luz, embora não proporciona muito detalhismo à figura. Sobre uma base realizada em desenho vão-se aplicando camadas de cor, que creiam tonalidades de grande calidez e aspecto lumínico. A pintura a óleo proporciona detalhamento do desenho, riqueza cromática e intensidade da luz, outorgando uma síntese ótima à representação artística da anatomia. Sobre o desenho aplica-se um manchado de cores diluídas, para ajustar os tons e equilibrar as luzes e sombras; depois é realizado o modelado, aplicando uma cor mais espessa para perfilar volumes, matizar superfícies, sublinhar ou suavizar as sombras e estabelecer a atmosfera geral da imagem.

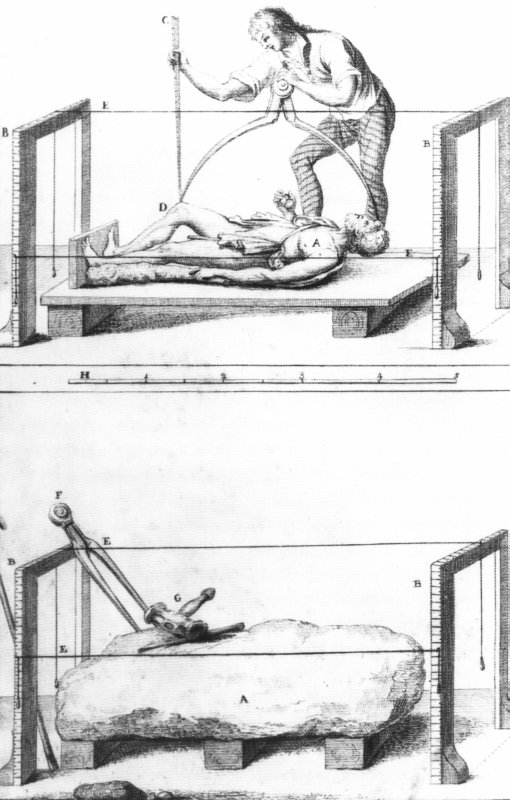
Técnica por pontos: Istruzione Elementare per gli Studiosi della Scultura (lâmina IX), de Francesco Carradori, Florença, 1802.

Quanto à escultura, a representação escultórica do corpo requer grande destreza e habilidade, assim como um sentido plástico da imagem volumétrica, pois a imagem apresenta três dimensões, e é necessário estruturá-la com base em múltiplos pontos de vista. É preciso levar em conta fatores como o espaço e a massa, que delimitam a realidade física da obra; a superfície, cuja textura, tratamento e acabado pode influir não somente no seu aspecto visual, mas na incidência da luz sobre o material; o movimento, que reflete tensões dinâmicas e influi na sinuosidade do contorno; e a cor, que pode ser a natural da matéria usada ou pode ser aplicada sobre a obra — na Grécia Antiga, a escultura era policromada, embora atualmente tenha perdido a cor, fato que influiu na valoração da escultura clássica e que determinou a atual preferência pela escultura desprovida de valores cromáticos.

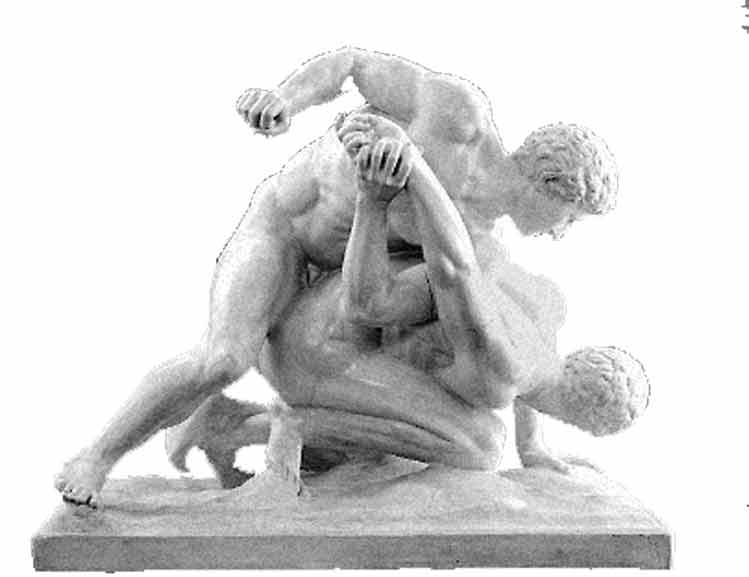
Luchadores, cópia romana em mármore de um original grego do século III a.C.
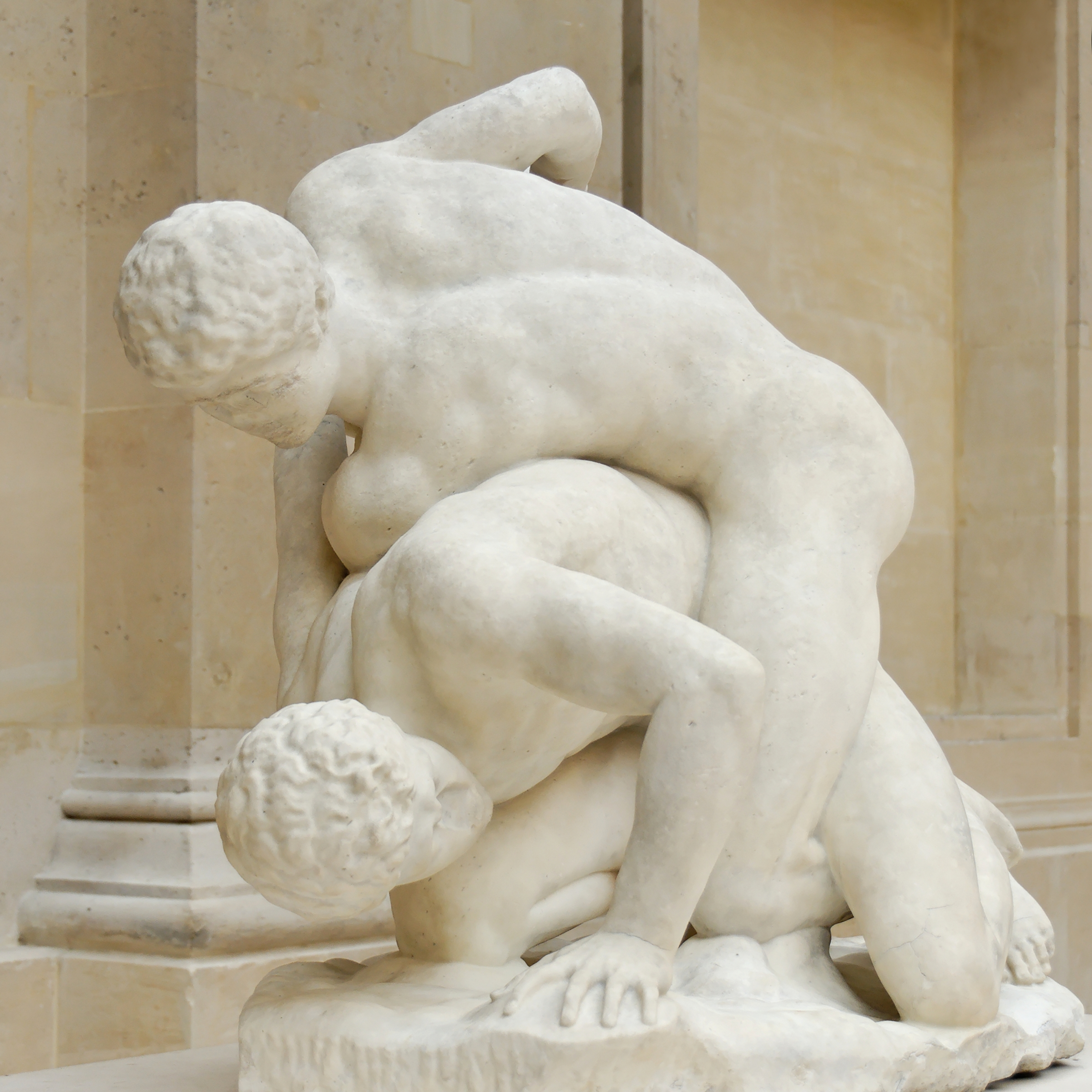
Cópia realizada por Philippe Magnier para o Palácio de Versalhes dos mesmos lutadores (1684-1688).
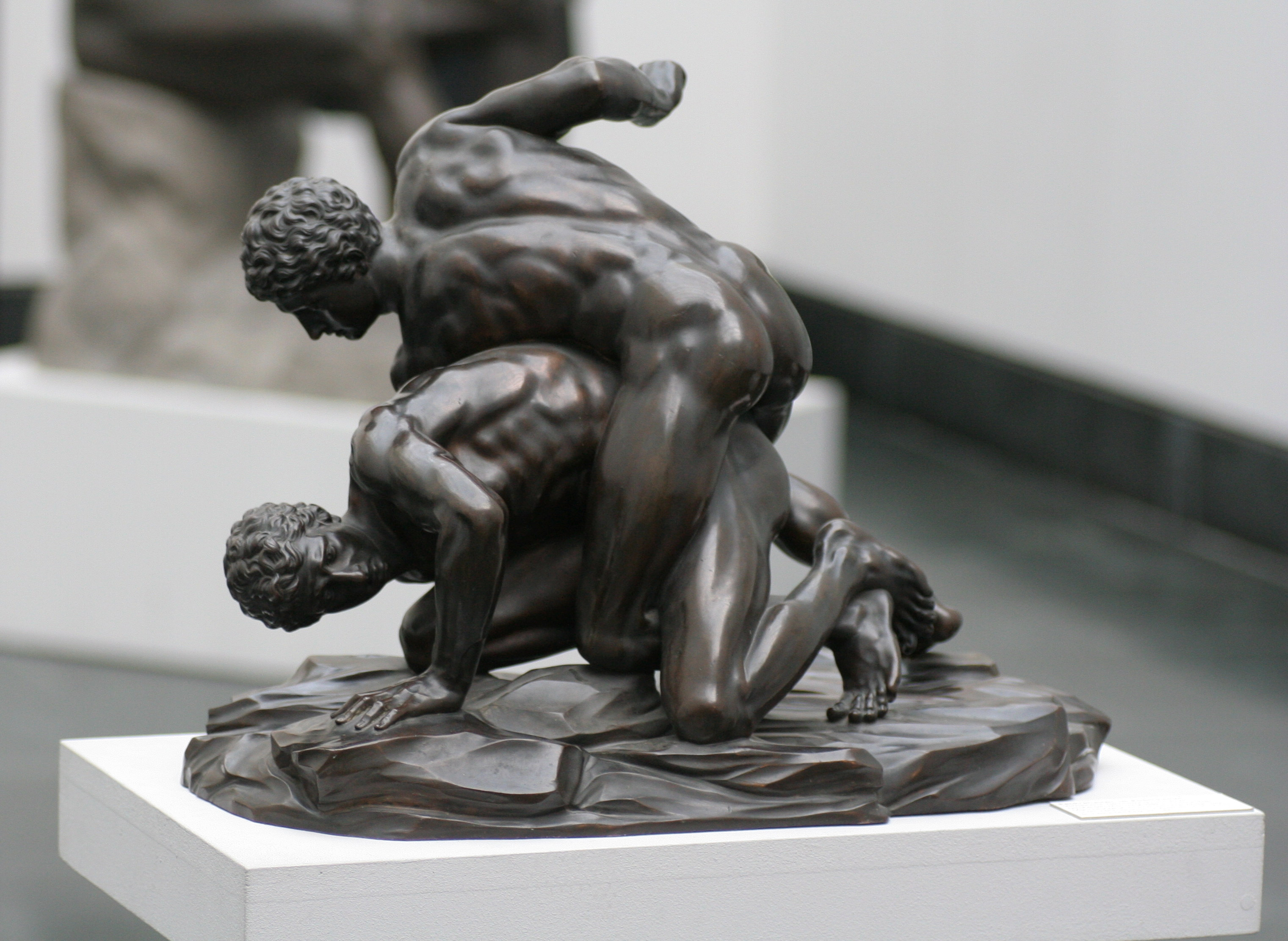
Pequena reprodução em bronze existente em Munique do mármore romano.

## História

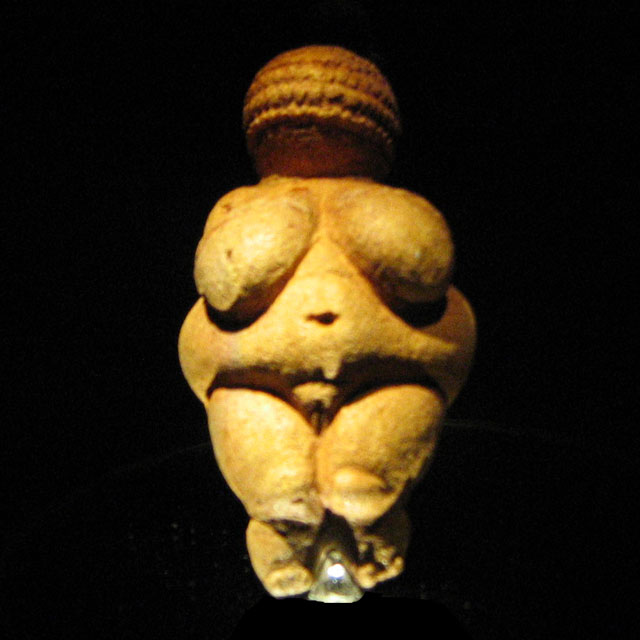
Vênus de Willendorf, Museu de História Natural de Viena (circa 20 000 a.C.)

### Pré-História
Na arte paleolítica o nu estava fortemente vinculado ao culto à fertilidade, como se pode apreciar na representação do corpo humano feminino —as chamadas “venus”—, geralmente de formas algo obesas, com peitos generosos e abultadas cadeiras. Destacam-se as venus de Willendorf, Lespugue, Menton e Laussel. A representação do falo — geralmente ereto —, em forma isolada ou em corpo completo, era igualmente signo de fertilidade, como no chamado Gigante de Cerne Abbas (Dorset, Inglaterra). Também existem casos de representação da figura humana despida na pintura rupestre, reduzida a traços esquemáticos, destacando-se os órgãos sexuais.

### Arte Antiga
Pode chamar-se assim às criações artísticas da primeira etapa da história, destacando-se as grandes civilizações do Próximo Oriente: Egito e Mesopotâmia. No Egito a nudez era vista com naturalidade, e abunda em representações de cenas cortesãs, especialmente em danças e cenas de festas e celebrações. Mas também fica patente nos temas religiosos, e muitos dos seus deuses representados em forma antropomórfica aparecem nus ou semidespidos em estátuas e pinturas murais. Igualmente aparece na representação do próprio ser humano, quer faraó ou escravo, militar ou funcionário público, como o famoso Escriba sentado do Louvre. Por contrapartida, na Mesopotâmia, próxima geográfica e cronologicamente ao Antigo Egito, o nu é praticamente desconhecido, exceto algum relevo assírio como Assurbanípal caçando leões (British Museum), ou algumas cenas de tortura de prisioneiros, enquanto na vertente feminina somente se encontram os peitos nus de um bronze caldeu representando uma jovem canéfora, presente no Louvre. Também não se encontram nus na arte fenícia ou judaica, na qual a lei mosaica proibia a representação humana.

### Arte clássica

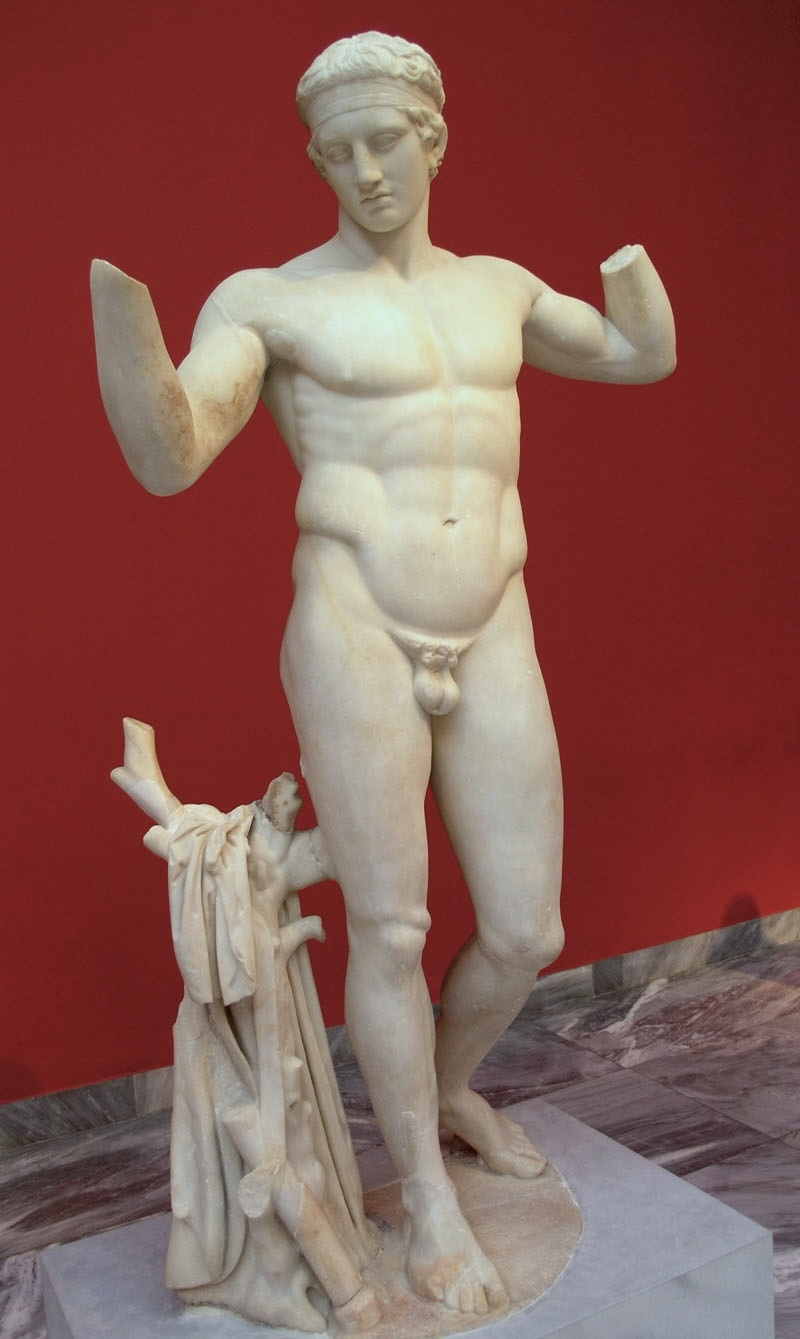
O Diadúmeno (430 a.C.), de Policleto, Museu Arqueológico Nacional de Atenas.

Denomina-se arte clássica à desenvolvida nas antigas Grécia e Roma, cujos progresso tanto científico como materiais e de ordem estética contribuíram para a história da arte um estilo baseado na natureza e no ser humano, onde preponderava a harmonia e o equilíbrio, a racionalidade das formas e dos volumes, e um sentido de imitação ("mimesis") da natureza que estabeleceram as bases da arte ocidental, de tal forma que a recorrência às formas clássicas foi constante ao longo da história na civilização ocidental.

#### Grécia
Em Grécia desenvolveram-se as principais manifestações artísticas que marcaram a evolução da arte ocidental. Após destacar as culturas minoica e micénica, a arte grega desenvolveu-se em três períodos: arcaico, clássico e helenístico. Grécia foi o primeiro lugar onde se representou o corpo humano de uma forma naturalista, longe do hieratismo e da esquematização das culturas precedentes. Para os gregos, o ideal de beleza era o corpo masculino nu, que simbolizava a juventude e a virilidade, como os atletas dos Jogos Olímpicos, que competiam nus. O nu grego era ao mesmo tempo naturalista e idealizado: naturalista quanto à representação fidedigna das partes do corpo, mas idealizado quanto à procura de umas proporções harmoniosas e equilibradas, recusando um tipo de representação mais real que mostrasse as imperfeições do corpo ou as enrugas da idade.
O primeiro expoente do nu masculino é constituído por um tipo de figuras que representam atletas, deuses ou heróis mitológicos, chamadas kouros (plural: kouroi), pertencentes ao período arcaico (séculos VII a.C. a V a.C.) — a sua variante feminina é a koré (plural: korai), que porém costumavam representar vestida—. Posteriormente, o nu teve uma lenta mas constante evolução das formas rígidas e geométricas dos kouroi até as linhas suaves e naturalistas do período clássico, com um novo conceito à hora de conceber a escultura, passando da idealização à imitação. Nesta época surgiram as principais figuras da escultura clássica grega: Mirão, Fídias, Policleto, Praxíteles, Escopas, Lisipo, etc. A Praxíteles coube inaugurar a categoria do nu feminino com sua Afrodite de Cnido, protótipo de uma família tipológica conhecida como Vênus Pudica, que teve uma vasta descendência na arte do ocidente.
Durante o período helenístico — iniciado com o reinado de Alexandre o Grande, em que a cultura grega se expandiu por todo o Mediterrâneo oriental —, as figuras adquiriram um maior dinamismo e torção do movimento, que denotavam sentimentos exacerbados e expressões trágicas, rompendo o sereno equilíbrio da época clássica, como na sua obra fundamental, o Laocoonte e os seus filhos (século II a.C.).

#### Roma
Com um claro precedente na arte etrusca, a arte romana recebeu uma grande influência da arte grega. Graças à expansão do Império Romano, a arte clássica greco-romana alcançou quase todos os rincões da Europa, norte da África e Próximo Oriente, sentando a base evolutiva da futura arte desenvolvida nestas zonas. A maior parte de estátuas romanas são cópias de obras gregas, ou estão inspiradas nelas, como o Torso do Belvedere (50 a.C.), a Vênus de Médici (século I a.C.) ou o Grupo de Santo Ildefonso (10 a.C.). Mais original foi o seu pintura, da qual nos chegaram numerosas mostras graças sobretudo às escavações em Pompeia e Herculano, onde existem numerosas cenas nas quais abunda o nu, com clara tendência ao erotismo, mostrado sem rodeios, como uma faceta mais da vida.

### Arte medieval

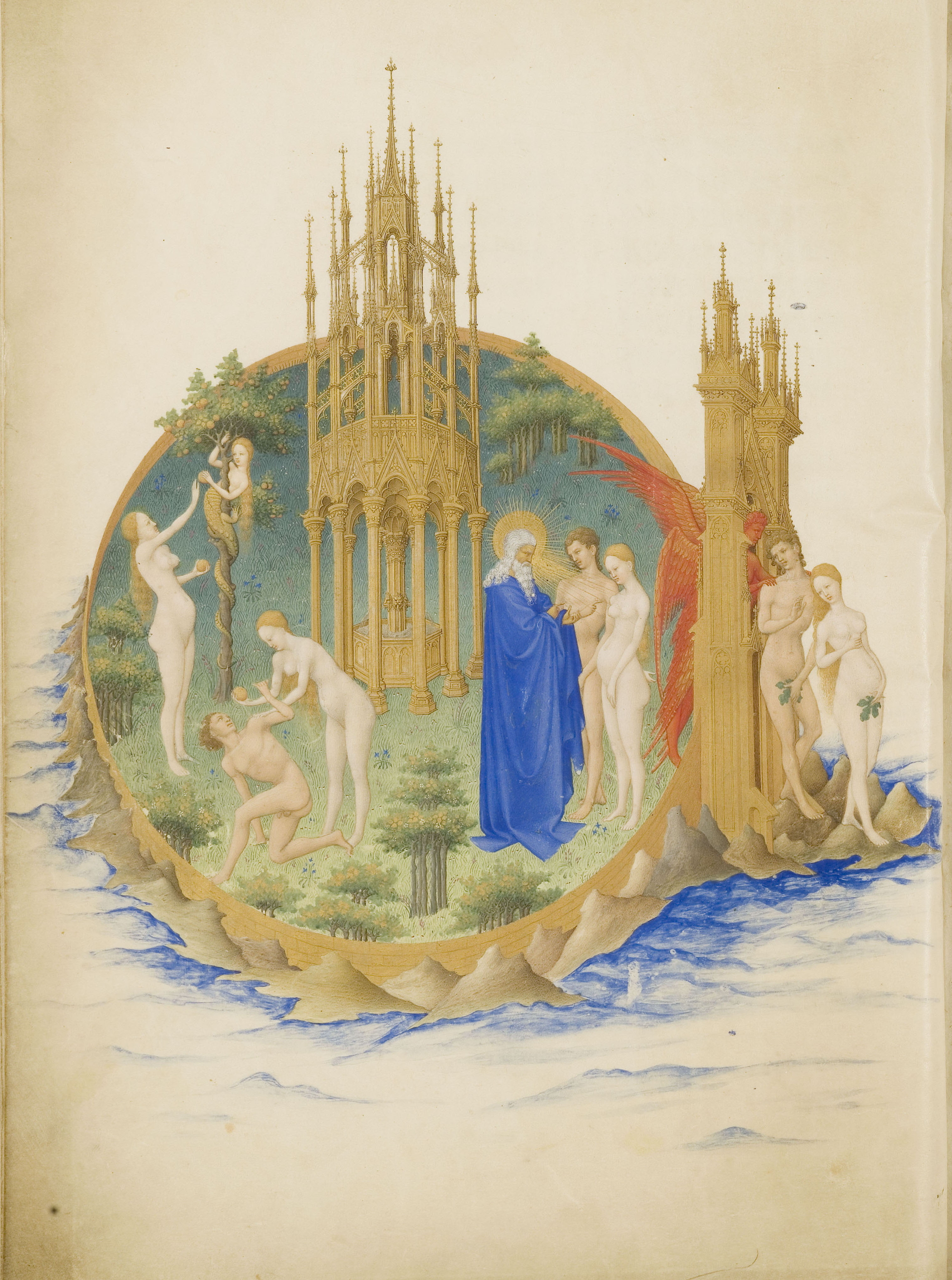
O Pecado e a Expulsão do Paraíso, de As Riquíssimas Horas do Duque de Berry (1416), Irmãos Limbourg, Museu Condé, Chantilly.

A queda do Império Romano do Ocidente marcou o começo na Europa da Idade Média, etapa de certa decadência política e social, pois a fragmentação do império em pequenos estados e a dominação social da nova aristocracia militar implicou a feudalização de todos os territórios do antigo Império. O cristianismo impregnou a maior parte da produção artística medieval, na qual se sucederam diversas fases: desde a arte paleocristã, passando pela pré-românica, até o românico e o gótico, incluindo a arte bizantina e a dos povos germânicos.
Com o desaparecimento das religiões pagãs perdeu-se a maior parte do conteúdo iconográfico relacionado ao nu, que ficou circunscrito às escassas passagens das Bíblia. Nos poucos casos de representação do nu são figuras angulosas e deformadas, afastadas do harmonioso equilíbrio do nu clássico, quando não são formas deliberadamente feias e moídas, como sinal do desprezo que se sentia pelo corpo, que era considerado um simples apêndice da alma. O período gótico trouxe um tímida tentativa de refazer a figura humana, mais elaborada e partindo de umas premissas mais naturalistas, mas sob um certo convencionalismo que segurava as formas a uma rigidez e uma estrutura geometrizante que subordinava o corpo ao aspecto simbólico da imagem, sempre sob premissas da iconografia cristã. O nu aproximadamente naturalista começou a aparecer com timidez na Itália pré-renascentista, especialmente na obra de Nicola Pisano, Giovanni Pisano e Giotto.

### Arte da Idade Moderna

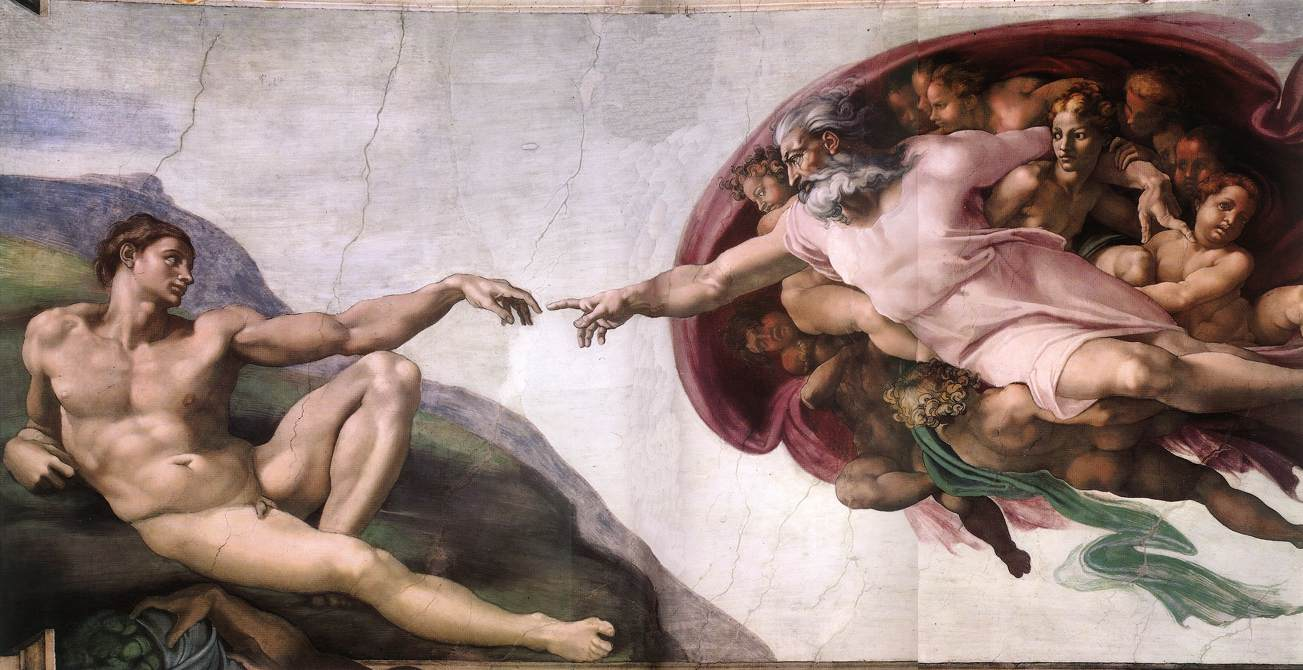
A Criação de Adão (1508–1512), de Michelangelo, Capela Sistina, Vaticano.

A arte na Idade Moderna — não confundir com arte moderna, que costuma empregar-se como sinônimo de arte contemporânea— desenvolveu-se entre os séculos XV e XVIII. A Idade Moderna implicou mudanças radicais a nível político, econômico, social e cultural: a consolidação dos estados centralizados, a instauração do absolutismo; os novos descobrimentos geográficos —especialmente o América — abriram uma época de expansão territorial e comercial, supondo o começo do colonialismo; a invenção da imprensa implicou uma maior difusão da cultura, que se abriu a todo tipo de público; a religião perdeu a preponderância que tinha na época medieval, ao que coadjuvou o surgimento do protestantismo; ao mesmo tempo, o humanismo surgiu como nova tendência cultural, deixando passo a uma concepção mais científica do homem e do universo.

#### Renascimento
Surgido na Itália no século XV (Quattrocento), expandiu-se pelo resto da Europa desde final desse século e começos do XVI. Os artistas inspiraram-se na arte clássica greco-romana, pelo qual se falou de “renascimento” artístico após o obscurantismo medieval. Estilo inspirado na natureza, surgiram novos modelos de representação, como o uso da perspectiva. Sem renunciar à temática religiosa, adquiriu maior relevância a representação do ser humano e do seu ambiente, aparecendo novas temáticas como a mitológica ou a histórica, ou novos gêneros como o paisagem ou a natureza-morta, o qual influiu na revitalização do nu.
O nu renascentista inspirou-se em modelos clássicos greco-romanos, embora com uma função diferente da que tinha na antiguidade: se na Grécia o nu masculino exemplificava a figura do herói, na Itália renascentista o nu tem um caráter mais estético, mais vinculado a uma nova forma de entender o mundo, afastada de preceitos religiosos, o ser humano novamente como centro do universo. Destacou-se então principalmente o nu feminino, devido ao mecenato de nobres e ricos comerciantes que demonstravam, assim, sua posição privilegiada na sociedade.
Uma das primeiras obras que cortavam com o passado e implicavam um retorno aos cânones clássicos foi o David de Donatello (circa 1440), obra de grande originalidade que se adiantou ao seu tempo, pois durante os seguintes cinquenta anos não houve realizações com as que podê-la comparar. Com posterioridade a Donatello, o nu foi plasmado por artistas como Antonio Pollaiuolo, Botticelli e Luca Signorelli, com obras de grande dinamismo. Um classicismo mais sereno percebe-se na Itália central, como em Piero della Francesca, Perugino ou Rafael. Por outro lado, Leonardo da Vinci afastou-se dos cânones clássicos, com figuras naturalistas concebidas segundo os seus amplos estudos de anatomia. A culminação do nu renascentista ocorreu na obra de Michelangelo, para o que o corpo humano nu tinha um caráter divino que lhe outorgava uma dignidade inigualável, em obras como o David (1501-1504), o Escravo moribundo (1513), A Criação de Adão (1508–1512) ou o Juízo Final (1536–1541).
No século XVI, o nu teve uma ampla difusão graças às gravuras publicadas sobre obras clássicas greco-romanas, especialmente as de por Marcantonio Raimondi. Surgiu então a escola veneziana, que realizou importantes contribuições para o nu, não somente na continuidade de certos enfoques classicistas, mas também na inovação e experimentação de novas vias técnicas e estilísticas, com artistas como Giovanni Bellini, Giorgione, Tiziano, Tintoretto e Paolo Veronese. No segundo quartel do século XVI surgiu o maneirismo, com o que em certa forma começa a arte moderna: as coisas já não se representam tal e qual são, senão tal e qual as vê o artista. O nu maneirista é de formas alongadas, exageradas, esbeltas, de uma elegância quase amaneirada. Destacam-se Parmigianino, Bronzino, Baccio Bandinelli, Bartolomeo Ammannati, Benvenuto Cellini, Giambologna, Pontormo e Rosso Fiorentino.
Durante o século XVI, a aceitação do nu como tema artístico, que se transladou da Itália ao resto da Europa, gerou uma grande demanda destas obras, especialmente na Alemanha e nos Países Baixos, com artistas como Lucas Cranach, o Velho, Albrecht Dürer, Hans Baldung, Hieronymus Bosch, Jan Brueghel, o Velho e Jan Gossaert. Na França foi desenvolvida a Escola de Fontainebleau, caracterizada por um gosto cortesão e sensualista, decorativo, voluptuoso, de uma elegância lânguida. Na Espanha o influxo renascentista chegou tarde, subsistindo até quase meados do século XVI as formas góticas. El Greco foi um dos principais inovadores da pintura espanhola da época, com figuras longas e desproporcionadas nas quais não deixa de expor figuras despidas aproximadamente justificadas pelo tema.

#### Barroco

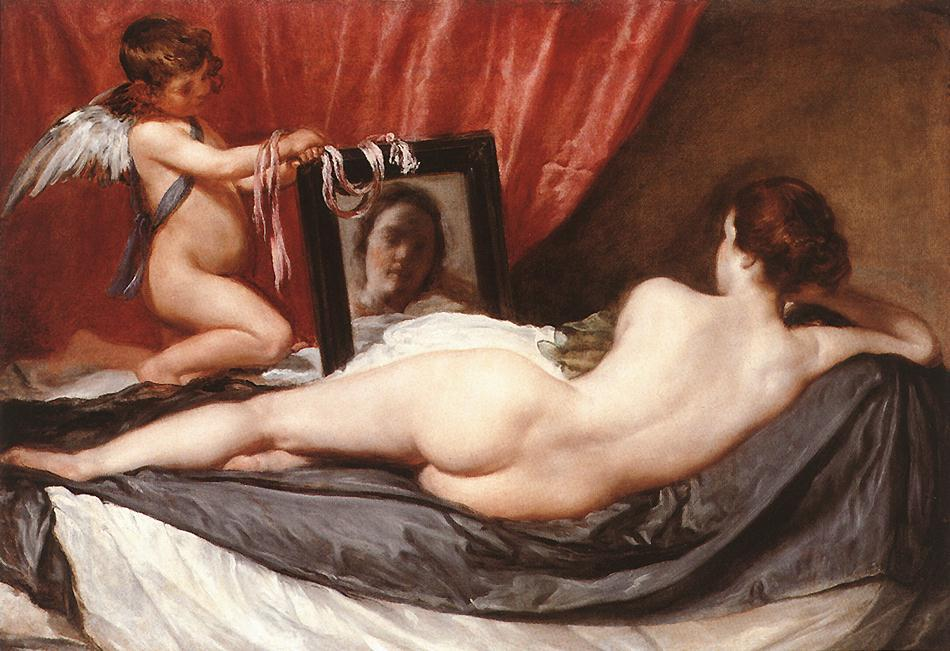
Vênus do espelho (1647-1651), de Diego Velázquez, National Gallery, Londres.

Entre Itália e França originou-se outra corrente denominada classicismo, igualmente realista mas com um conceito da realidade mais intelectual e idealizado, e onde a temática mitológica evocava um mundo de perfeição e harmonia, similar à Arcádia romana. Iniciou-se na Escola Bolonhesa, da família Carracci, destacando-se igualmente Guido Reni, Francesco Albani e Nicolas Poussin. Espanha continuou sendo nesta época um país artisticamente casto e recatado, onde o nu via-se com olhos pudorosos, sendo predominantemente de tema religioso, como se percebe na obra de Francisco Ribalta, José de Ribera, Francisco de Zurbarán, Gregorio Fernández e Pedro de Mena. Algo mais de liberdade teve Diego Velázquez, sem dúvida pelo seu posto como pintor real, pelo qual do pôde efetuar mais nus que qualquer outro artista espanhol do seu tempo, destacando-se a Vênus ao espelho (1647-1651), um dos nus mais magníficos e afamados da história.

#### Rococó

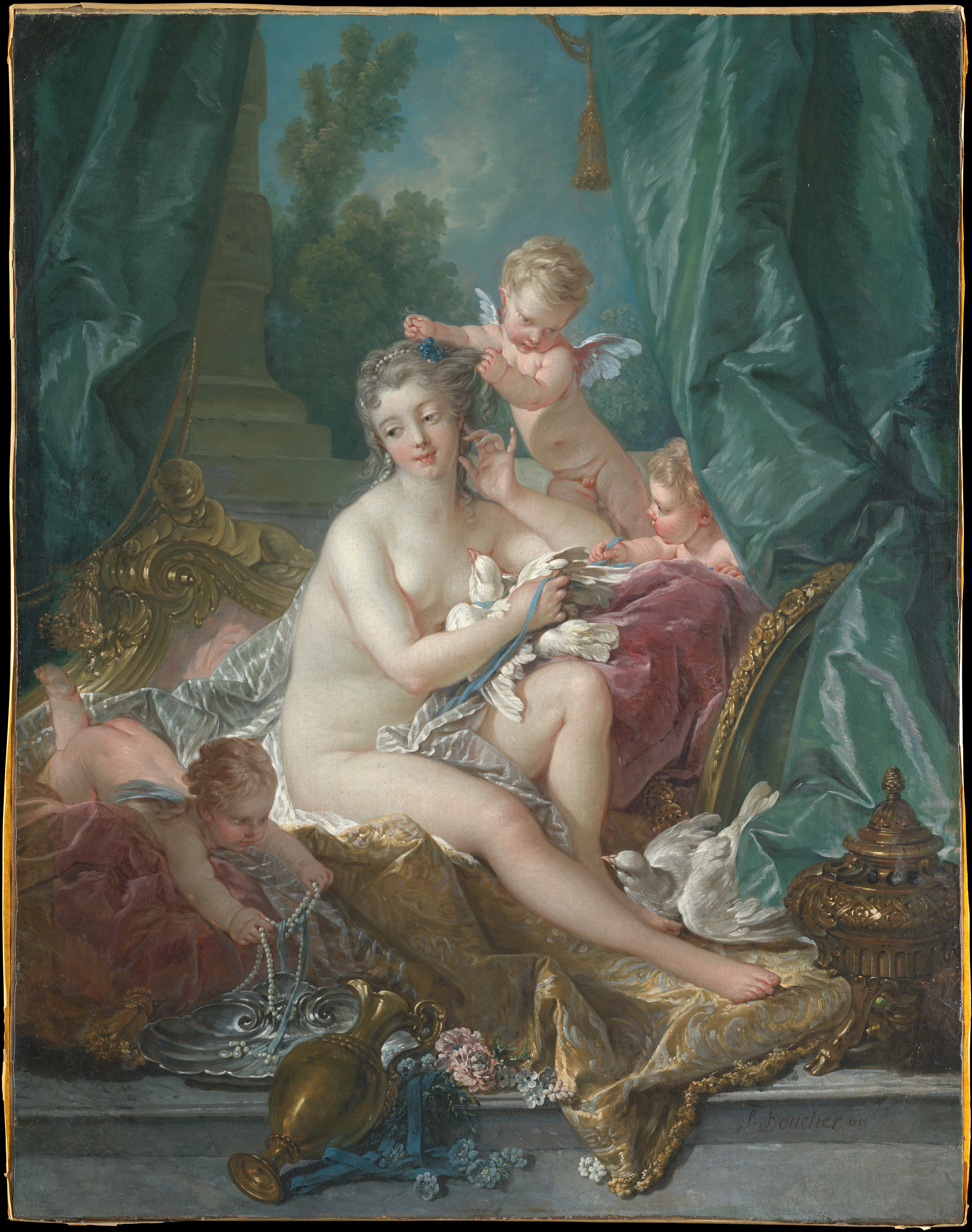
A Toilette de Vênus (1751), de François Boucher, Metropolitan Museum of Art, Nova York.

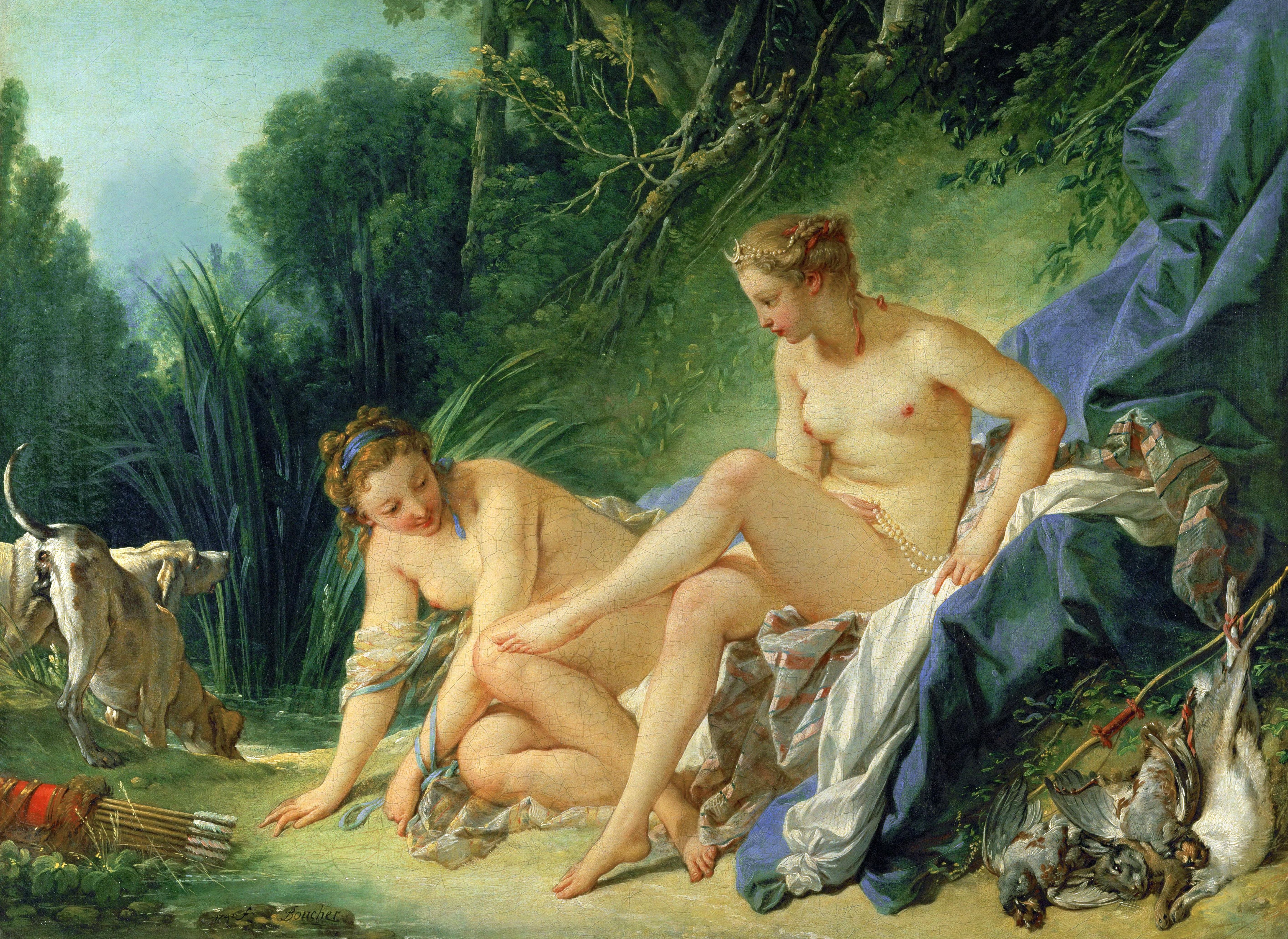
Diana descansando depois de banhar-se (1742), de François Boucher

#### Neoclassicismo

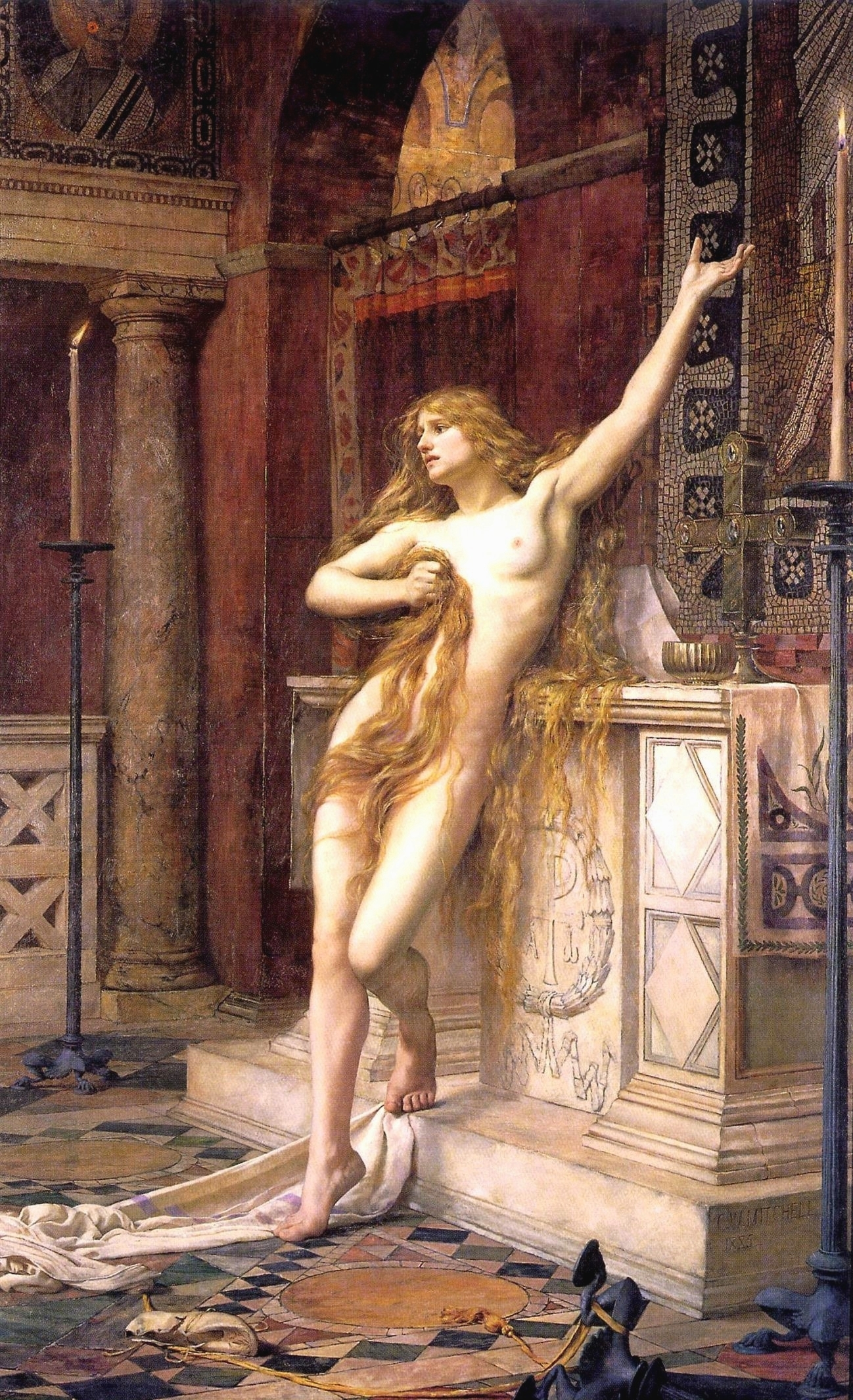
Hipatia (1885), de Charles William Mitchell, Laing Art Gallery, Newcastle upon Tyne.

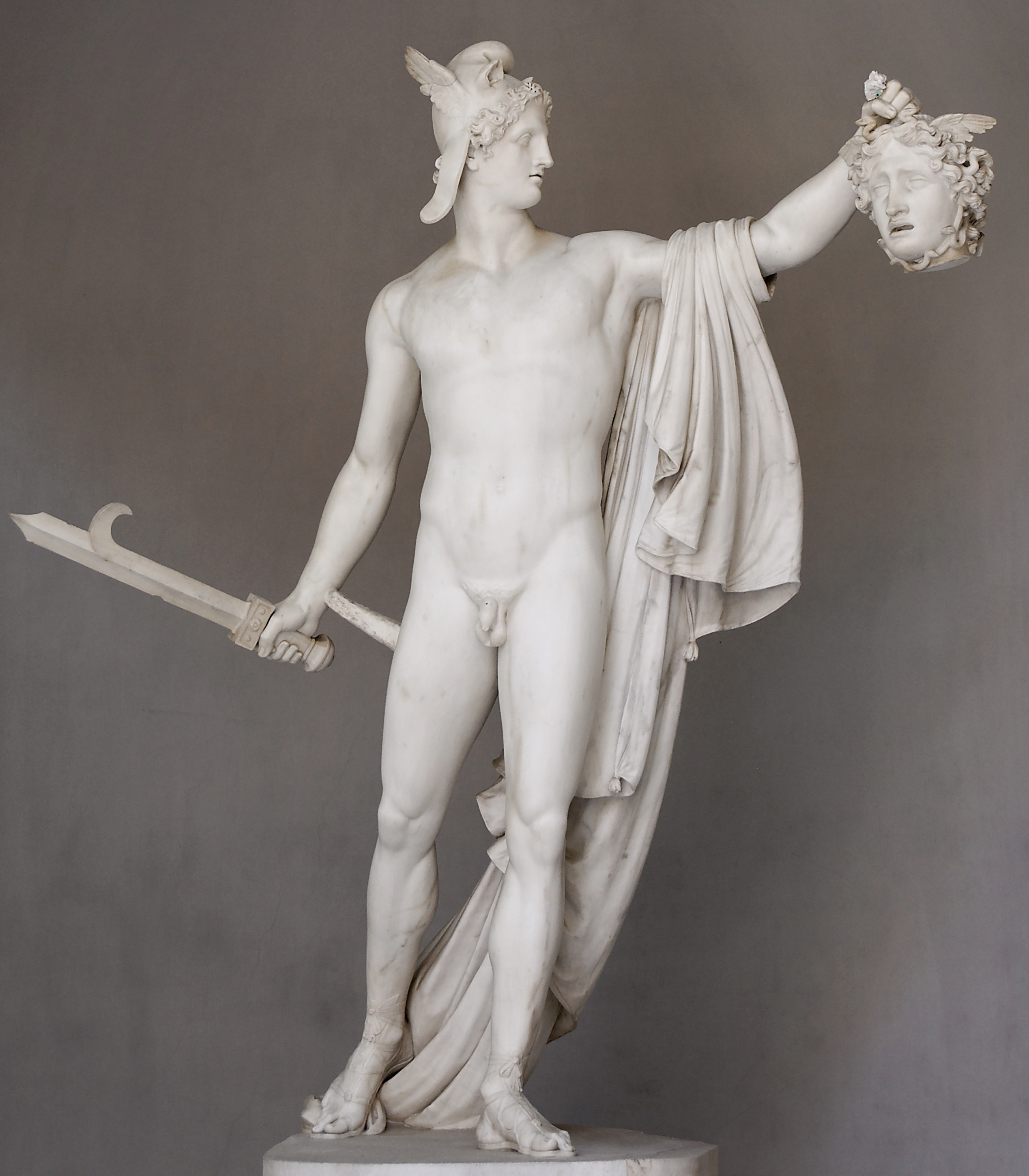
Perseu com a cabeça de Medusa (1800), de Antonio Canova, Museus Vaticanos.

Se David foi o grande pintor neoclássico por excelência, na escultura o seu equivalente foi Antonio Canova, cuja obra tem a serenidade e harmonia do mais puro classicismo, embora não deixe de transluzir uma sensibilidade humana e um ar decorativista próprios da sua ascendência itálica. Outro destacado escultor foi o dinamarquês Bertel Thorvaldsen, que apesar do seu classicismo nobre e sereno, a execução fria e calculada restou-lhe mérito para alguns críticos, que apelidam a sua obra de insípida e vazia, embora em vida tenha tido um enorme êxito, e deixou uma copiosa produção onde prolifera o nu. Outro notável expoente foi o inglês John Flaxman, autor também de numerosos nus.

### Arte contemporânea

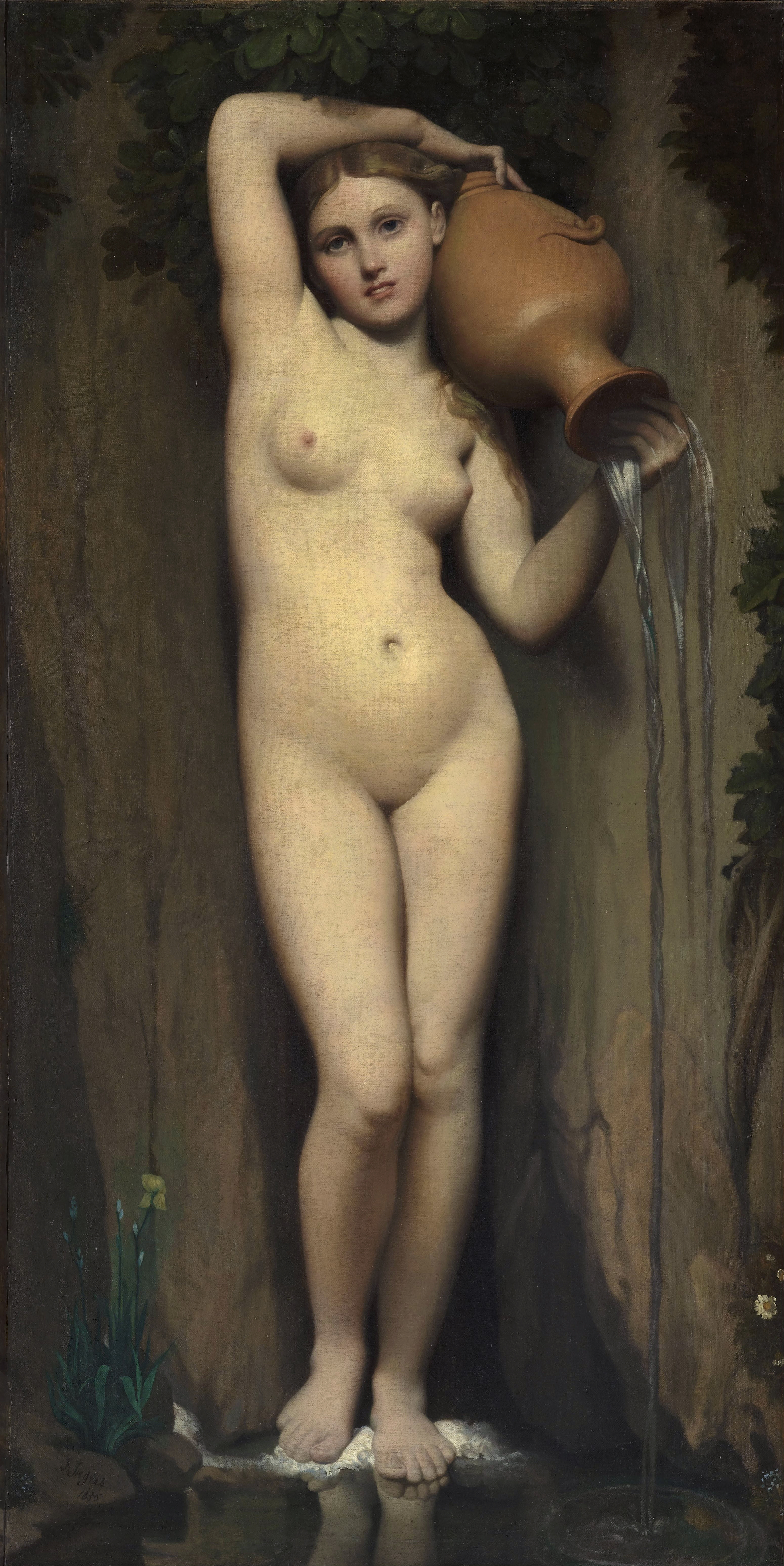
A fonte (1856), de Jean Auguste Dominique Ingres, Musée d'Orsay, Paris.

#### Século XIX
Entre final do século XVIII e princípios do XIX sentaram-se as bases da sociedade contemporânea, marcada no terreno político pelo fim do absolutismo e a instauração de governos democráticos — impulso iniciado com a Revolução Francesa —; e, no econômico, pela Revolução Industrial e a consolidação do capitalismo. No terreno da arte, começa uma dinâmica evolutiva de estilos que se sucedem cronologicamente cada vez com maior celeridade, que culminará no século XX com uma atomização de estilos e correntes que convivem e se contrapõem, influem-se e enfrentam-se. No século XIX abunda mais que nunca o nu feminino — especialmente na segunda metade do século —, mais que em outros períodos da história. Contudo, o rol feminino varia para se tornar num mero objeto de desejo sexual, num processo de desumanização da figura da mulher, submetida ao ditado de uma sociedade preponderantemente hedonista.

##### Romantismo

A Liberdade guiando o povo (1830). Eugène Delacroix, óleo sobre tela.

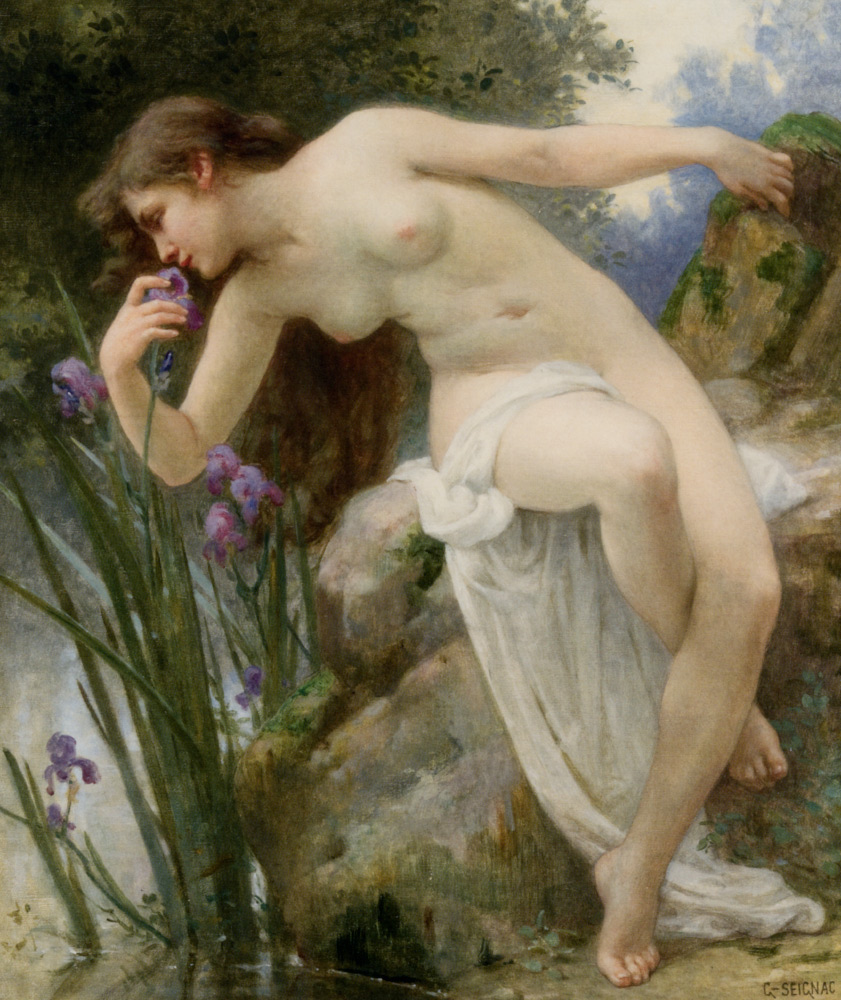
Fragrant Iris, óleo sobre tela de Guillaume Seignac (1870-1924).

Em escultura, François Rude evoluiu do neoclassicismo ao romantismo, em obras de grande força expressiva onde tinha um papel protagonista o nu, com figuras colossais que traduzem na sua anatomia o dinamismo da ação, como na sua principal obra, A Marselhesa (1833). Igual processo estilístico denotou Jean-Baptiste Carpeaux, com figuras de intenso dinamismo, como O conde Ugolino e os seus filhos (1863).

##### Academicismo

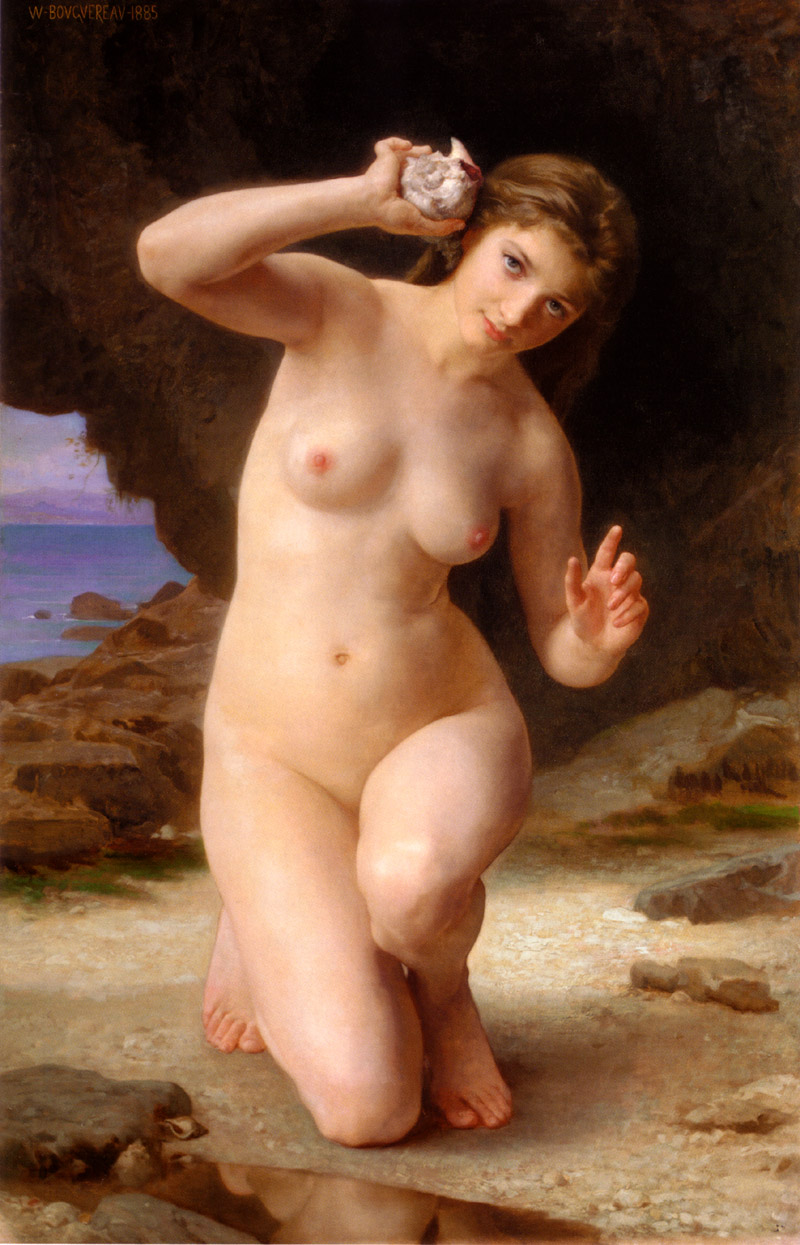
A Mulher e a Concha (1885), óleo sobre tela de William-Adolphe Bouguereau.

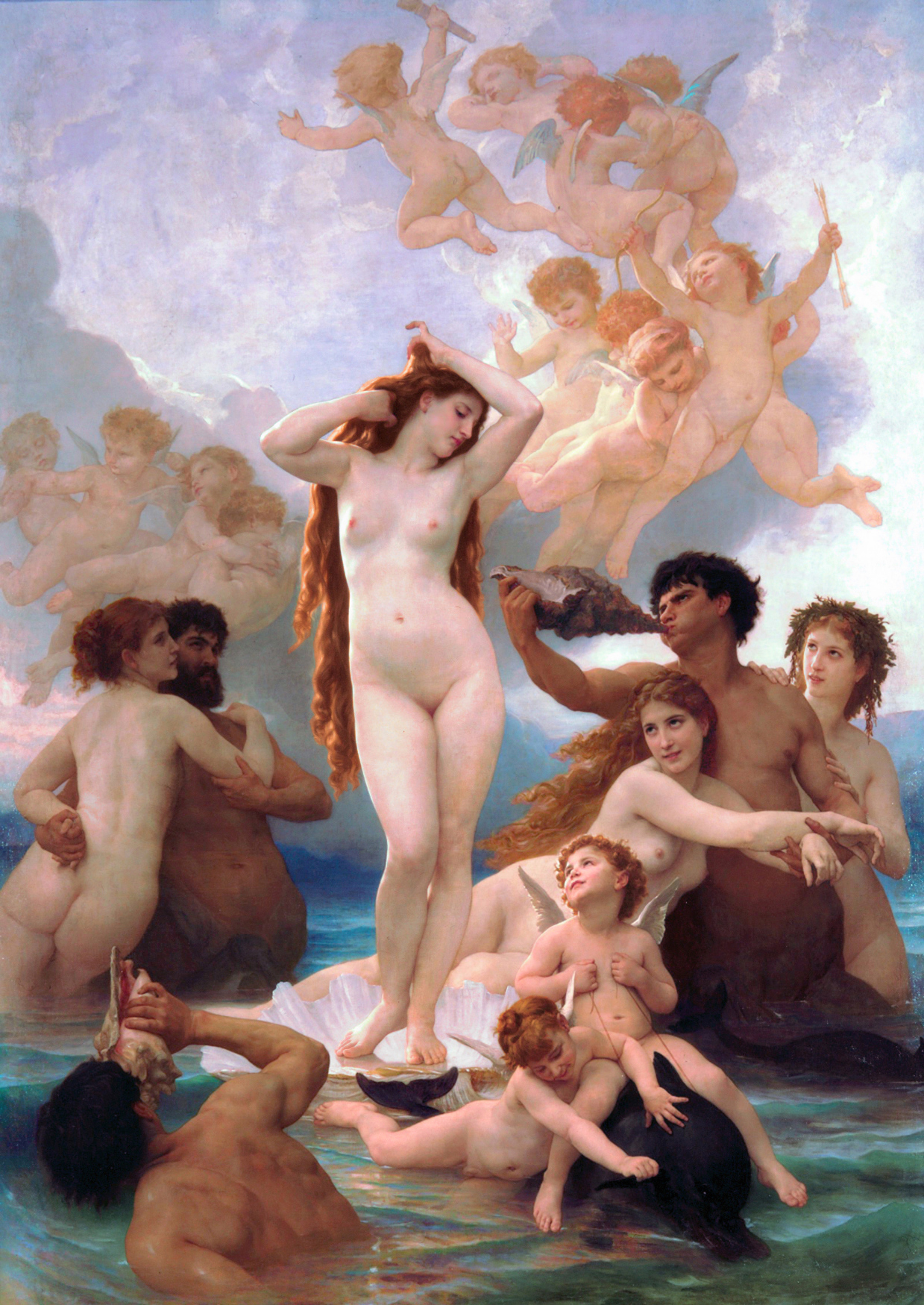
O Nascimento de Vênus (1879), de William-Adolphe Bouguereau.

Um dos principais representantes do academicismo foi William-Adolphe Bouguereau, que realizou uma grande quantidade de obras de nu, geralmente de tema mitológico, com figuras de grande perfeição anatômica, como O Nascimento de Vênus (1879). Outro expoente foi Alexandre Cabanel, autor de nus mitológicos e alegóricos que são um pretexto para representar mulheres de beleza voluptuosa e sensual, como outro O Nascimento de Vênus (1863). Jean-Léon Gérôme foi um dos principais representantes do orientalismo acadêmico, com obras ambientadas em haréns e banhos turcos ao puro estilo ingresiano, além de temas mitológicos e históricos.
Na Grã-Bretanha, a sociedade vitoriana estimulou o academicismo como arte oficial que expressava de modo ótimo a moral puritana preponderante nos círculos da burguesia e da nobreza, com autores como Joseph Noel Paton, Charles William Mitchell, Frederic Leighton, John Collier, Edward Poynter, Lawrence Alma-Tadema, John William Godward, Herbert James Draper, etc.

##### Realismo

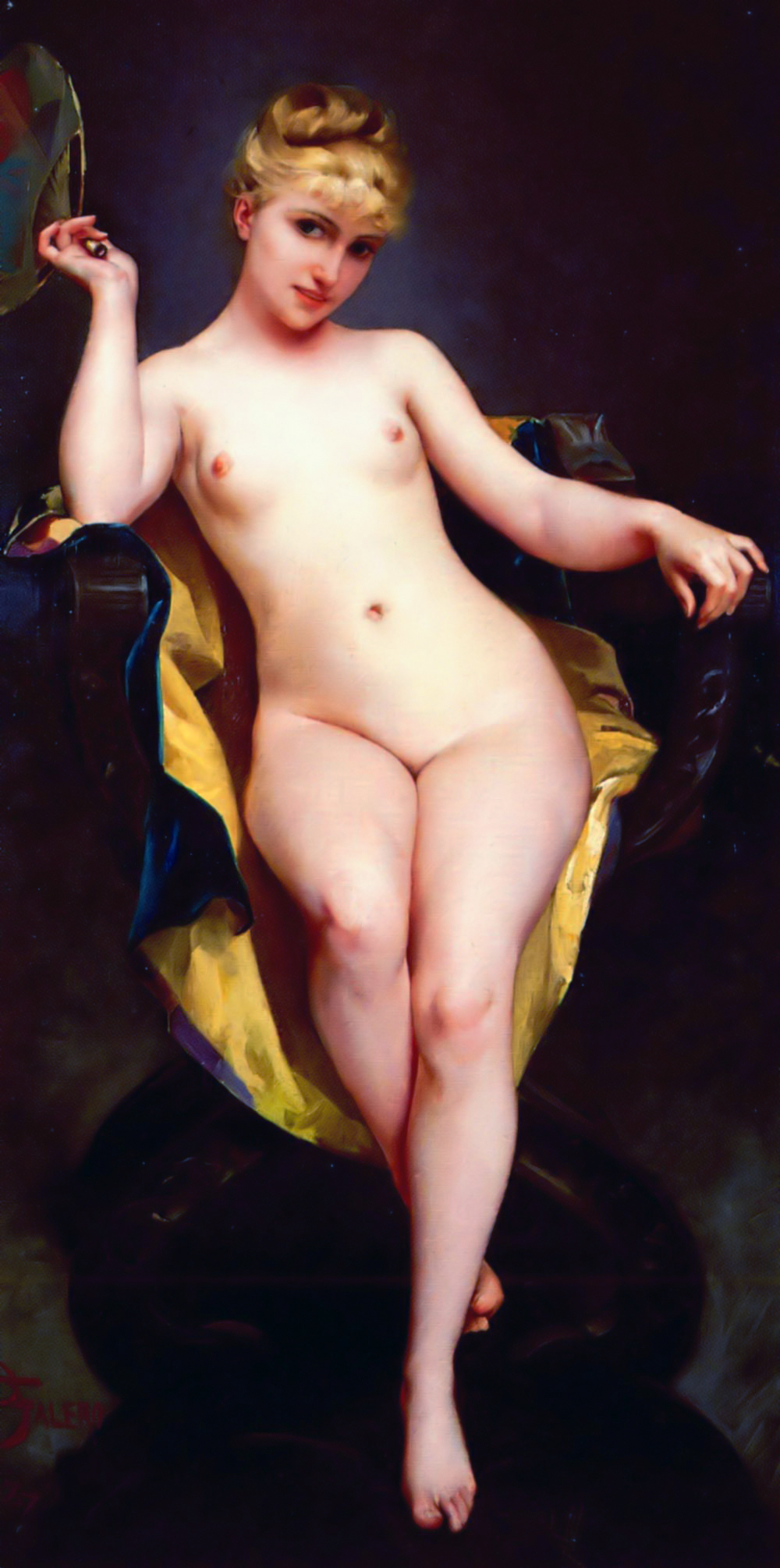
La Pose (1879), de Luis Riccardo Falero, óleo sobre tela.

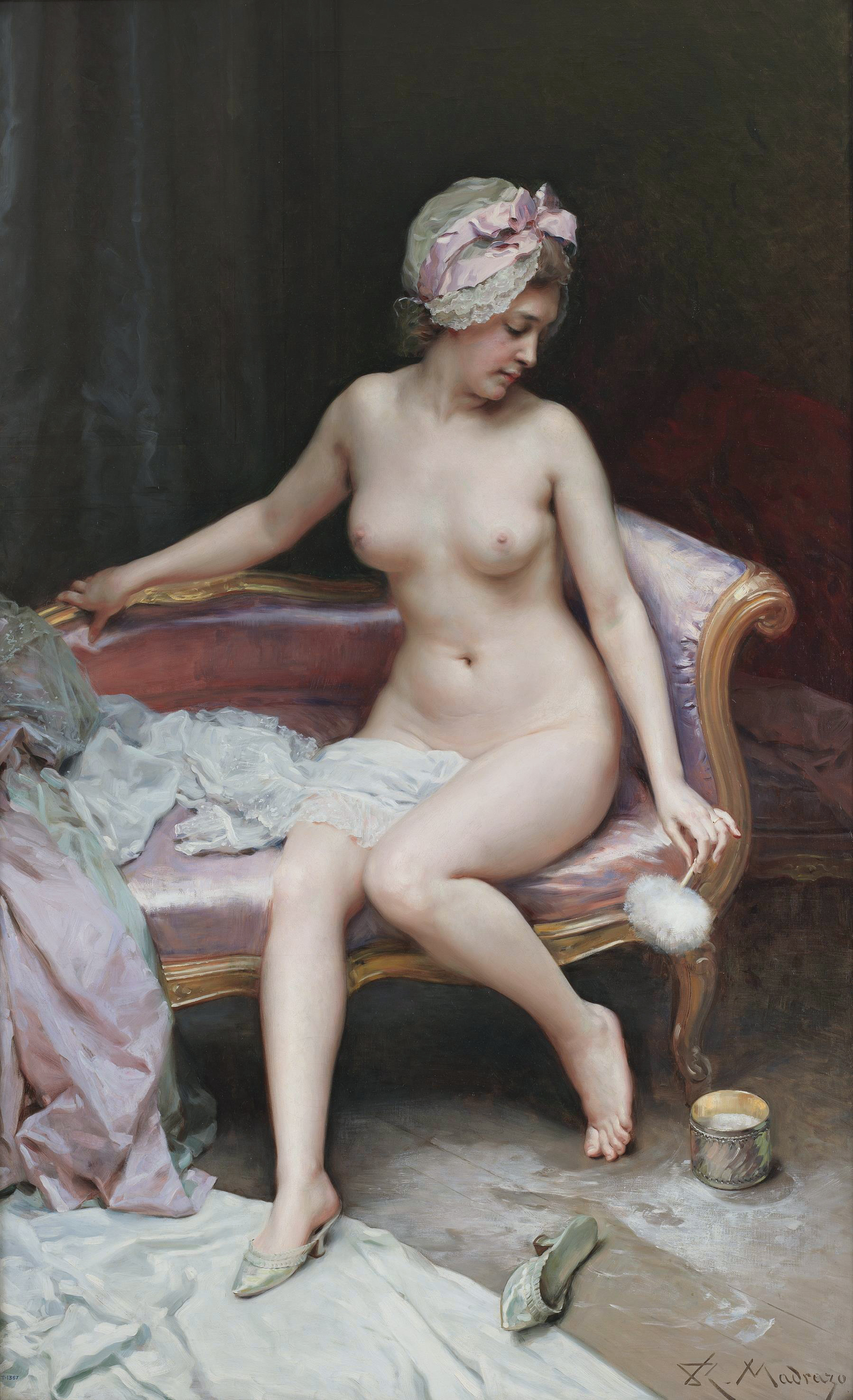
Después del baño (1895), de Raimundo de Madrazo y Garreta

Outro expoente foi Camille Corot, que foi principalmente paisagista, adicionando ocasionalmente figuras humanas às suas paisagens, algumas delas nus, num tipo de paisagens de ar arcádico, com atmosferas vaporosas e tons delicados.
O equivalente escultórico do realismo foi Constantin Meunier, que retratou preferentemente a operários e trabalhadores da nova era industrial, substituindo o herói clássico pelo proletário moderno, em obras onde se outorga especial relevância o sentido volumétrico da figura, como em O Pudelador (1885).

##### Impressionismo

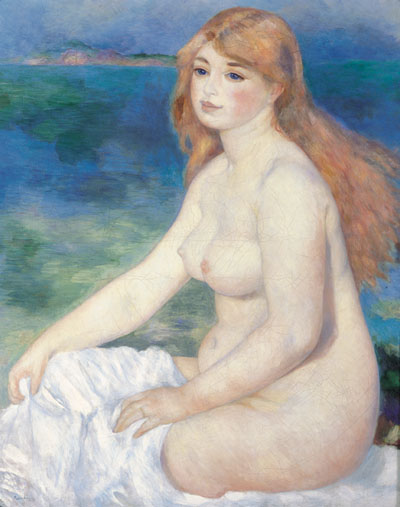
La baigneuse blonde (1882), óleo sobre tela de Renoir.

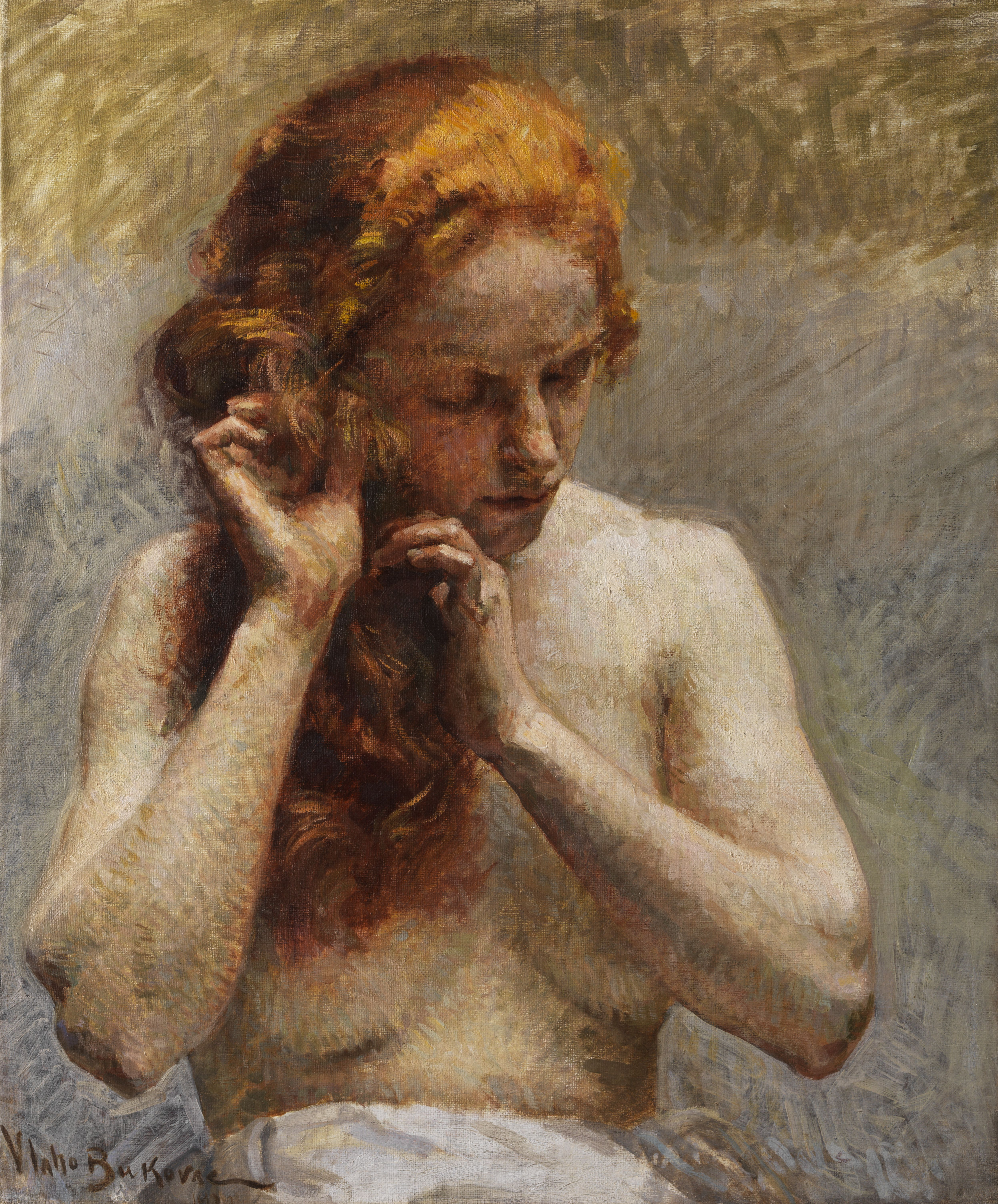
Weiblicher Halbakt (1922), de Vlaho Bukovac.

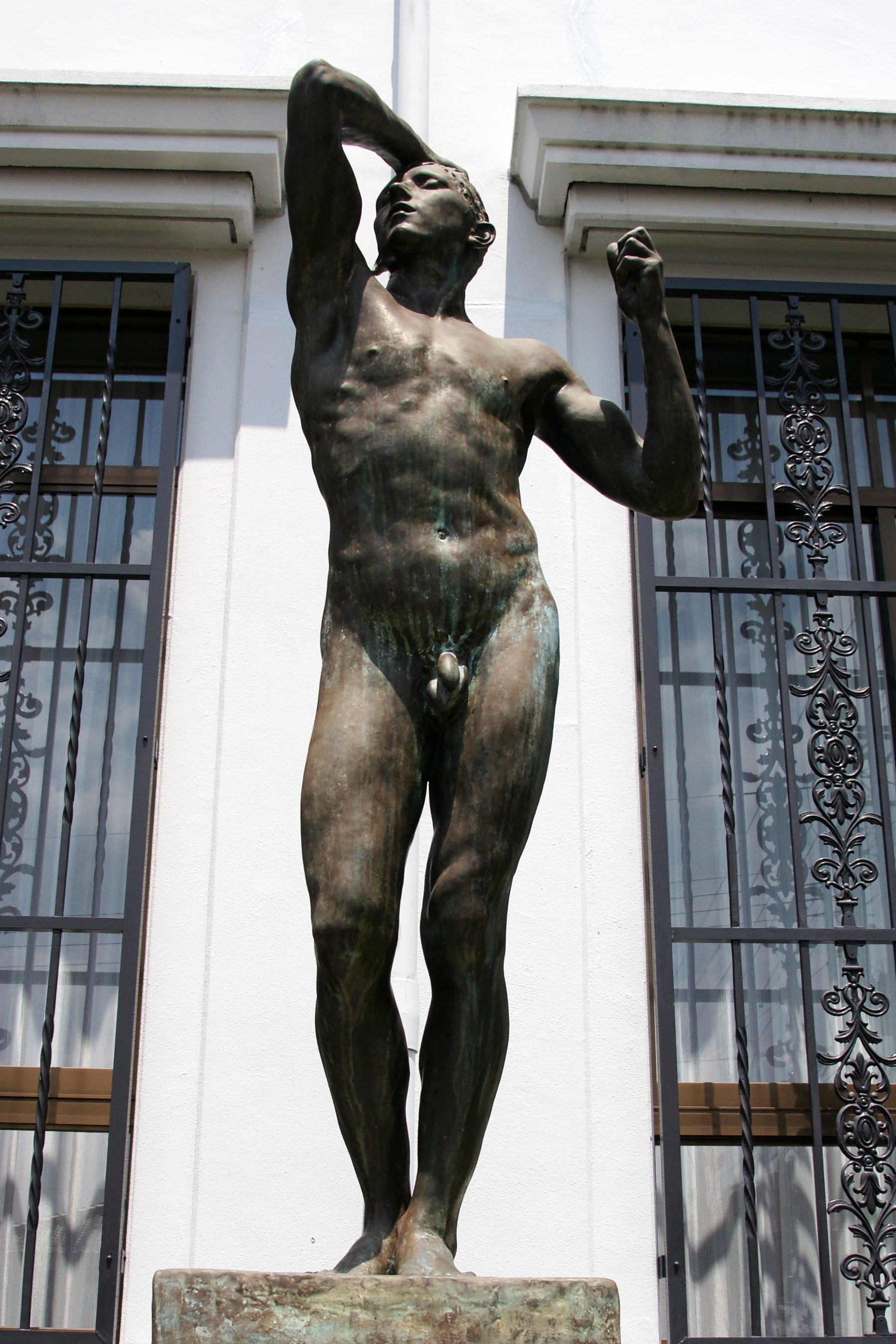
A Idade do Bronze (1877), de Auguste Rodin, Tanyo Museum, Assago, Prefeitura de Hyogo.

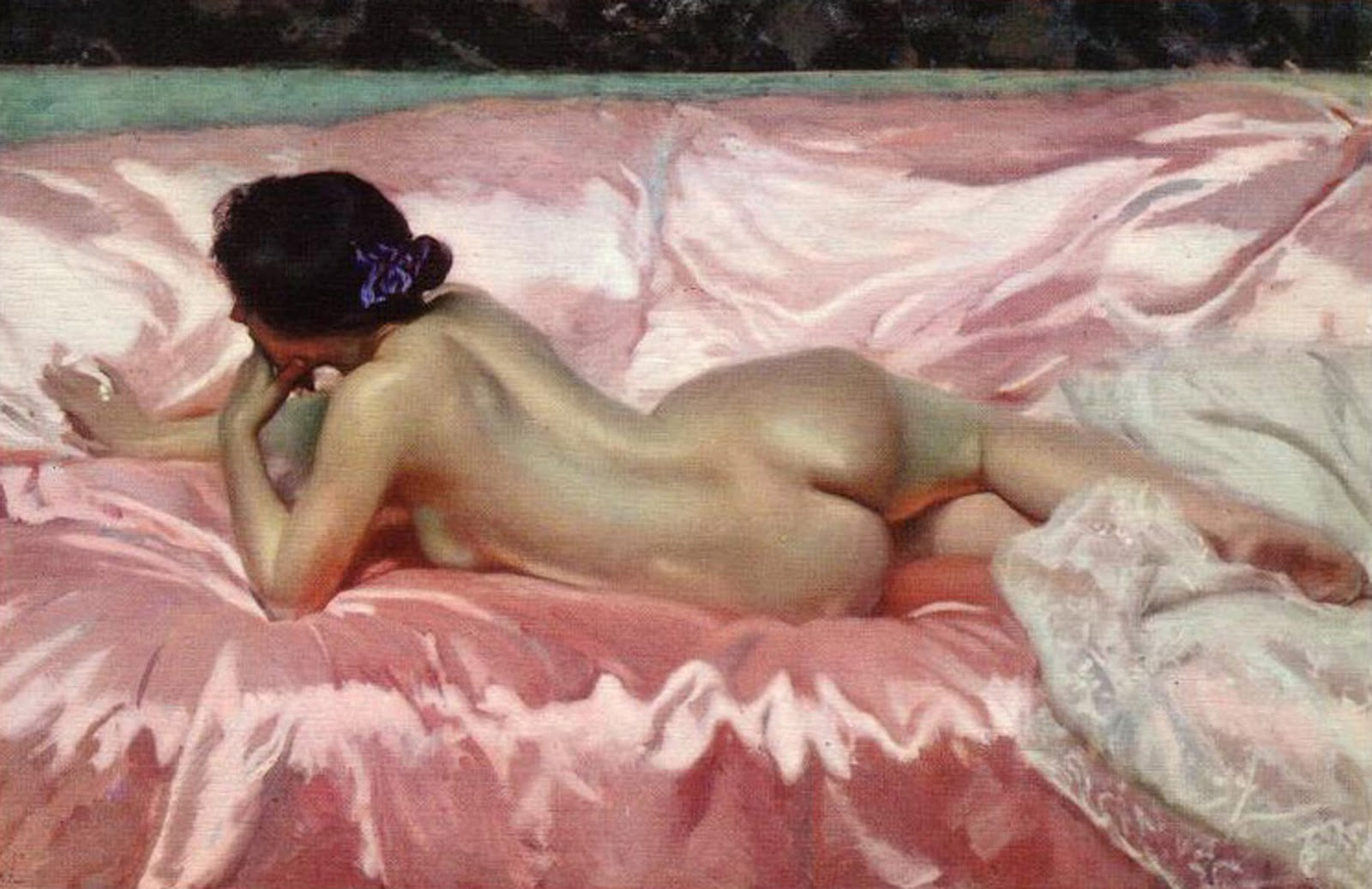
Desnudo de mujer (1902), óleo sobre tela de Joaquín Sorolla.

Outros autores continuaram o caminho iniciado por Manet, como Edgar Degas, que após uns primeiros nus de influência ingresiana evoluiu para um estilo pessoal baseado no design de desenho, preocupado essencialmente pela transcrição do movimento, em cenas cheias de vida e espontaneidade. Degas iniciou um subgênero dentro do nu, o da toilette, as mulheres no banho, realizando o seu asseio pessoal, que teria grande desenvolvimento no final do século XIX e princípios do XX.
Pierre-Auguste Renoir foi um dos maiores intérpretes do corpo feminino, que transcreveu de uma forma realista, mas com certo grau de adoração que lhe conferia um ar de idealizada perfeição, com uma visão sereia e plácida da nudez, num ideal de comunhão com a natureza.

Pinturas Impressionistas
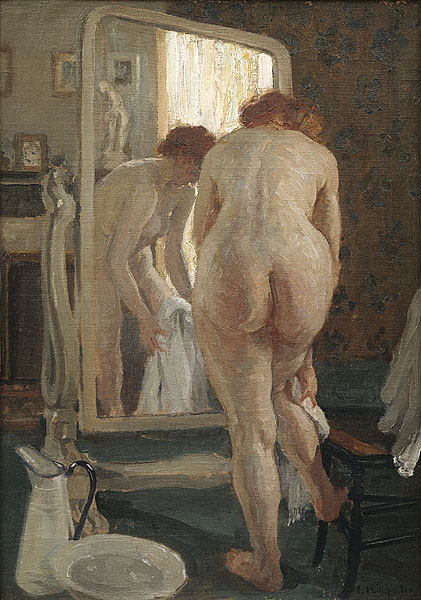
Après le bain (1911), Phillips Fox, óleo sobre tela.
Efter badet (1895), Anders Zorn, óleo sobre tela. Museu Nacional de Belas-Artes da Suécia.
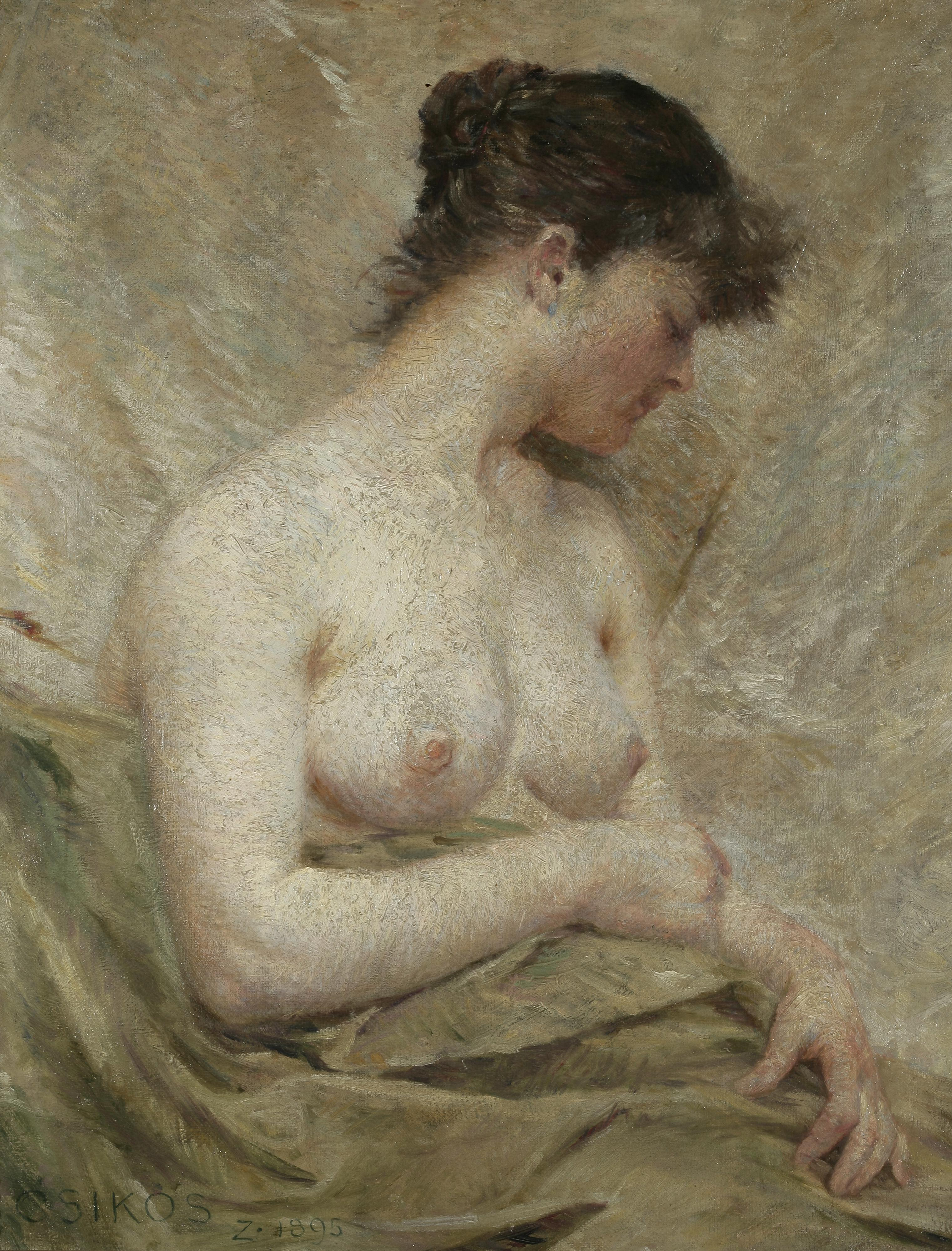
Òleo sobre tela (1895), de Bela Čikoš Sesija.
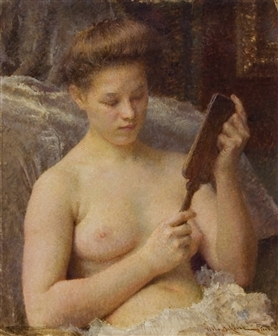
Koketa (1908), óleo sobre tela de Vlacho Bukovac.
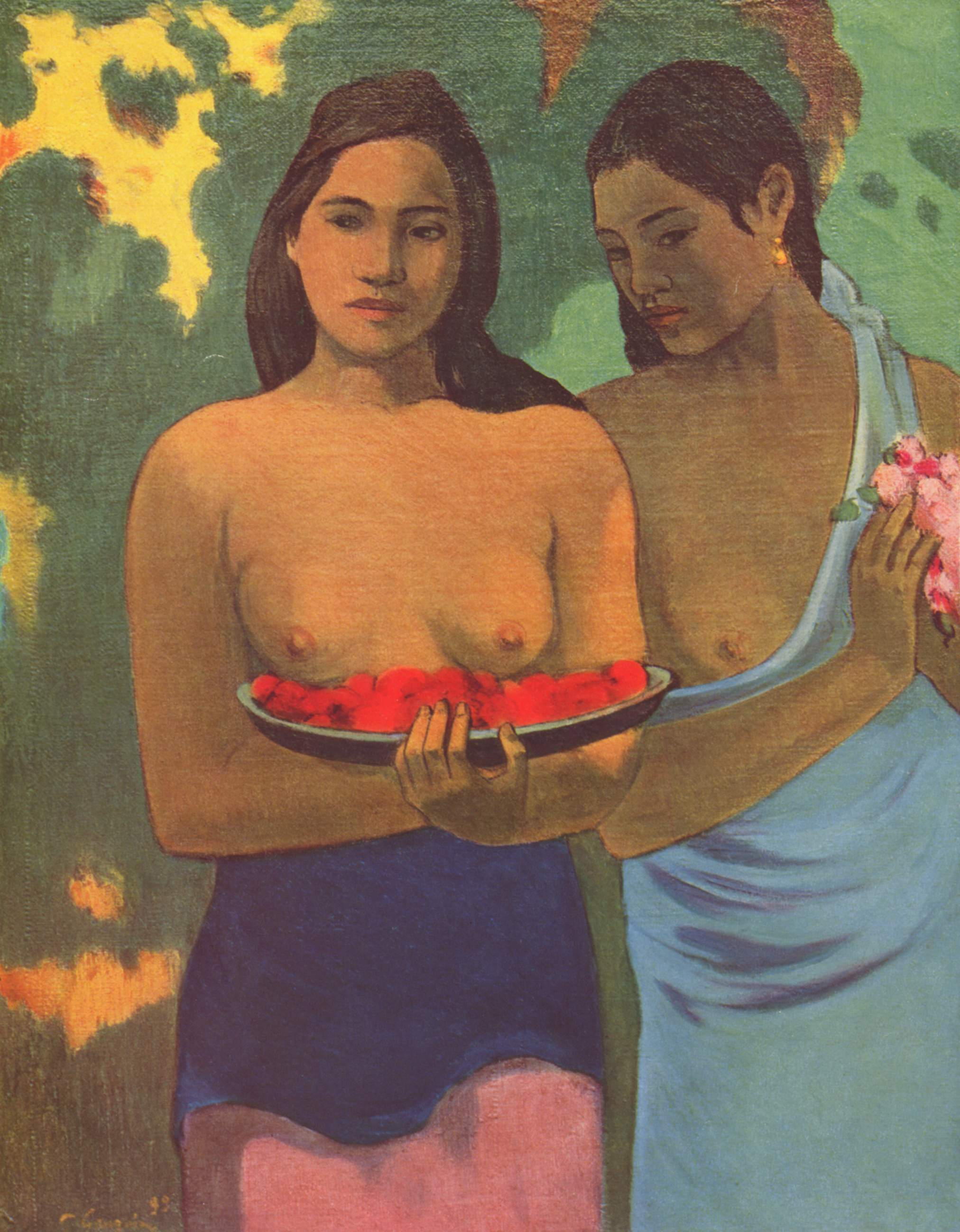
Duas Mulheres Taitianas (1899), óleo sobre tela de Paul Gauguin.

##### Simbolismo

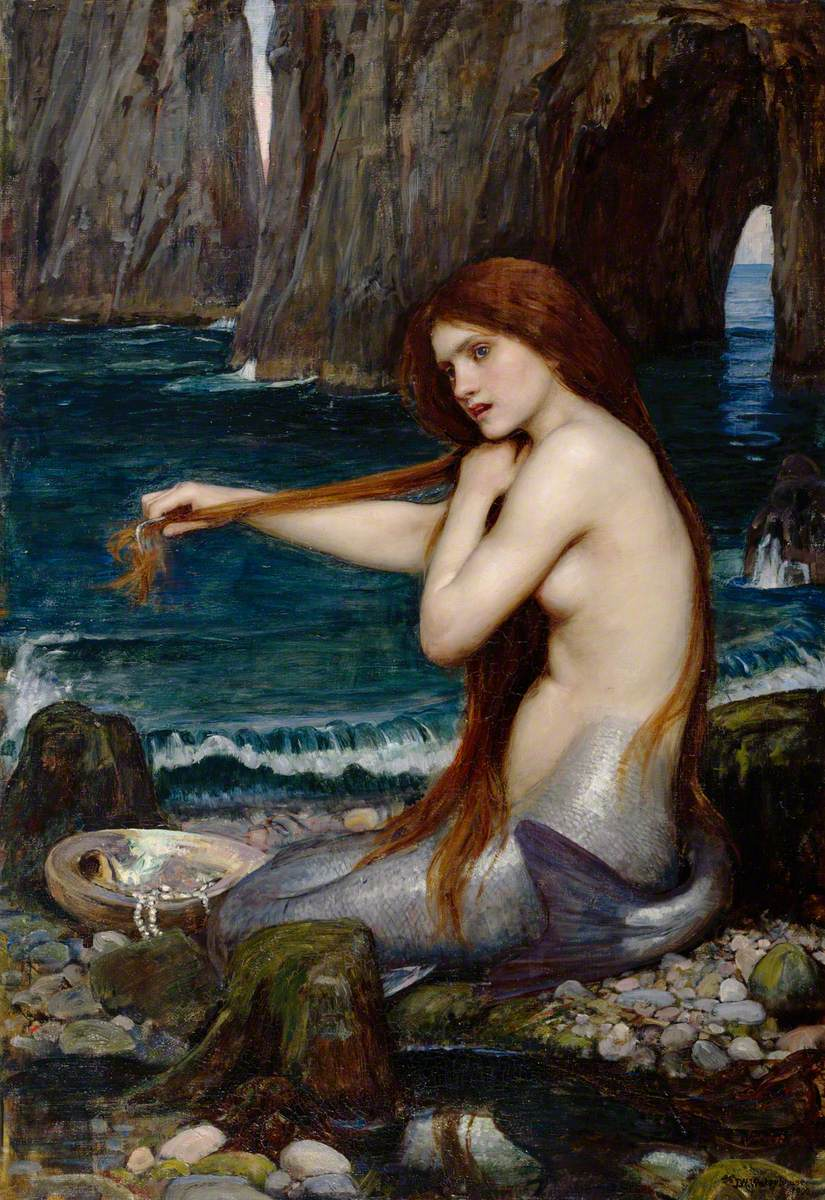
A Mermaid (1900), óleo sobre tela de John William Waterhouse.

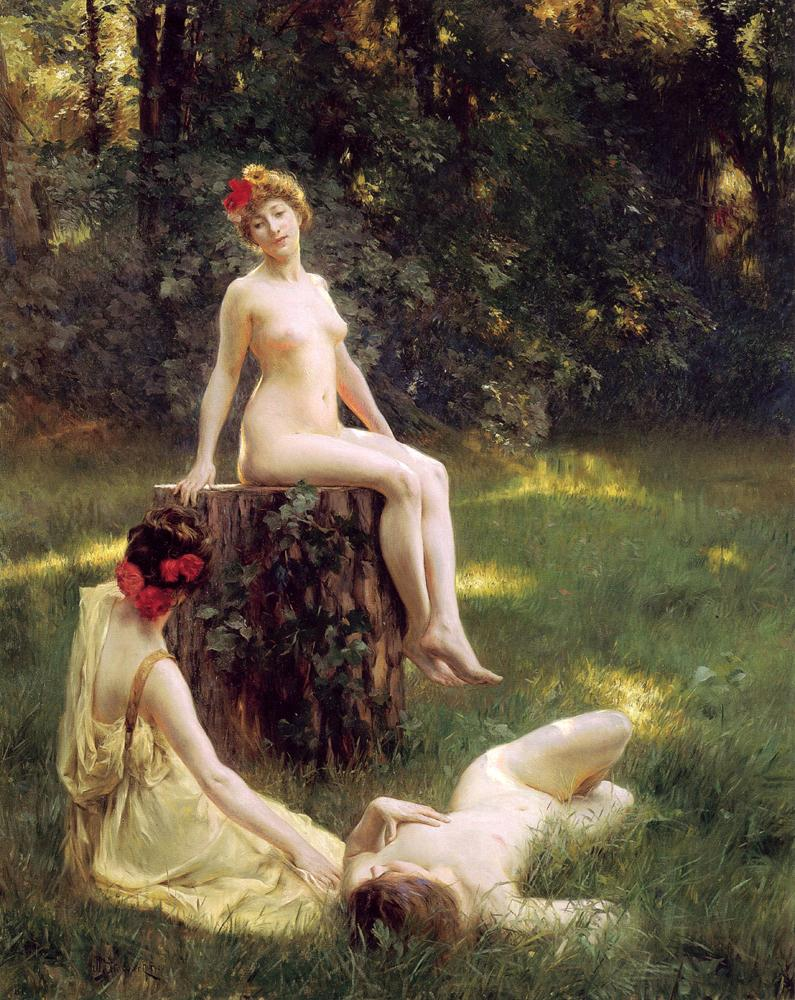
La Clairiere (1900), óleo sobre tela de Julius LeBlanc Stewart.

Em Grã-Bretanha surgiu a escola dos pré-rafaelitas, que se inspiravam nos pintores italianos anteriores a Rafael, bem como na recém surgida fotografia. Embora a sua temática fosse de preferências líricas e religiosas, também abordaram o nu, como Dante Gabriel Rossetti, Edward Burne-Jones, John Everett Millais e John William Waterhouse. O alemão Franz von Stuck expressou um erotismo de tórrida sensualidade que reflete um conceito da mulher como personificação da perversidade (O pecado, 1893). Na Áustria, Gustav Klimt recriou um mundo de fantasia de forte componente erótica, com uma composição classicista em estilo ornamental, na qual entrelaça o sexo e a morte, tratando a sexualidade sem tabus.

#### Século XX

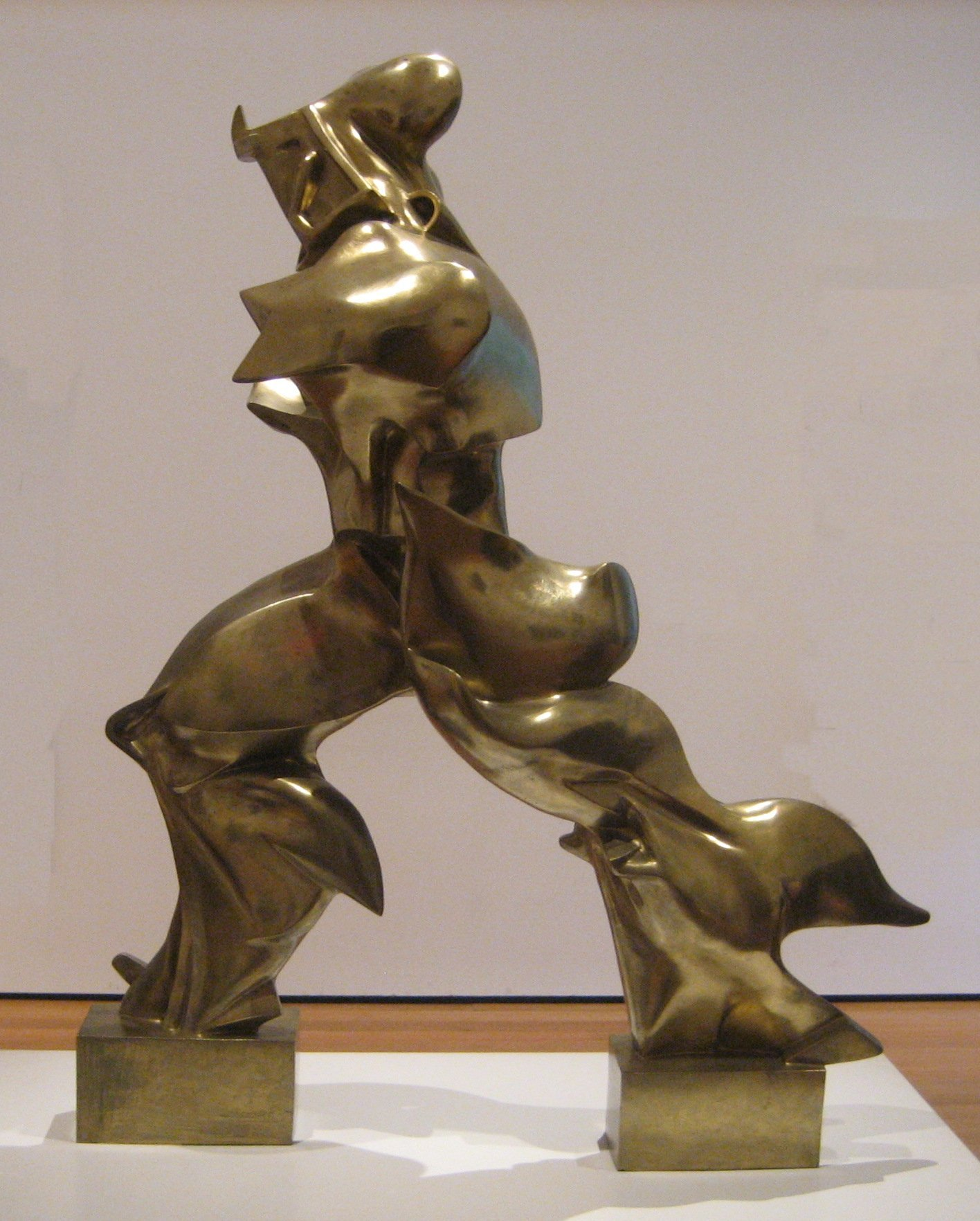
Formas Únicas de Continuidade no Espaço (1913), de Umberto Boccioni, Museu de Arte Contemporâneo da Universidade de São Paulo.

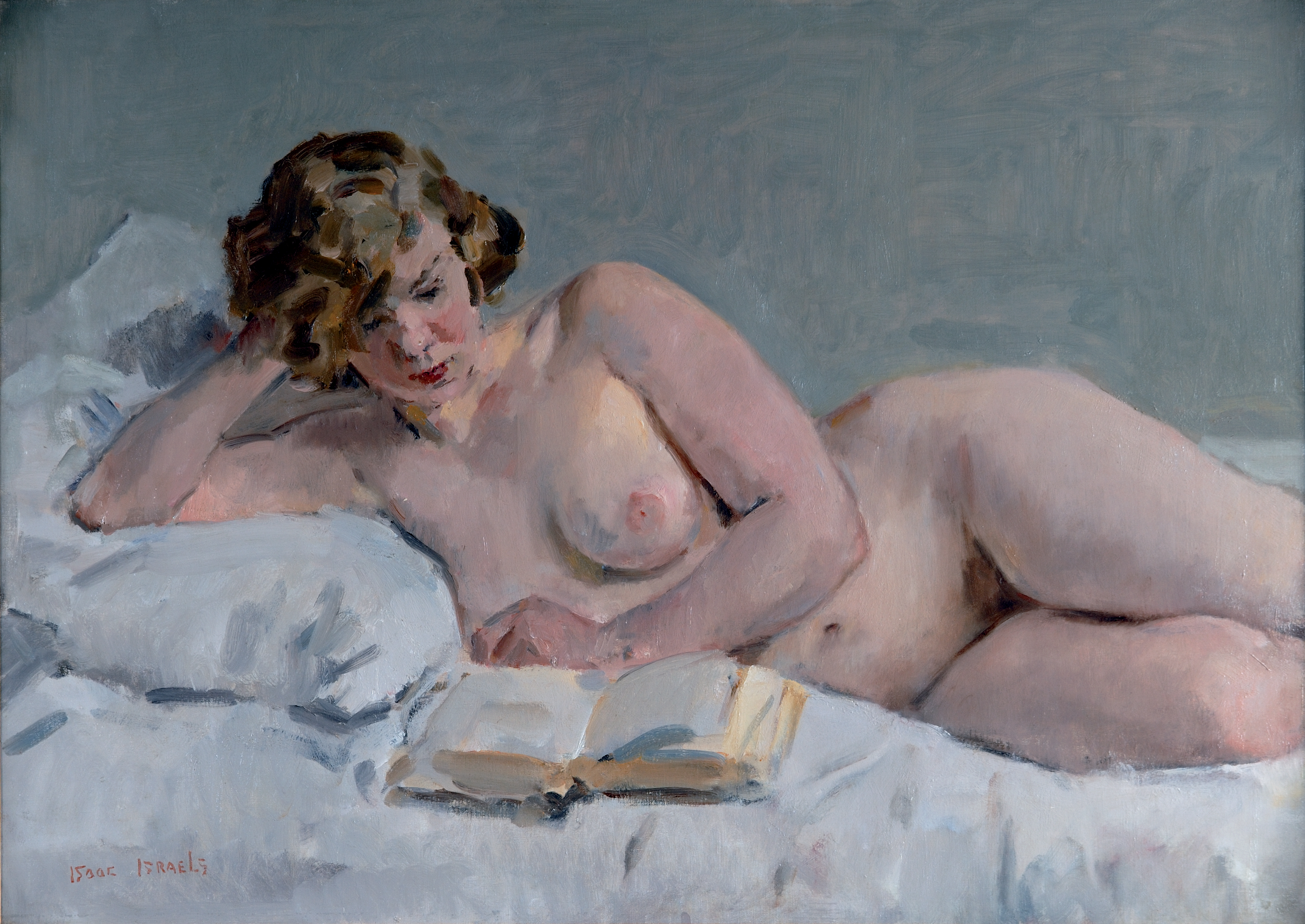
Mulher reclinada à leitura (1915–1922), de Isaac Israels, óleo sobre tela.

##### Vanguardismo
Fauvismo (1905-1908)
O fauvismo prescinde da perspectiva, o modelado e o claro-obscuro, experimentando com a cor, que é concebido de jeito subjetivo e pessoal, aplicando-lhe valores emotivos e expressivos, independentes a respeito da natureza. O seu principal representante foi Henri Matisse, que abriu as portas à independência da cor respeito ao tema, organizando o espaço com base em planos de cor e buscando novas sensações mediante o efeito impactante das violentas zonas de cores estridentes. Apesar do seu afã modernizador, Matisse conservou elementos clássicos como o nu: com o Nu azul (1906-1907) iniciou uma simplificação da forma humana à procura de uma síntese perfeita da estrutura do corpo, processo que lhe obsedaria por muitos anos e que culminaria no Nu rosa (1935). Seguiram a estela de Matisse artistas como: André Derain, que na sua obra denota a influência da arte primitiva (A idade de ouro, 1905); Maurice de Vlaminck, que sentia predileção pelas cores puros, com um volume de origem cézanniana (Nu reclinado, 1905); Albert Marquet, em estilo mais naturalista (Nu contra a luz, 1909-1911); e Kees van Dongen, apaixonado nudista muito de moda na alta sociedade parisiense (A mulher das joias, 1905).
Expressionismo (19051923)

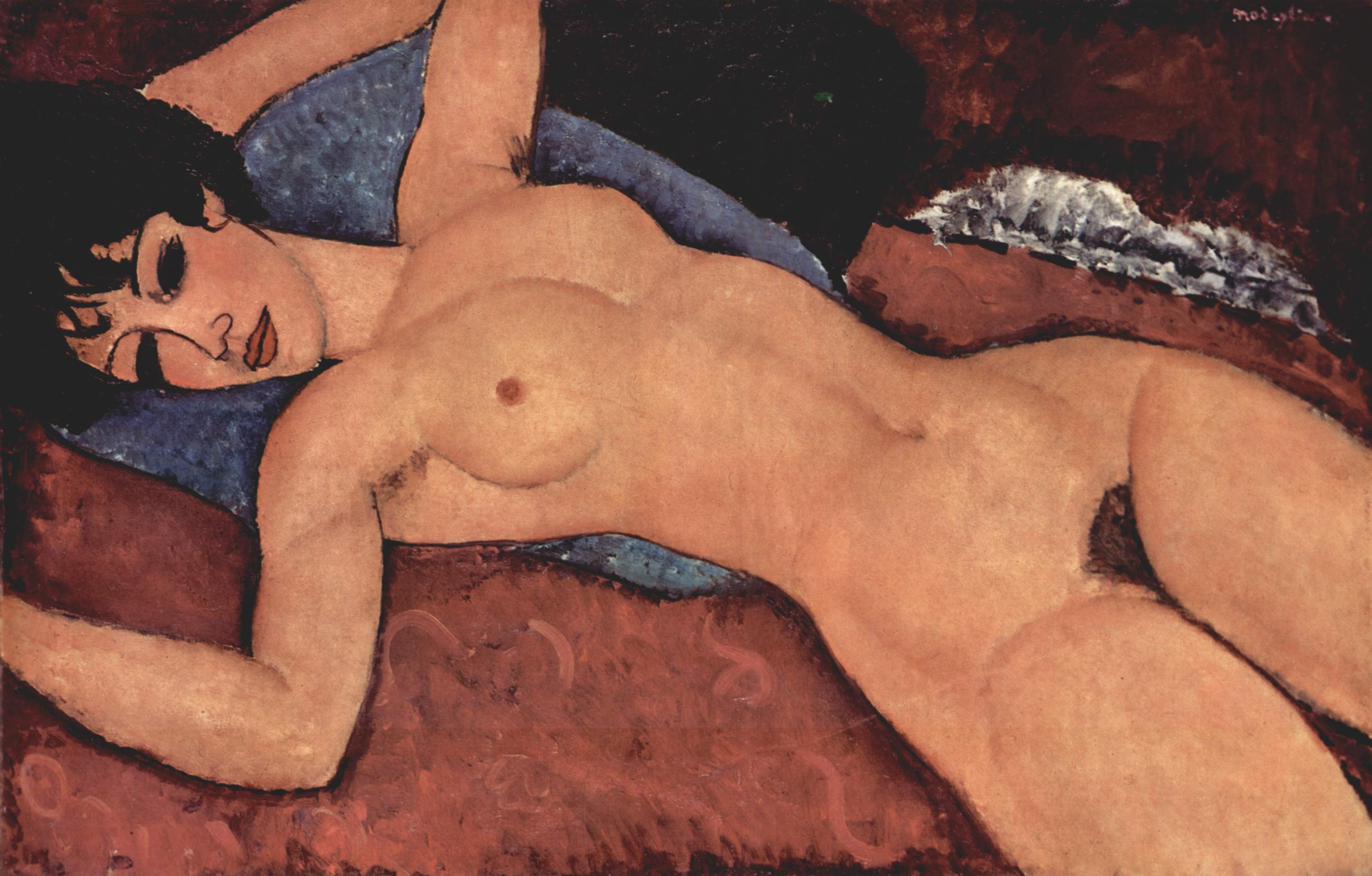
Nu deitado (1917), de Amedeo Modigliani, Col. Gianni Mattioli, Milão.

Surgido como reação ao impressionismo, os expressionistas defendiam uma arte mais pessoal e intuitiva, na qual predominasse a visão interior do artista, refletindo nas suas obras uma temática pessoal e intimista com gosto pelo fantástico, deformando a realidade  para ressaltar o caráter expressivo da obra. Organizado inicialmente em torno do grupo Die Brücke (fundado em 1905), aos seus membros interessava um tipo de temática centrada na vida e a natureza, refletida espontânea e instintivamente. Um dos seus principais temas foi o nu. Dos membros de Die Brücke destacou-se Ernst Ludwig Kirchner: que usava cores primárias, como os fauvistas, mas com linhas quebradas, violentas, em ângulos fechados, agudos, com figuras estilizadas, com um alargamento de influência gótica. Outros membros do grupo foram: Erich Heckel, Karl Schmidt-Rottluff, Max Pechstein e Otto Mueller.
Em Viena destacou-se Egon Schiele, cuja obra girou em volta duma temática baseada na sexualidade, a solidão e a incomunicação, com obras muito explícitas pelas quais até mesmo esteve preso, marcado de pornografia. Na França, foi formada a denominada Escola de Paris, um grupo heterodoxo de artistas que trabalharam no período entreguerras, um de cujos principais expoentes foi Amedeo Modigliani, artista de vida boêmia autor de numerosos nus. Outros membros da escola foram: Marc Chagall, Georges Rouault e Jules Pascin.
Cubismo (1907-1914)

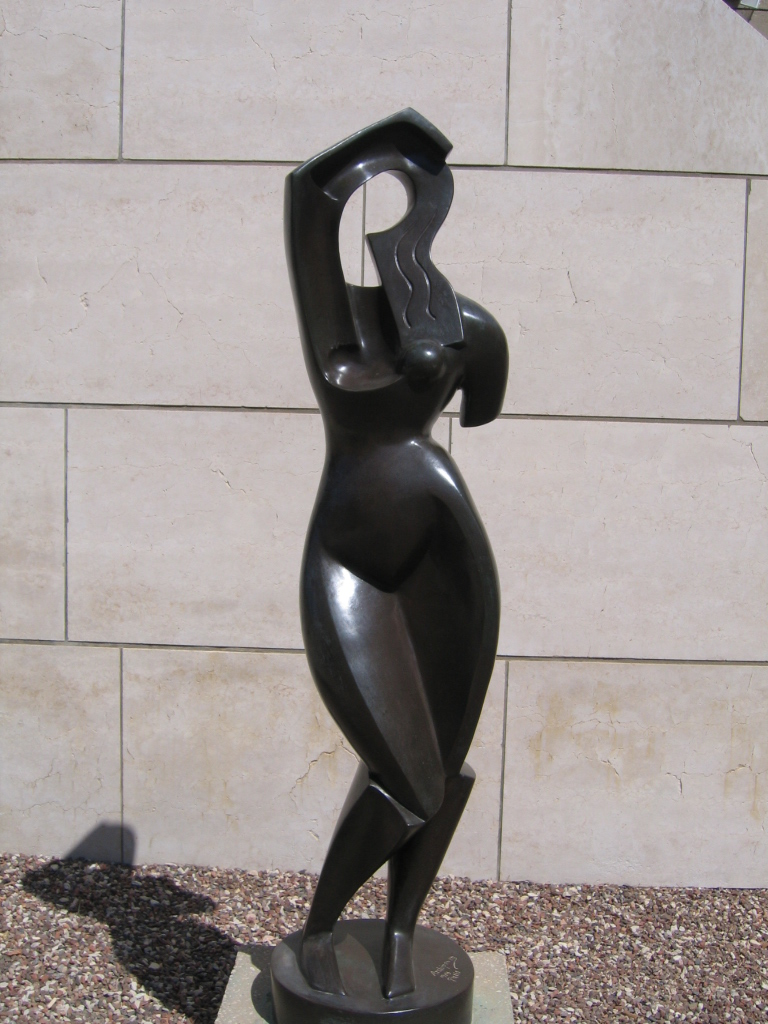
Mulher penteando-se (1914), de Alexander Archipenko, Museu de Israel, Jerusalém.

Este movimento baseou-se na deformação da realidade mediante a destruição da perspectiva espacial. De origem renascentista, organiza o espaço com base em um argumento geométrico, com visão simultânea dos objetos, uma gama de cores frias e apagadas, e uma nova concepção da obra de arte, com a introdução do collage. O seu principal expoente foi Pablo Picasso, que passou por diversas fases antes de terminar no cubismo, do qual foi ponto de partida As senhoritas de Avignon (1907), um nu que implicou uma ruptura total com a arte tradicional, fazendo uma alegação contra a beleza convencional, a beleza baseada em regras e proporções. Durante os primeiros anos 1920 realizou nus de concepção mais clássica, mas de uma voluntária objetividade que os privava de vitalidade, a qual se reafirmaria quando posteriormente voltou à deformação das suas figuras, como na sua Mulher despida numa poltrona vermelha de 1929. Em obras posteriores desmistificou não somente o nu clássico, mas também o contemporâneo, com um sentido iconoclasta e rebelde, sempre à procura de caminhos novos e contra de tudo convencionalismo, seja do passado ou do presente, com um conceito cada vez mais abstrainte da figura humana.
Outros representantes do cubismo foram: Georges Braque, iniciador do estilo com Picasso, cujo Grande nu (1908) guarda um grande paralelismo com As senhoritas de Avinhão; Fernand Léger, que recreou nas suas obras uma estrutura volumétrica da forma com base em tubos (Figuras despidas numa floresta, 1910); e Robert Delaunay, que realizou n´A cidade de Paris (1910) uma curiosa mistura entre a figuração e a abstração geométrica. Em escultura, Alexander Archipenko introduziu uma nova análise da figura humana, decomposta em formas geométricas e perfurada em certos pontos com buracos que creiam um contraste entre o sólido e o oco, numa nova forma de entender a matéria: Torso no espaço (1935).
Futurismo (1909–1930)
Movimento italiano que exaltou os valores do progresso técnico e industrial do século XX, destacando-se aspectos da realidade como o movimento, a velocidade e a simultaneidade da ação, o futurismo aspirava a transformar o mundo, a cambiar a vida, mostrando um conceito idealista e algo utópico da arte coma motor da sociedade. Embora os futuristas não se dedicassem especialmente ao nu, convém lembrar Umberto Boccioni e a  sua Formas Únicas de Continuidade no Espaço (1913), uma versão moderna do “nu heróico” clássico.
Dadaísmo (1916-1922)
Movimento de reação aos desastres da guerra, o dadaísmo implicou um enfoque radical do conceito da arte, que perde qualquer componente baseada na lógica e a razão, reivindicando a dúvida, o azar, o absurdo da existência. O seu principal factótum foi Marcel Duchamp, que realizou em Nu baixando de uma escada (1911) uma síntese entre cubismo e futurismo, onde o corpo foi decomposto em volumes geométricos e serializado em diversos movimentos superpostos. O nu foi também um tema propício para a experimentação em outras obras suas como O grande vidro (ou A namorada espida pelos seus solteiros, até mesmo, 1915–1923) e Dando-se: 1. A queda de água, 2. O gás de alumbrado (1944–1966).
Surrealismo (1924-1955)

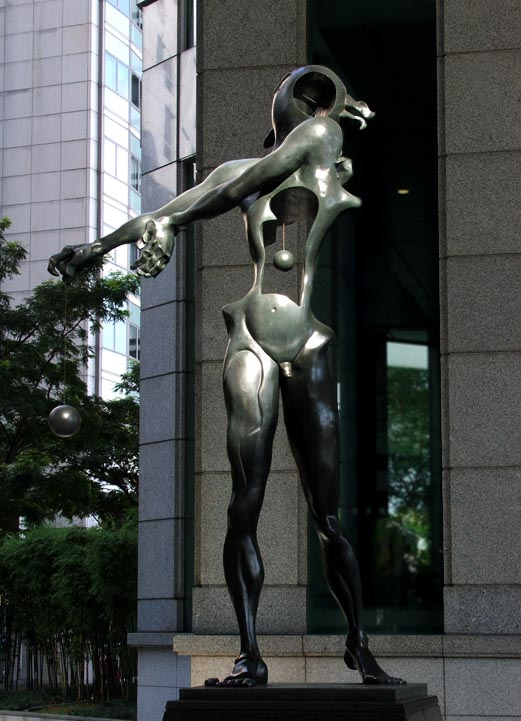
Homenagem a Newton (1985), de Salvador Dalí, Singapura.

O surrealismo pôs especial ênfase na imaginação, a fantasia, o mundo dos sonhos, com uma forte influência do psicanálise. Um dos seus principais representantes foi Salvador Dalí, com uma obra figurativa mas intensamente onírica, com uma grande obsessão pelo sexo, tema recorrente na sua obra: O grande masturbatório (1929), A Tentação de Santo Antônio (1946), Leda atômica (1949), Crucifixão (Corpus hypercubus) (1954), Dali nu (1954), etc. Paul Delvaux enquadrou-se num tipo de pintura figurativa mas estranhamente inquietante, na qual as mulheres despidas convivem com homens que as olham com ávido voyeurismo, conseguindo recrear um ambiente de um erotismo de pesadelo. René Magritte desenvolveu uma obra na qual o corrente e o banal convive com o fantástico e estranho, frequentemente com fortes conotações eróticas, em atmosferas perturbadoras com uma iconografia recorrente, destacando-se a ambigüidade dos objetos que retrata. Óscar Domínguez mostra em A máquina de coser eletrosexual (1935) um delírio onírico no qual a componente sexual se combina com a mecanicidade da era industrial.
Em escultura, Constantin Brâncuşi efetuou um processo de redução da figura humana para a mais estrita simplicidade, próxima à abstração (Musa dormida, 1911). Seguiu a sua estela Alberto Giacometti, com figuras reduzidas a simples filamentos, muito alongadas e abatidas, mostrando o isolamento do homem (Nu de pé, 1953). Henry Moore inspirou-se no corpo humano em muitas das suas obras, que supõem uma abstração da forma onde o corpo fica esboçado numas linhas simples e dinâmicas, ondulantes, que sugestionam mais que descrevem a forma básica do corpo (Figura reclinada, 1951).
Art déco (1925-1945)
O art déco foi um movimento surgido na França em meados dos anos 1920 que implicou uma revolução para o interiorismo e as artes gráficas e industriais. Em pintura foi destacada a obra de Tamara de Lempicka, cujos nus apresentam mulheres que são um produto da sua época, elegantes e sofisticadas, com luxo e glamour, uma mulher moderna que assume sem travas a sua sexualidade, e que é admirada e respeitada pelos homens, uma mulher de alta sociedade que segue os ditados da moda.

##### Últimas tendências

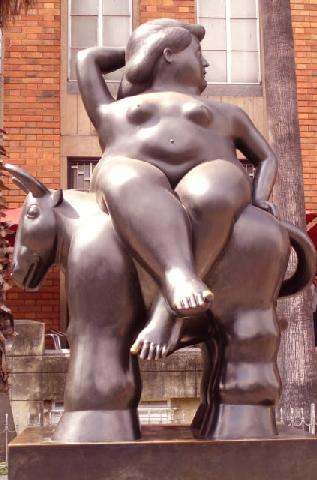
O rapto da Europa (1994), de Fernando Botero, São Petersburgo, Florida.

Desde a Segunda Guerra Mundial a arte experimentou uma vertiginosa dinâmica evolutiva, com estilos e movimentos que se sucedem cada vez mais rápido no tempo. O projeto moderno originado com as vanguardas históricas chegou à sua culminação em diversos estilos antimátericos, que destacavam a origem intelectual da arte sobre a sua realização material, como a arte de ação e a arte conceptual, aos quais se enfrentou posteriormente a arte pós-moderna, que retorna à arte tradicional.
Informalismo (1945–1960)
O informalismo é um conjunto de tendências baseadas na expressividade do artista, renunciando a qualquer aspecto racional da arte (estrutura, composição, aplicação preconcebida da cor). É uma arte eminentemente abstrata, embora alguns artistas conservassem a figuração, na qual cobra relevância o suporte material da obra, que assume o protagonismo acima de qualquer temática ou composição. Inclui diversas correntes como o tachismo, a art brut, a pintura matérica ou o expressionismo abstrato nos Estados Unidos.
Alguns dos seus representantes que trataram o tema do nu foram: Jean Fautrier, autor de nus onde a figura encontra-se deformada, confeccionados com diversas texturas de cor, em suportes multimatéricos; Jean Dubuffet, que na sua série Corpos de Dama trata o corpo como uma massa que fica esmagada no suporte, como numa tábua de açougueiro; Willem de Kooning realiza nus femininos distorcidos ao máximo, como o seu série de Mujeres (1945-1950); Antoni Tàpies é um pintor basicamente abstrato, embora nas suas obras introduza às vezes partes do corpo humano, especialmente genitais, de formas esquemáticas, muitas vezes com aparência de deterioração, o corpo aparece rasgado, agredido, furado.
Nova figuração (1945–1960)
Como reação à abstração informalista surgiu um movimento que recuperou a figuração, com certa influência expressionista e com total liberdade de composição. Um dos seus principais expoentes foi Francis Bacon, que expõe nas suas obras umas figuras cuja nudez é deforme, vulnerável, escarnecida, enquadradas em espaços irreais, que semelham caixas que encerram as figuras num ambiente opressivo, angustioso. Os seus nus, tanto masculinos como femininos, parecem massas de carne amorfa, que se retorce e livra uma luta desesperada pela existência. Outro notável expoente foi Lucian Freud, para o que o nu foi um dos seus principais temas, que tratou de jeito realista, descarnado, pormenorizado, sem omitir nenhum pormenor, desde veias e músculos até enrugas e qualquer imperfeição da pele. Em escultura destacaram-se: Germaine Richier, que seguiu a estela de Giacometti em figuras estilizadas de membros alongados, que semelhavam insetos, com um aspecto lacerado e andrajoso, como em decomposição (O pastor das Landas, 1951); e Fernando Botero, autor de figuras de grandes dimensões, que parecem bonecas inchadas (O rapto da Europa, 1994).
Pop art (1955-1970)
Surgiu na Grã-Bretanha e nos Estados Unidos como movimento de recusa ao expressionismo abstrato, englobando uma série de autores que retornaram à figuração, com um marcado componente de inspiração popular, tomando imagens do mundo da publicidade, a fotografia, o história em quadrinhos e os mídia. O pop art assumiu o sexo como algo natural, sem rodeios, no quadro da libertação sexual da década de 1960 propugnada pelo movimento hippie. Um dos seus principais expoentes enquanto ao nu foi Tom Wesselmann, que realizou na série Grandes nus americanos (anos 1960) um conjunto de obras nas quais o nu se mostra como um produto de consumo, com uma estética publicitária e próxima às revistas eróticas tipo Playboy.
Novo realismo (1958-1970)
Movimento francês inspirado no mundo da realidade circundante, do consumismo e a sociedade industrial, do qual extraem — ao contrário que no pop art — o seu aspecto mais desagradável, com especial predileção pelos materiais de detrito. Um dos seus principais representantes foi Yves Klein, artista revolucionário precursor da arte conceptual e de ação, autor das “antropometrias”, onde uma modelo despida, besuntada de pintura, se deita sobre uma tela deixando a marca do seu corpo pintada, marcando o ponto de origem do body art e o happening.
Arte de ação (desde 1960)
São diversas tendências baseadas no ato da criação artística, na qual o importante não é a obra em si, mas o processo criador, e no que além do artista intervém frequentemente o público, com um grande componente de improvisação. Engloba diversas manifestações artísticas como o happening, a performance, o environment, a instalação, etc. Na Europa destacou-se o grupo Fluxus e artistas como Wolf Vostell, que realizou vários happenings nos quais intervinha o nu, como Desastres (Encofrado com cimento da vagina) (1972) e Fandango (1975).
Hiper-realismo (desde 1965)
Como reação ao minimalismo de moda nos anos 1950 e 1960 surgiu esta corrente figurativa, caracterizada pela sua visão superlativa e exagerada da realidade, plasmada com exatidão em todos os seus pormenores, com um aspecto quase fotográfico. Destacaram-se artistas como John Kacere, que pinta fragmentos de corpos femininos, especialmente sexos e nádegas com calcinhas ajustadas; e o escultor John de Andrea, autor de nus de forte carga sexual (O artista e a sua modelo, 1976). Na Espanha, Antonio López García é autor de obras de feitio acadêmico, mas onde a mais minuciosa descrição da realidade se reúne com um impreciso aspecto irreal próximo do realismo mágico (Mulher na banheira, 1968).
Arte conceptual (1965-1980)
Após o despojamento de matéria do minimalismo, a arte conceptual renunciou ao substrato material para se focar no processo mental da criação artística, afirmando que a arte está na ideia, não no objeto. Inclui diversas tendências, como a arte conceptual linguística, a arte povera, a body-art, a land art, a bio-art, etc. Também se poderiam enquadrar nesta corrente diversos gêneros de reivindicação social como a arte feminista e a arte homoerótica. Em relação ao nu, tem especial relevância a body art, movimento surgido no final dos anos 1960 e desenvolvido nos 1970, que tocou diversos temas relacionados ao corpo, em especial em relação à violência, ao sexo, ao exibicionismo ou à resistência corporal a determinados fenômenos físicos, com artistas como Dennis Oppenheim, Stuart Brisley, o grupo do acionismo vienês (Günther Brus, Otto Mühl, Hermann Nitsch e Rudolf Schwarzkogler), Youri Messen-Jaschin e Urs Lüthi.
A arte feminista tentou reivindicar a imagem da mulher como pessoa e não como objeto, incidindo na sua essência tanto material como espiritual, e sublinhando aspectos da sua condição sexual como a menstruação, a maternidade, etc. Algumas dos seus principais figuras foram: Donna Haraway, Cindy Sherman, Judy Chicago e Jenny Saville.
Arte pós-moderna (desde 1975)
Por oposição à denominada arte moderna, é a arte própria da pós-modernidade. Os artistas pós-modernos assumem o insucesso dos movimentos de vanguarda como o insucesso do projeto moderno: as vanguardas visavam eliminar a distância entre a arte e a vida, universalizar a arte; o artista pós-moderno, por outro lado, é auto-referencial, a arte fala da arte, não pretendem fazer um trabalho social. Entre os diversos movimentos pós-modernos destacam-se a transvanguarda italiana e o neoexpressionismo alemão, bem como o neomaneirismo, a figuração livre, etc. Entre os seus representantes tocaram o tema do nu artistas como Sandro Chia, Markus Lüpertz, Georg Baselitz, Rainer Fetting, David Salle, Eric Fischl e Miquel Barceló.

## Médios audiovisuais

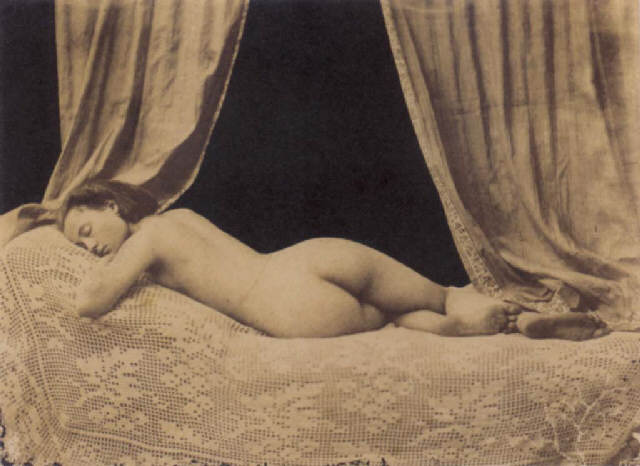
Nu reclinado, Amélie (1852), de Félix-Jacques Moulin.

Além de na pintura e na escultura, o nu também se desenvolveu em outras artes, da dança e o teatro até novos meios e técnicas como a fotografia, o cine, a televisão e a revista em quadrinhos. Nestes meios, especialmente desde o século XX, o nu costuma estar vinculado ao erotismo, que representa um forte reclamo a nível comercial, pelo qual foi profusamente usado pela publicidade. Nestes meios costuma percorrer-se a atores e modelos fisicamente atraentes, cobrando um grande auge nos últimos tempos a demanda de imagens de celebridades despidas no novo meio de comunicação de massas, internet. Também proliferaram desde meados do século XX as revistas eróticas, como Playboy, Penthouse e Hustler, que oferecem imagens de modelos despidas e implicaram um marco na educação sexual de muitos adolescentes. Contudo, nem todo nu é erótico, e numerosos artistas trataram o tema do corpo humano despojado de roupa como metáfora da vulnerabilidade do corpo e da fragilidade da vida.

### Fotografia

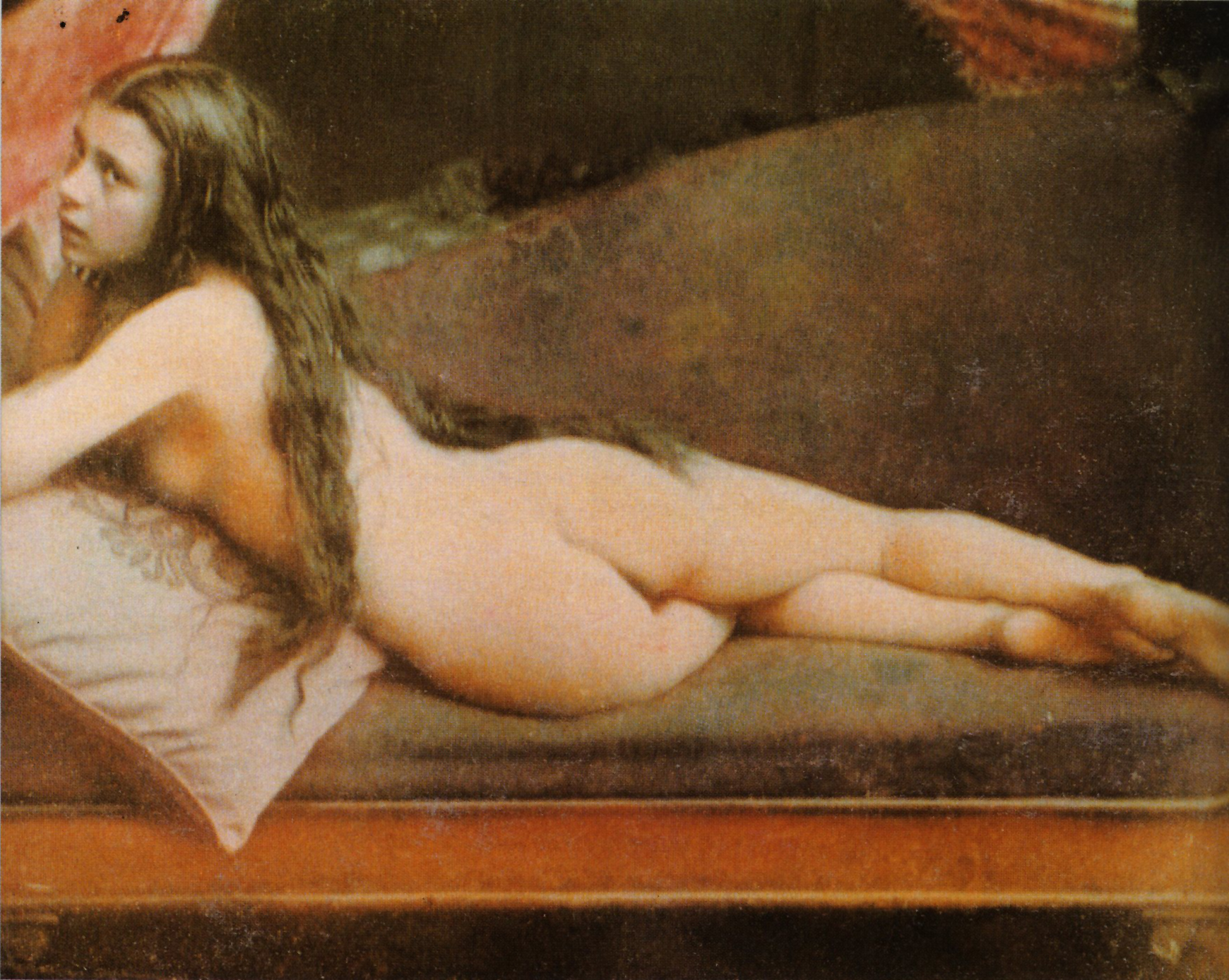
Imagem de daguerreótipo (1851-1854), produzida por Félix-Jacques Antoine Moulin.

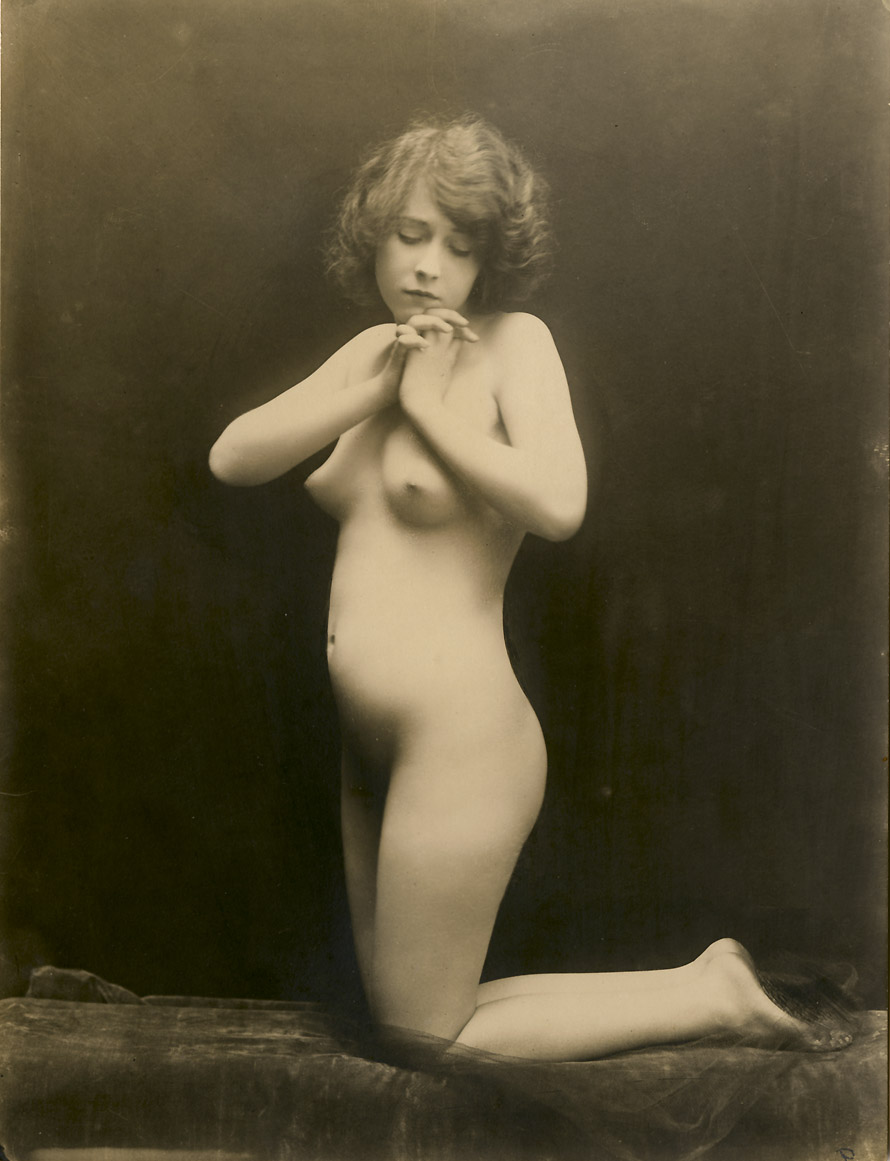
Impressão fotográfica (1915) à base de prata, feita por Charles Gilhousen.

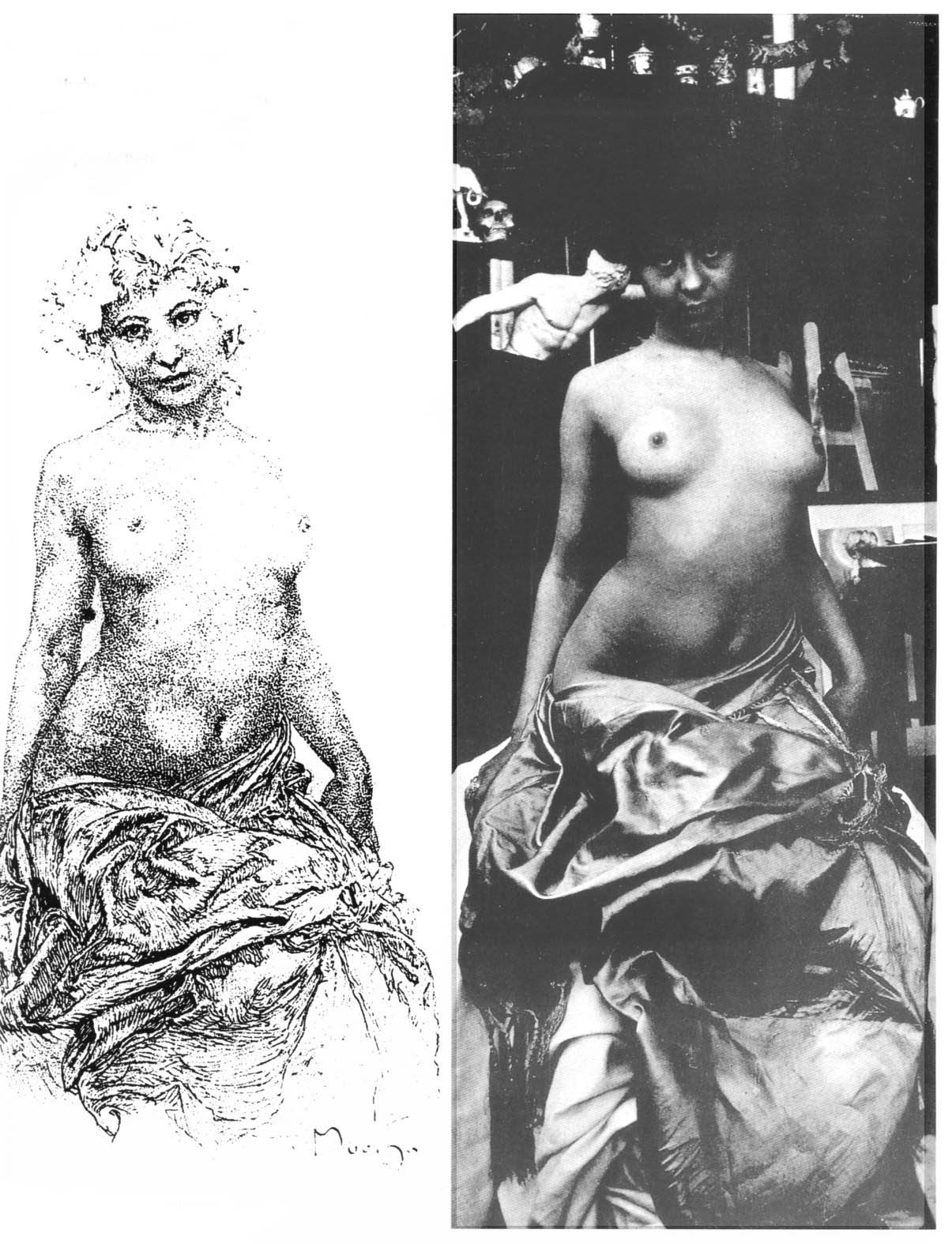
Fotografia de modelo e desenho baseado na fotografia, de Alfons Mucha (1928).

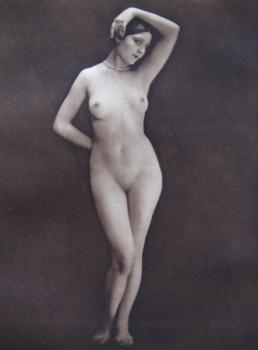
Exemplar da coleção de Cem Fotogravuras da Librairie des Arts Décoratifs (1923).

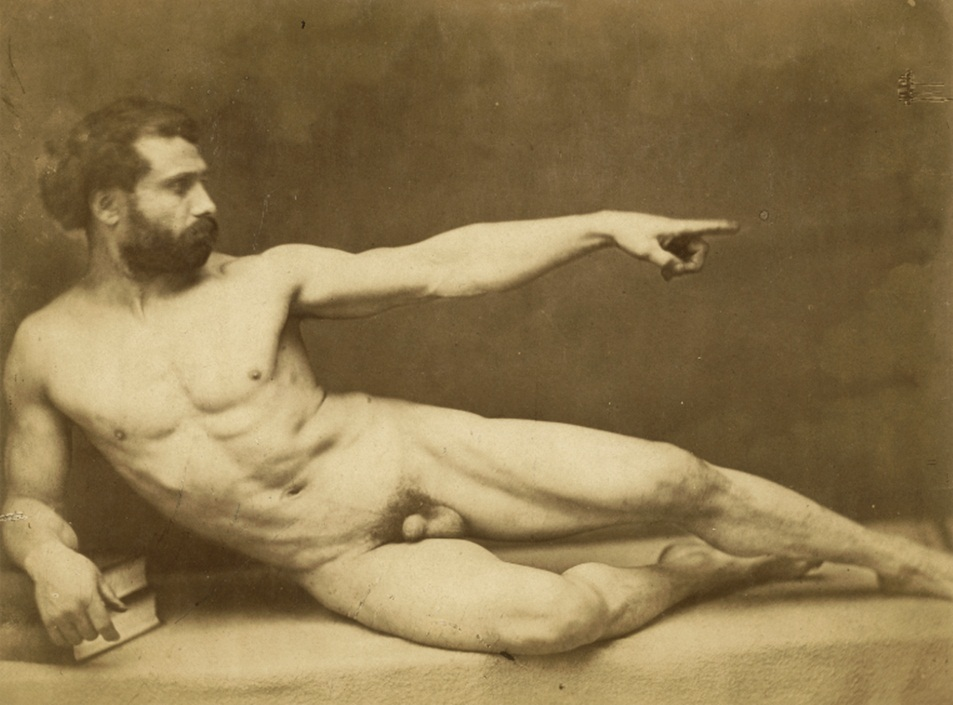
Nu masculino recreando A Criação de Adão de Michelangelo (1870), de Gaudenzio Marconi.

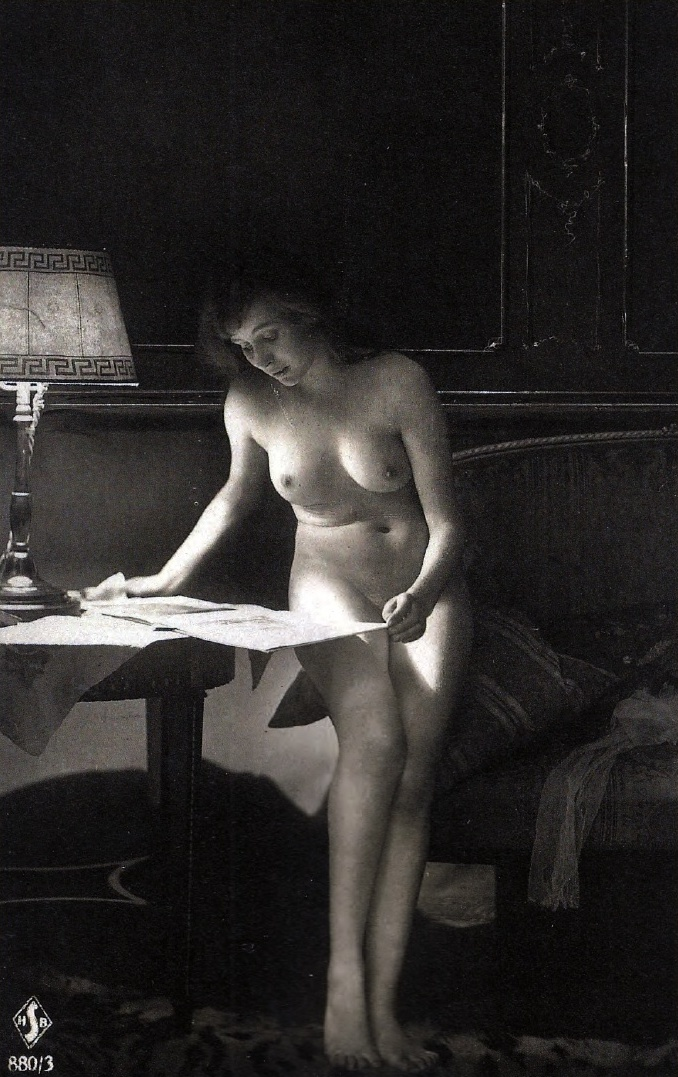
Fotografia dos anos 1920.

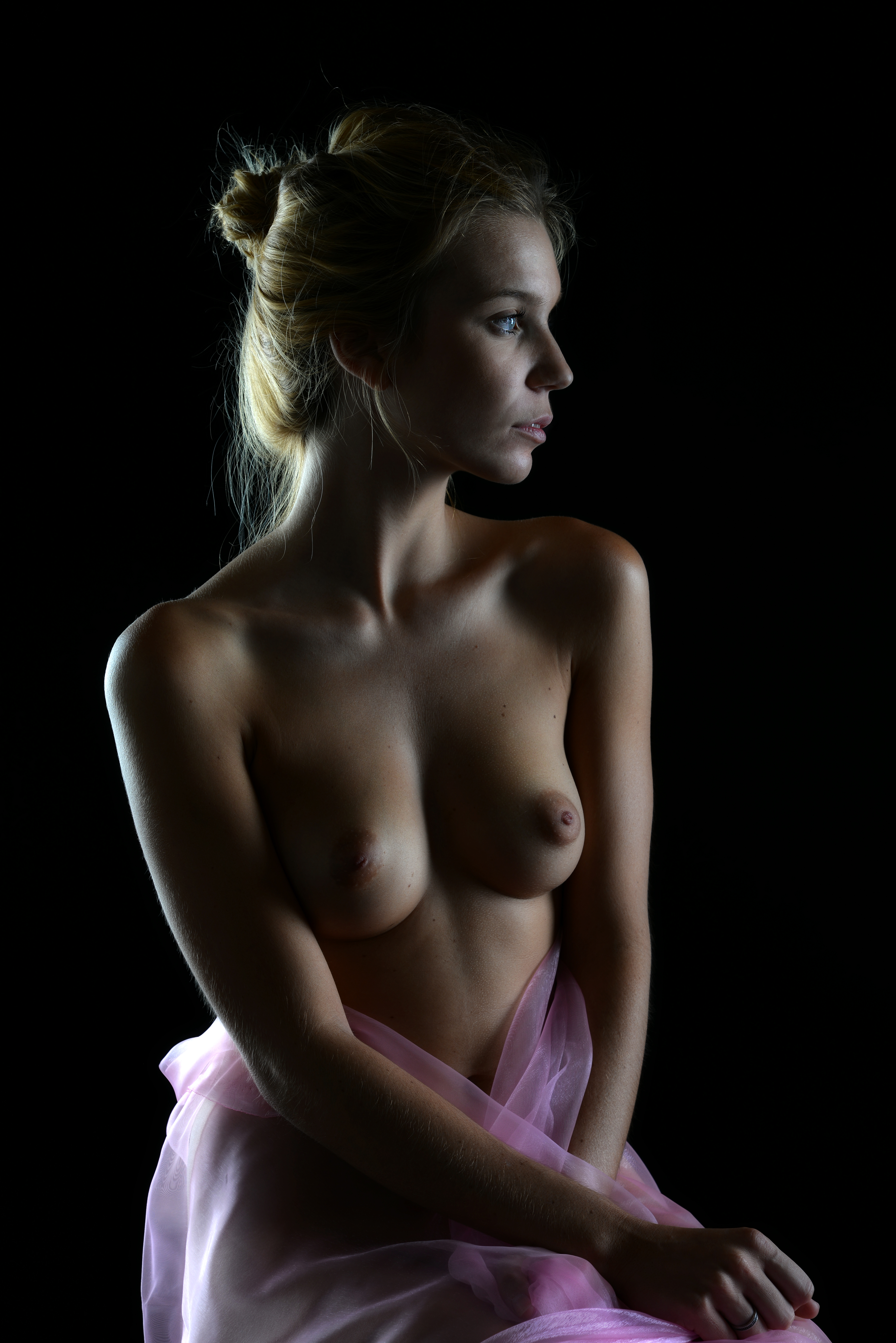
Fotografia de modelo em estúdio.

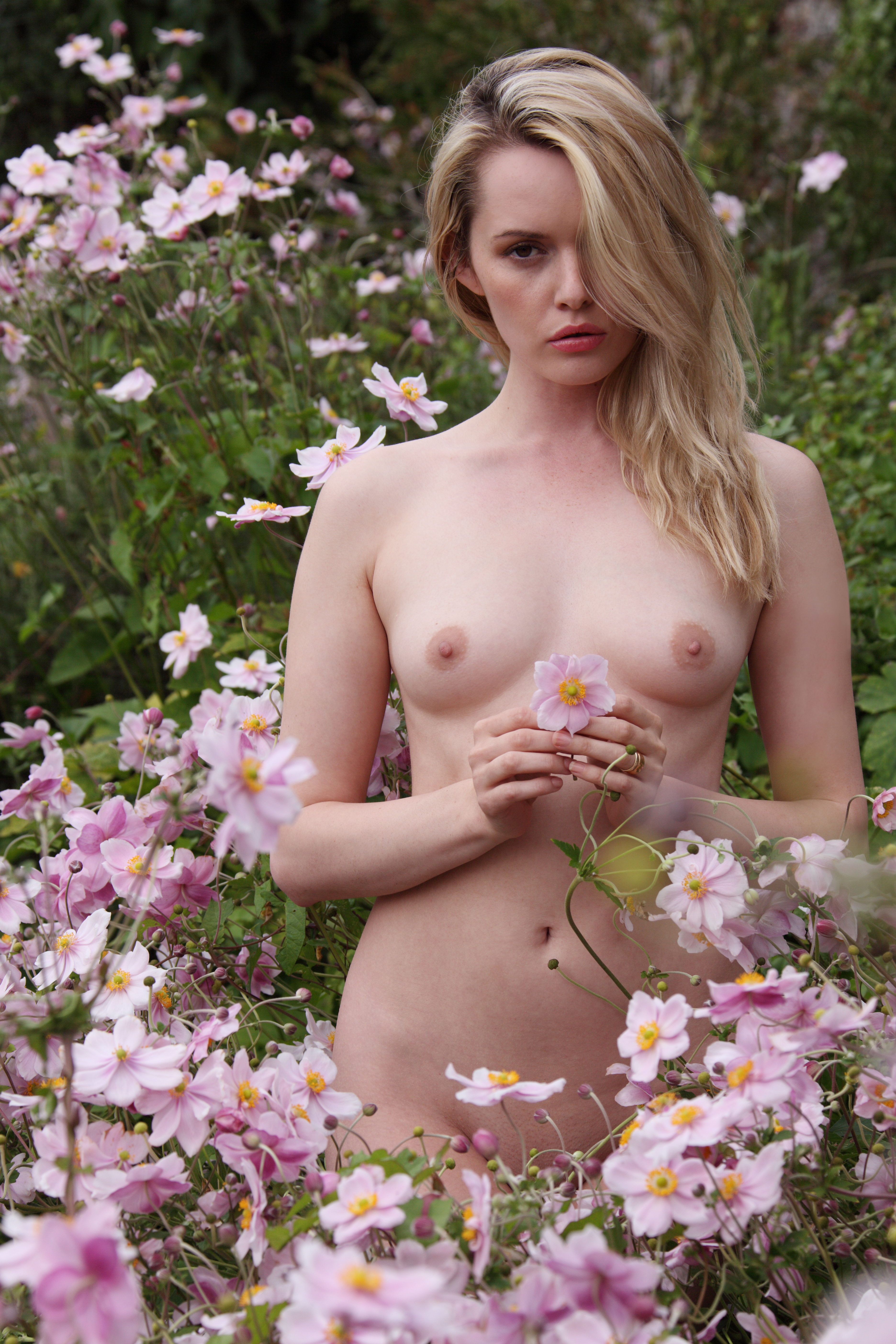
Nu feminino em ambiente florido.

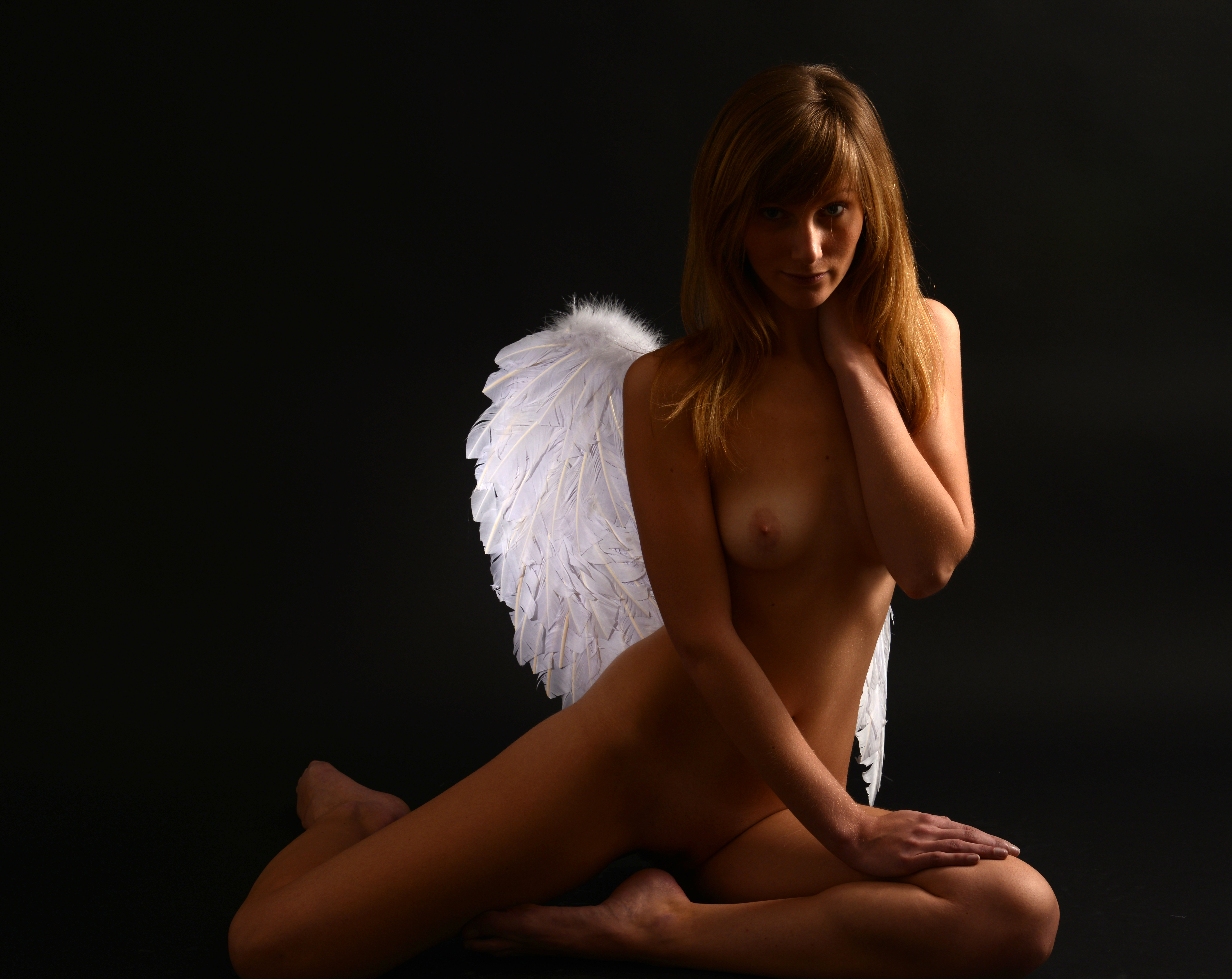
L'ange blanc, fotografia do gênero fine art.

À procura de uma maior artisticidade que outorgasse categoria às suas obras, na segunda metade do século XIX muitos fotógrafos basearam-se em técnicas artísticas para realizar muitas das suas composições, outorgando um certo ar pictórico às suas obras, no que a composição e o jogo de luzes e sombras estão inspirados nos grandes gênios da pintura. Portanto, esta corrente foi denominada fotografia academicista, com representantes como André Adolphe Eugène Disdéri, Émile Bayard, Eugène Durieu e Gaspard-Félix Tournachon.
Um dos primeiros fotógrafos em dedicar-se com assiduidade ao nu foi Félix-Jacques Moulin, quem em 1849 abriu uma loja no bairro parisiense de Montmartre e começou a produzir daguerreótipos de senhoritas jovens em diversas poses. Contudo, em 1851 o seu trabalho foi confiscado, e foi sentenciado a um mês de prisão pelo caráter “obsceno” das suas obras.

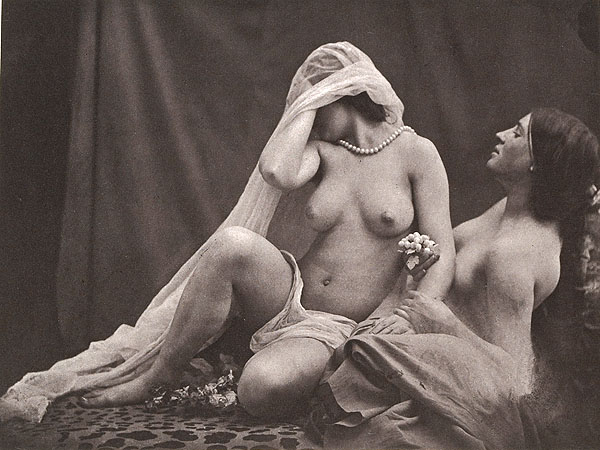
Os dois caminhos da vida (1857), de Oscar Gustav Rejlander.

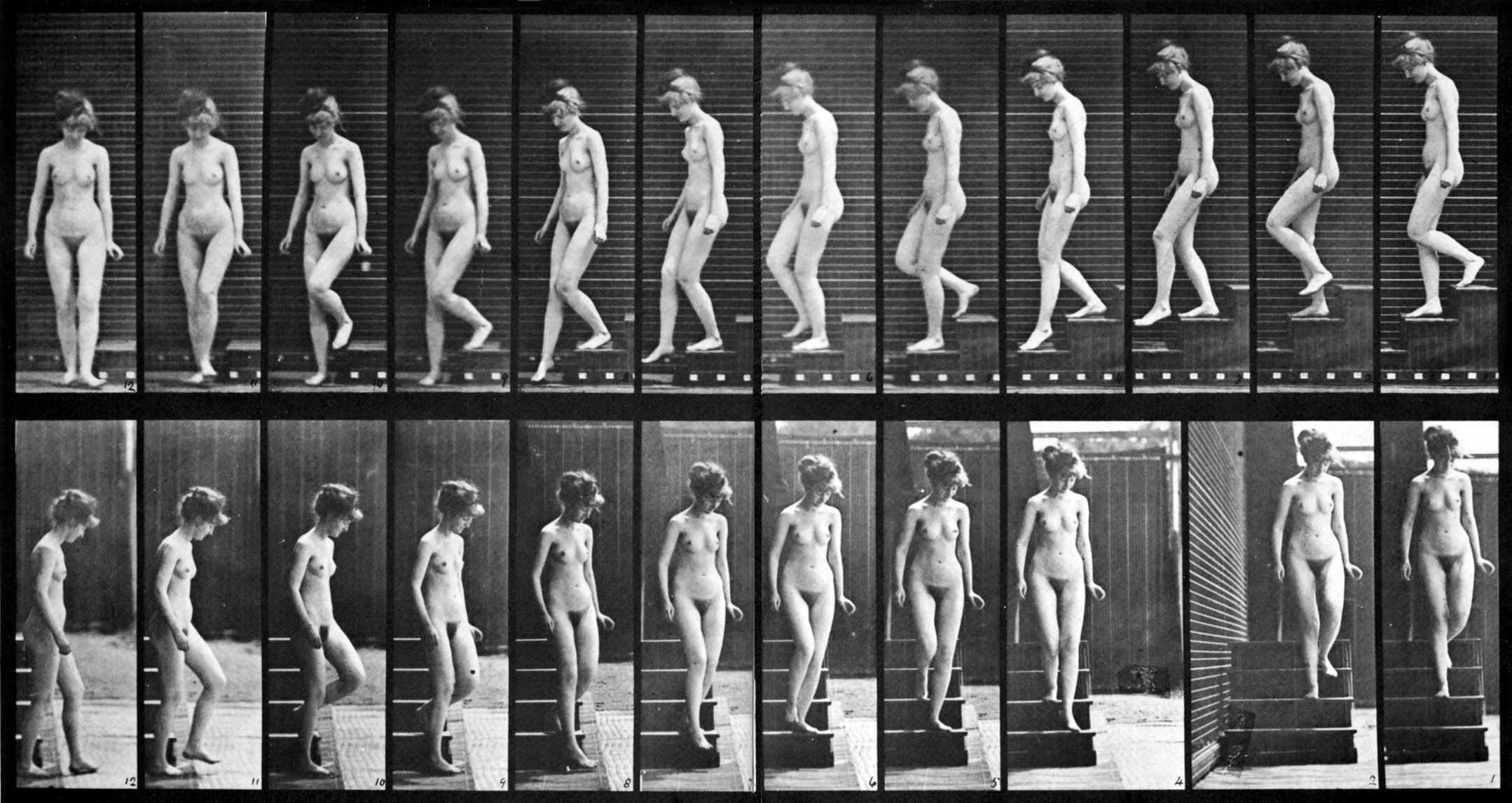
Mulher baixando uma escada (1887), de Eadweard Muybridge.

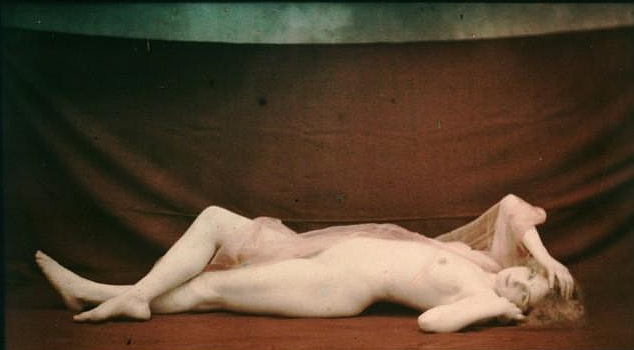
Mulher envolta em véu cor-de-rosa (c.1910). Fotografia de Robert Demachy.

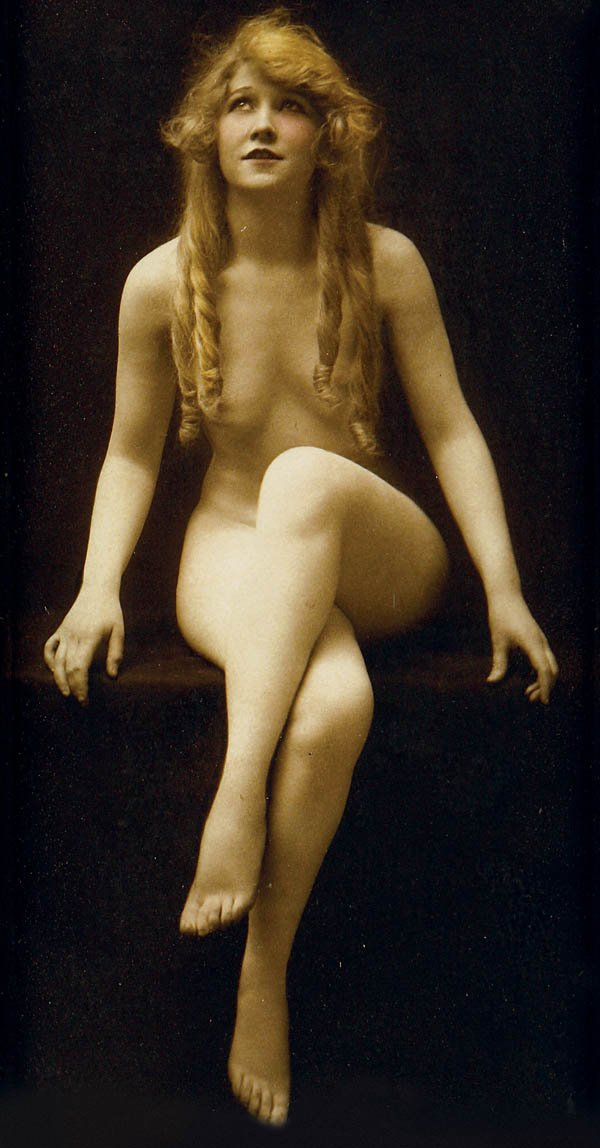
Fotografia intitulada Golora, colorida manualmente por Gilhousen (1915)

Fotografias de Nudez Artística Contemporânea
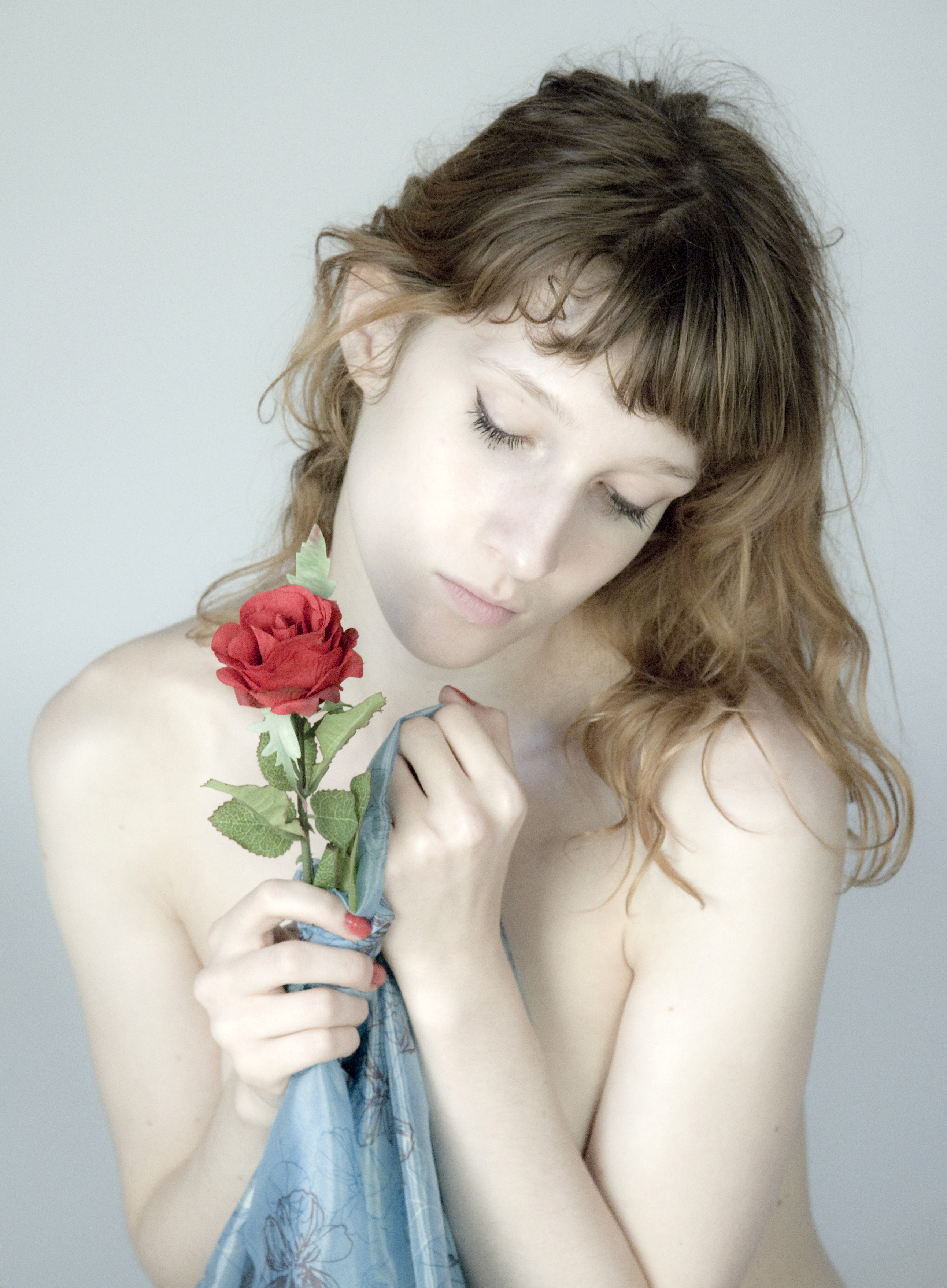
Jovem mulher com uma rosa.
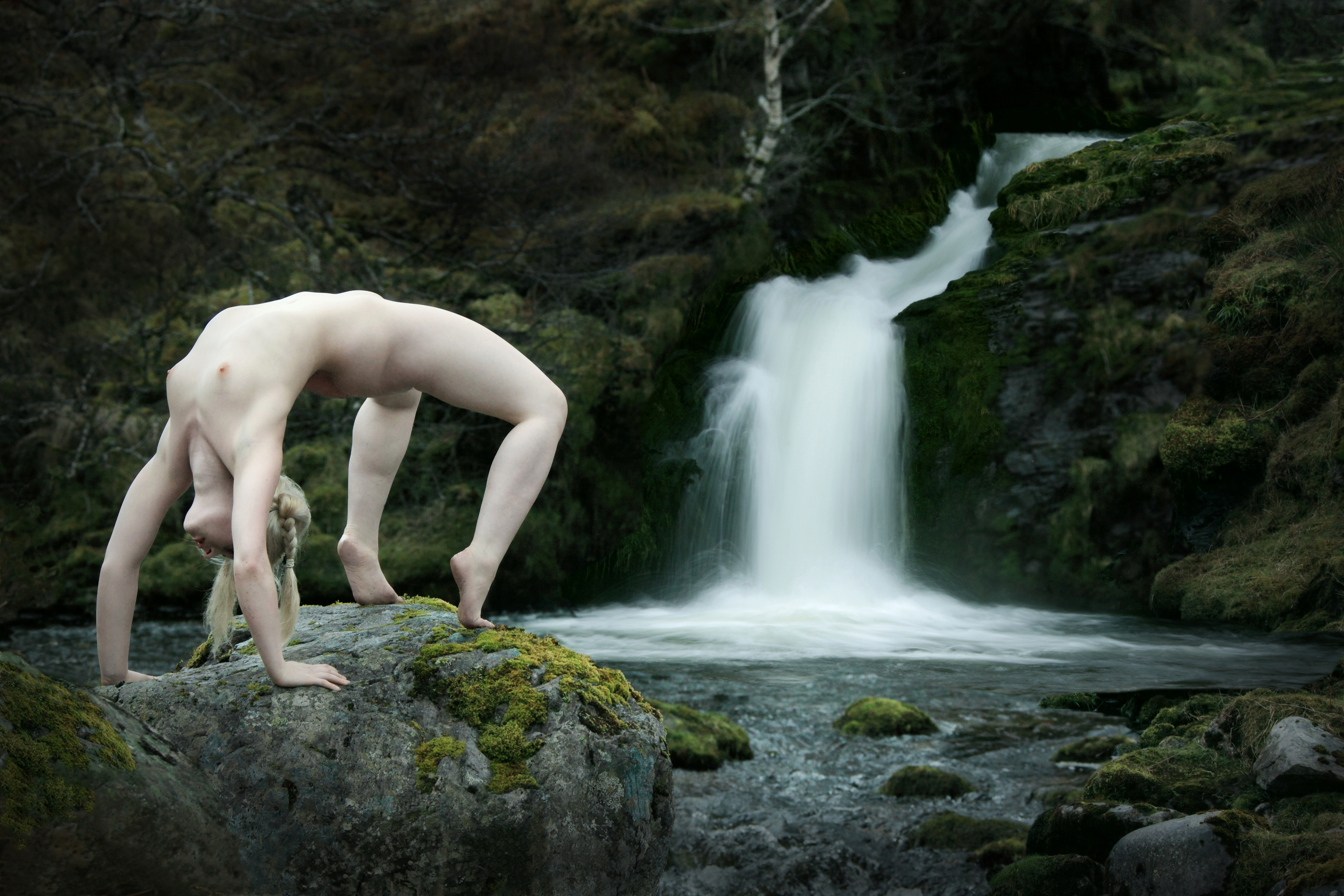
Fotografia de acrobacia artística, próxima a uma cachoeira, na Escócia.
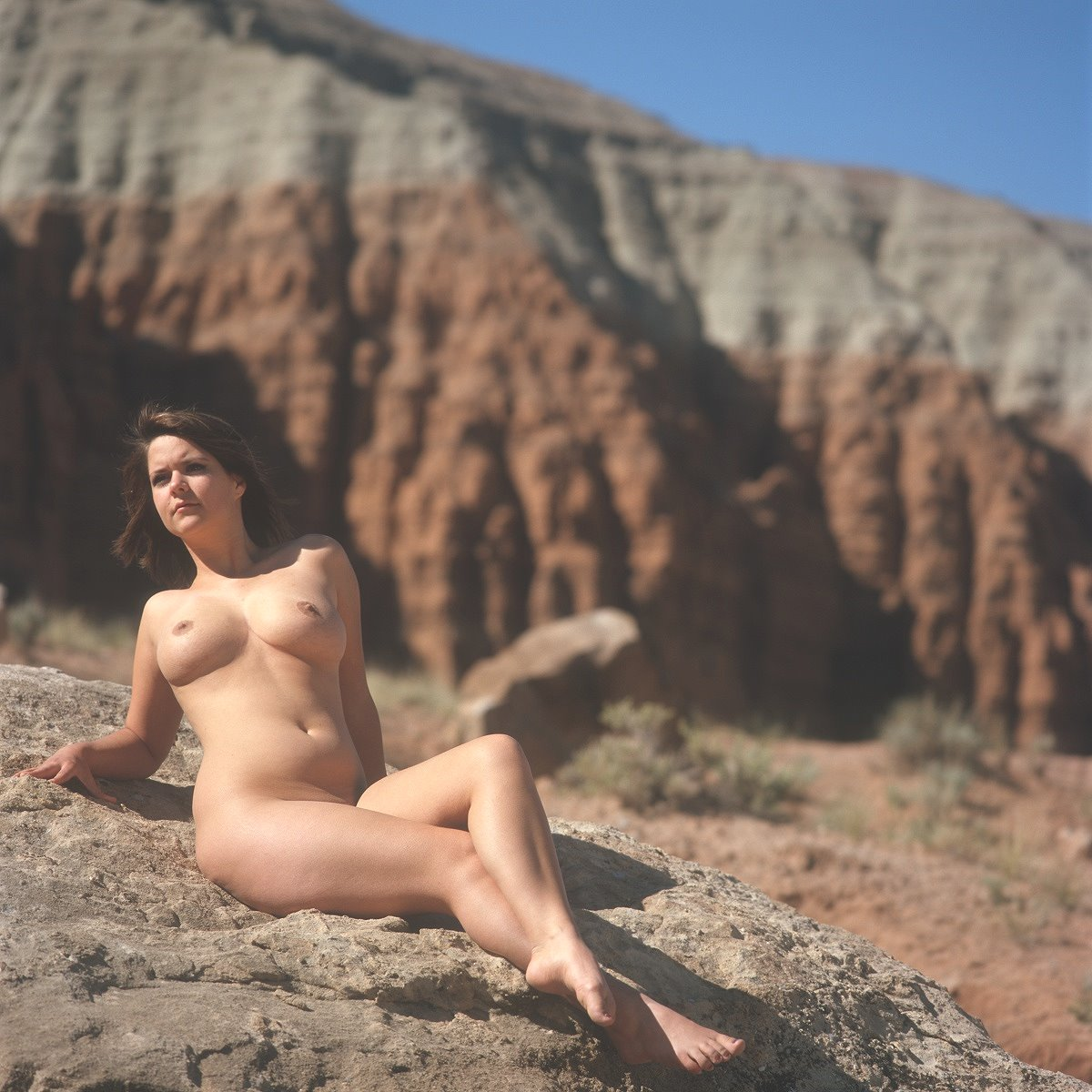
Modelo em paisagem natural, no deserto norte-americano.
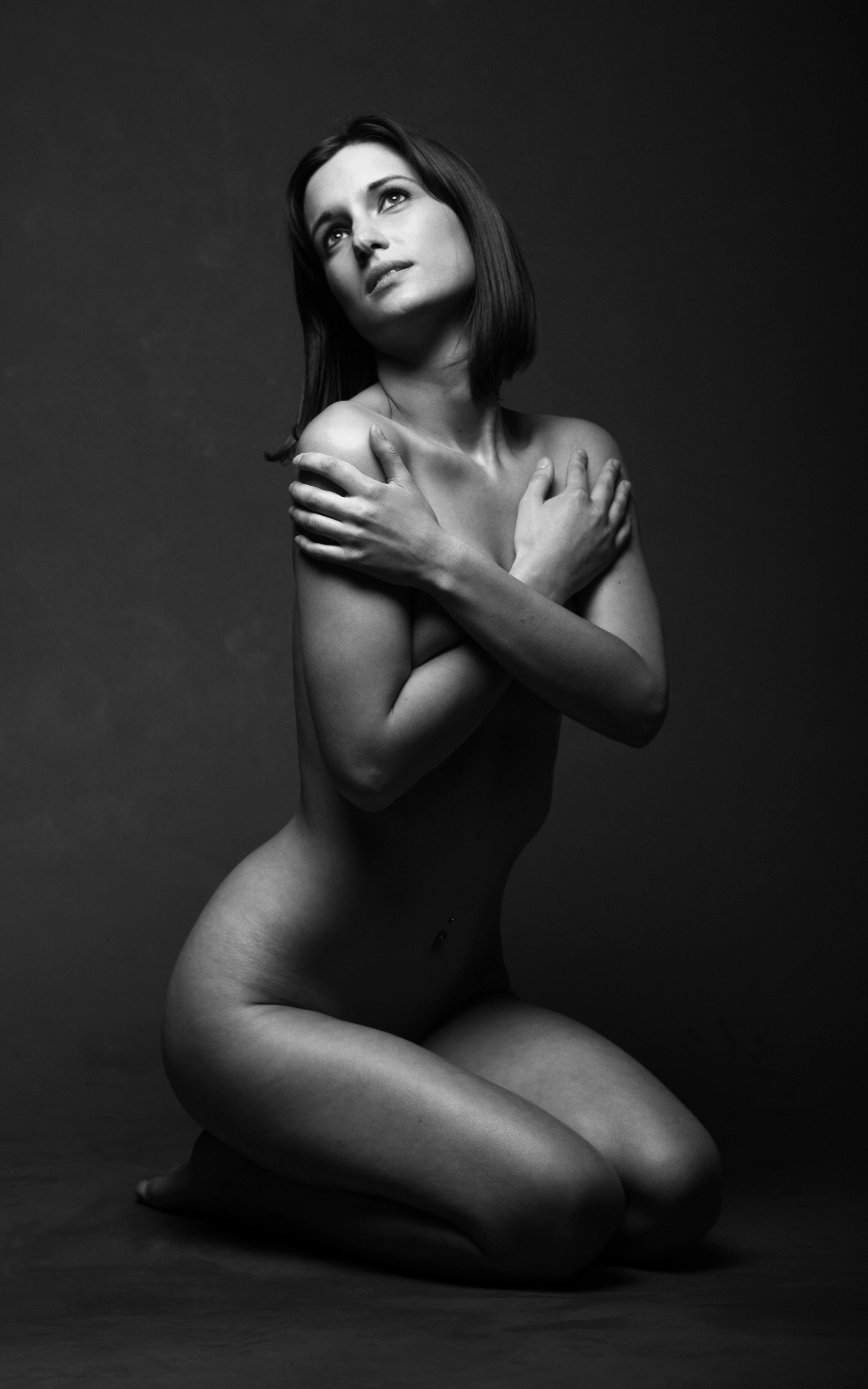
Nu feminino, sob iluminação em estúdio.
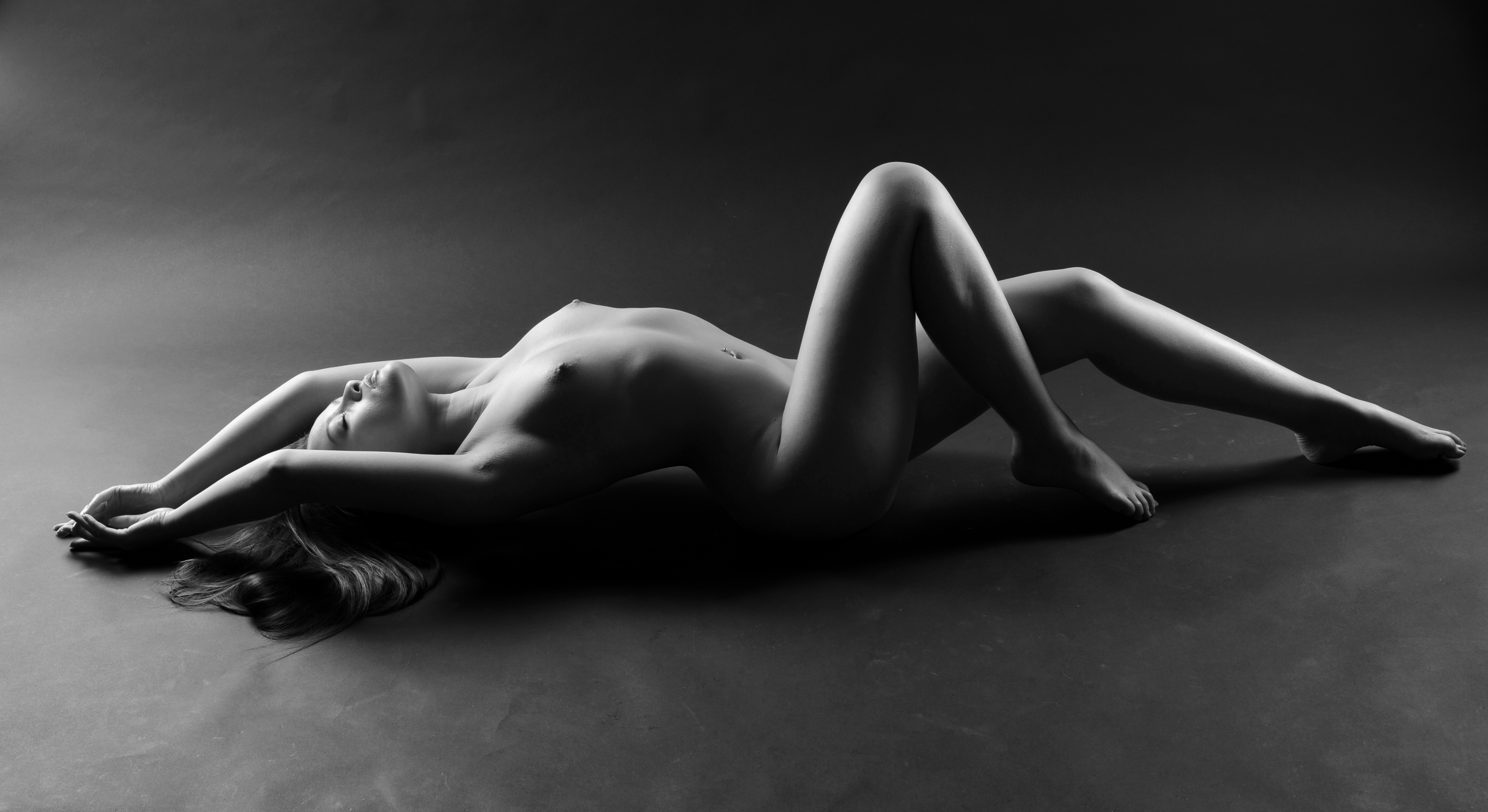
Fotografia de pose reclinada, em estúdio.
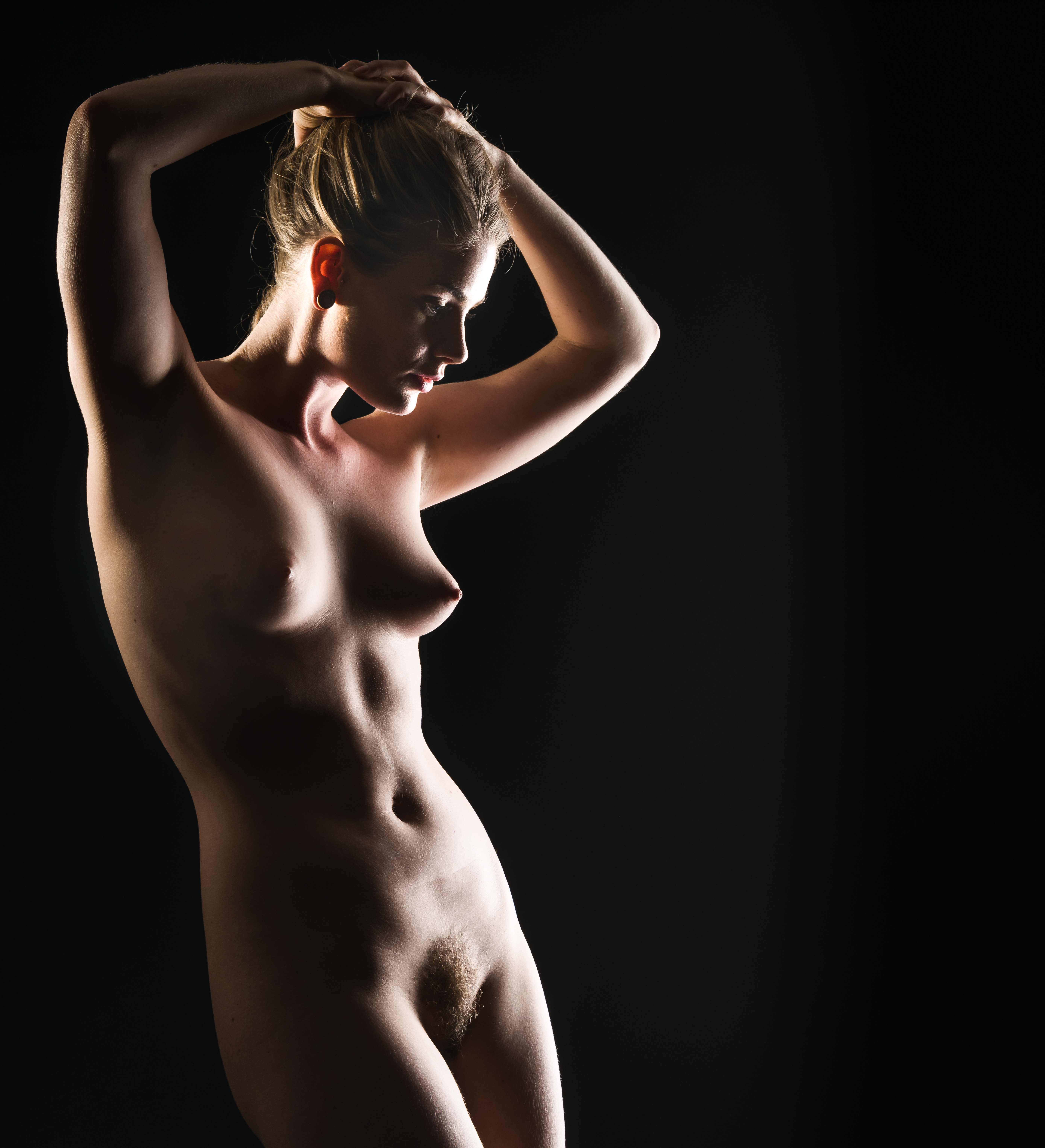
Nu feminino em cores
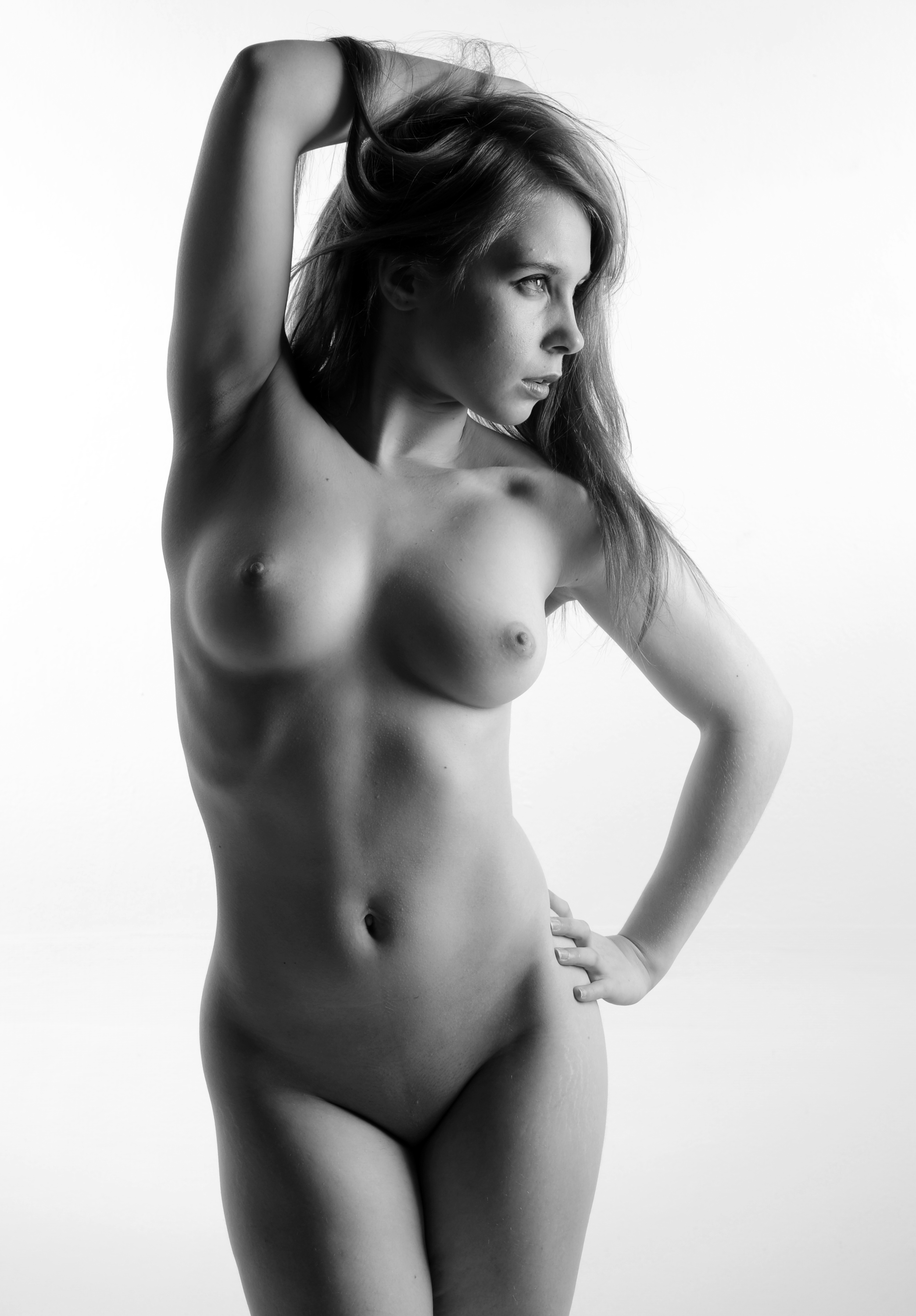
Nu feminino em cinza e branco

### Cine

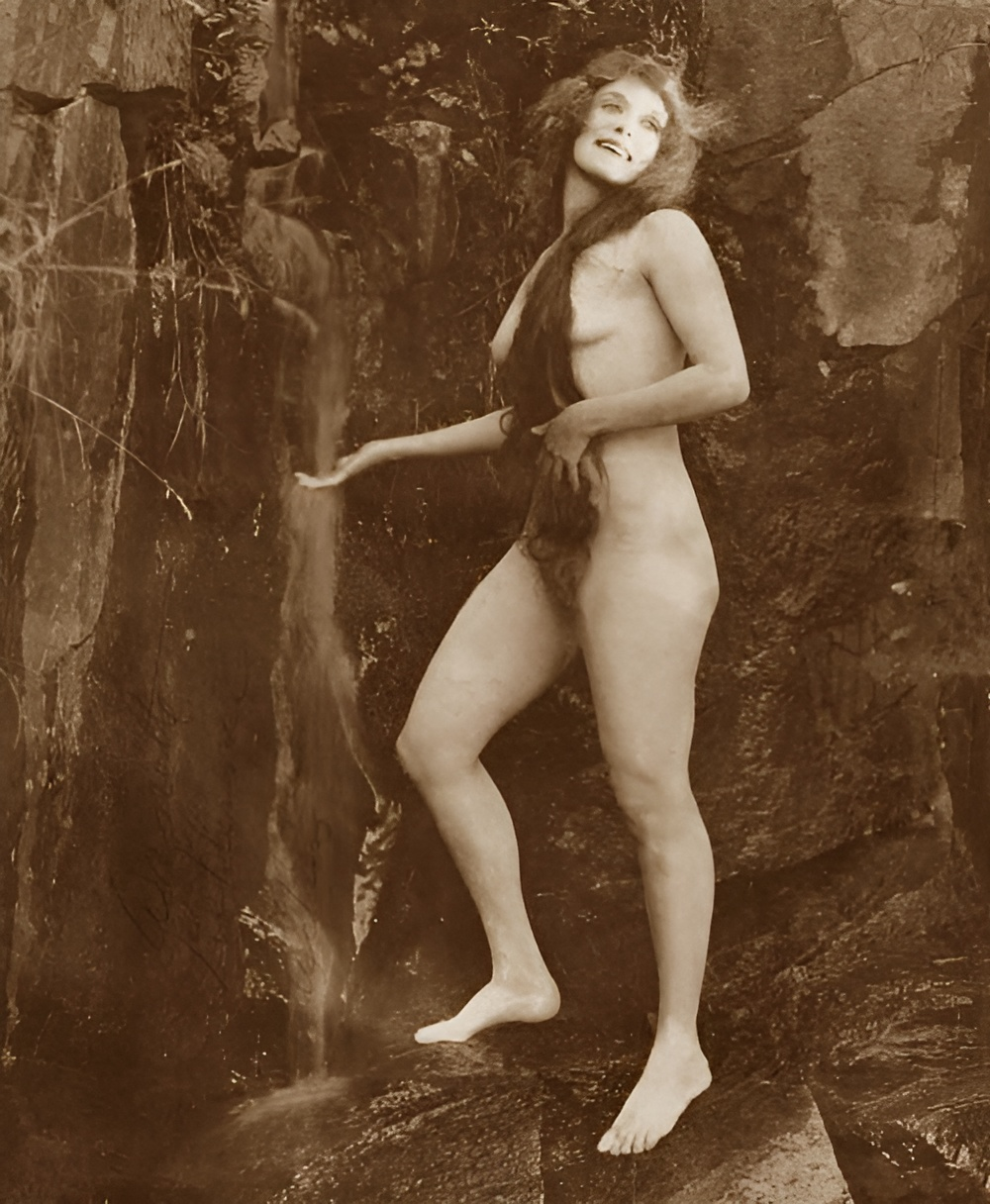
Atriz Annette Kellerman no filme A Daughter of the Gods (1916).

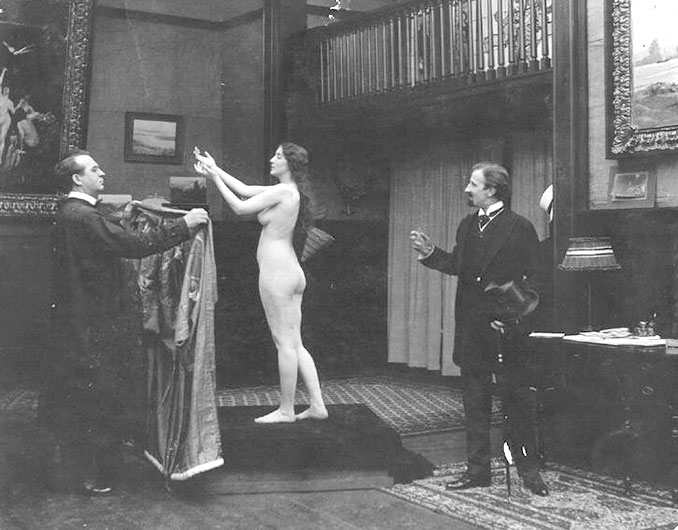
Inspiração (1915), primeiro filme americano não pornográfico que continha cenas de nu.

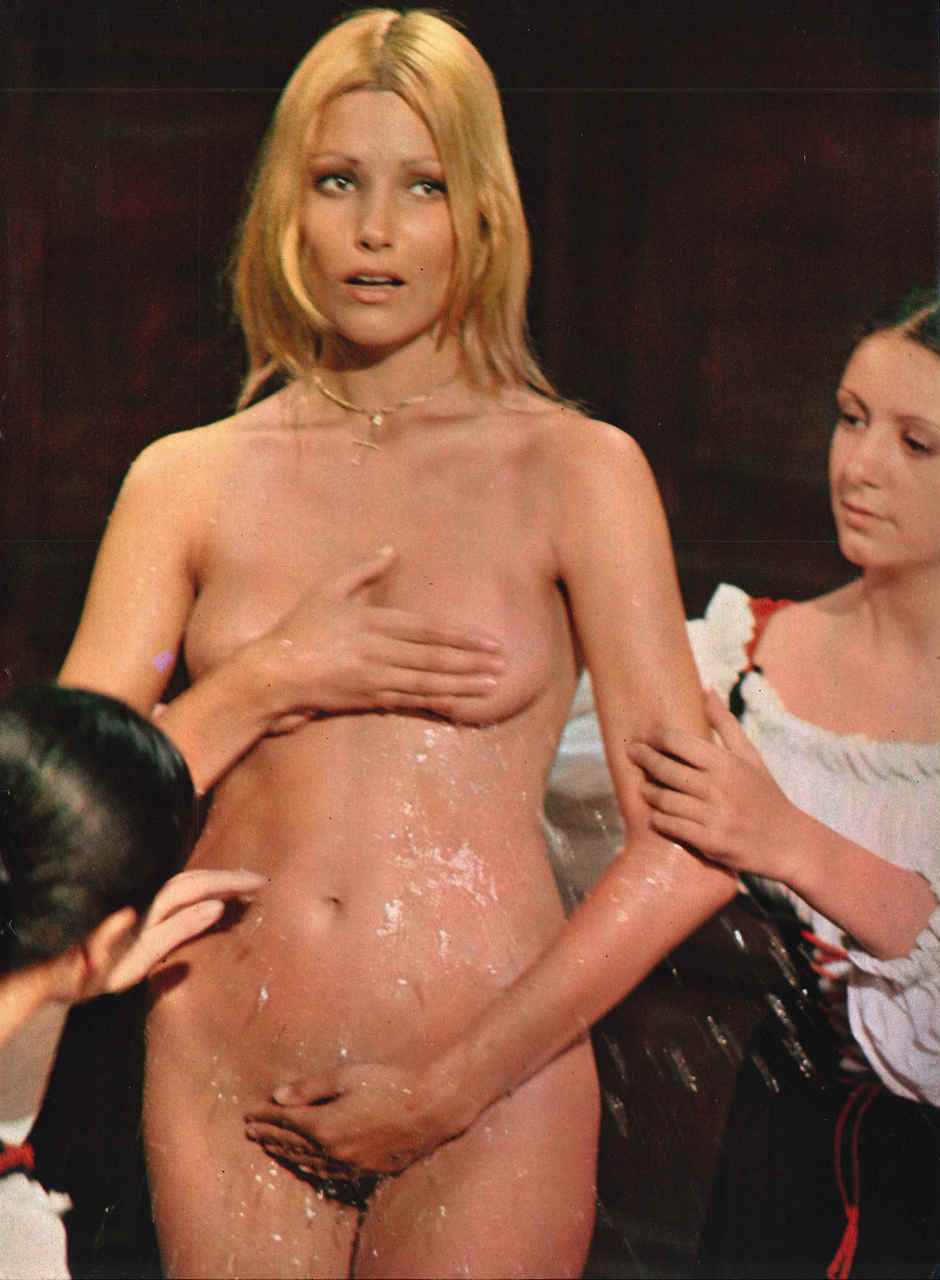
Atriz sueca Janet Agren em uma cena do filme Racconti proibiti... di niente vestiti (1972), de Brunello Rondi.

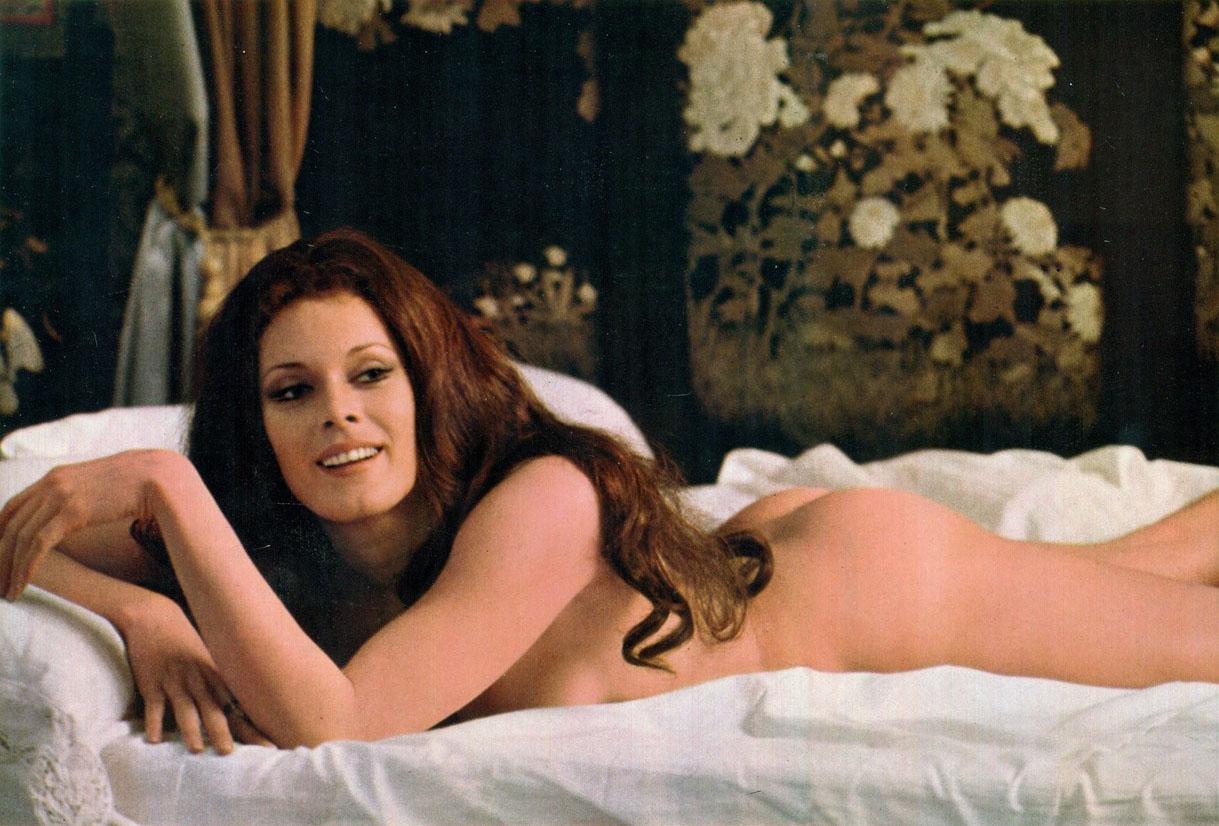
Atriz anglo-jamaicana Martine Beswick no cenário do filme Il bacio (1974), dirigido por Mario Lanfranchi.

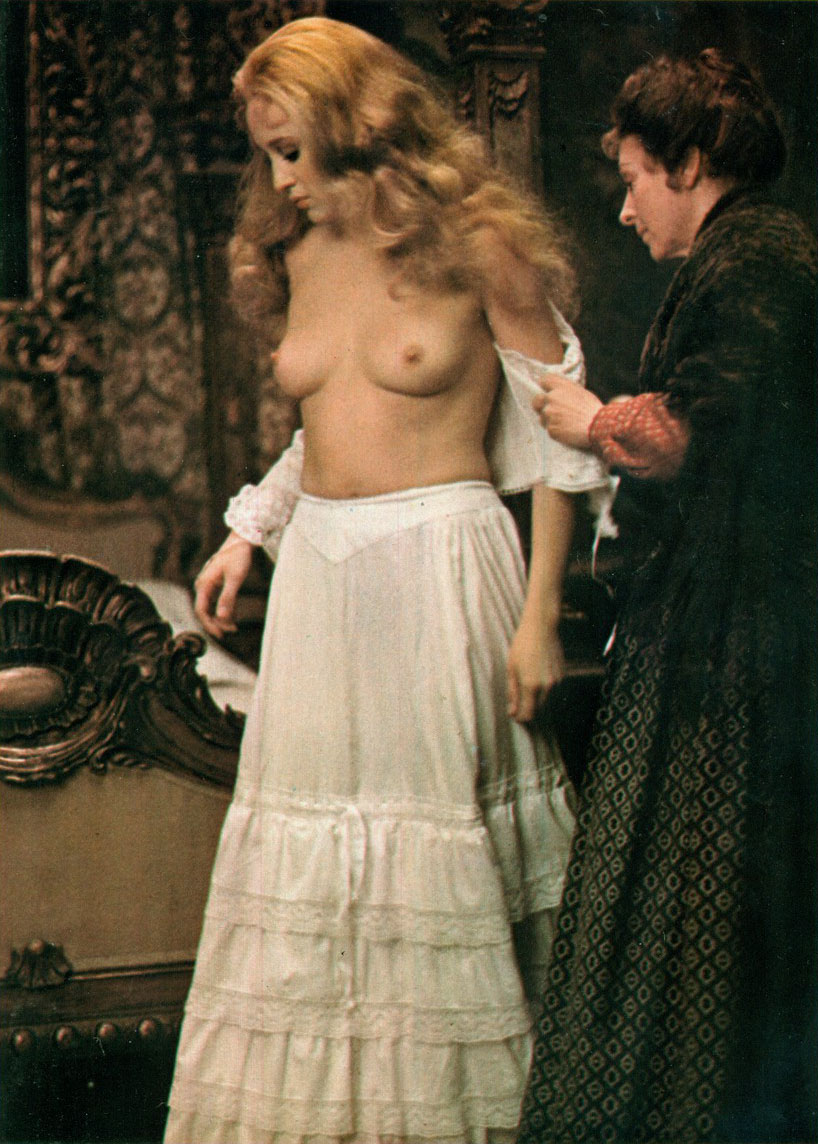
Atriz italiana Eleonora Giorgi no cenário do filme Il bacio (1974), dirigido por Mario Lanfranchi.

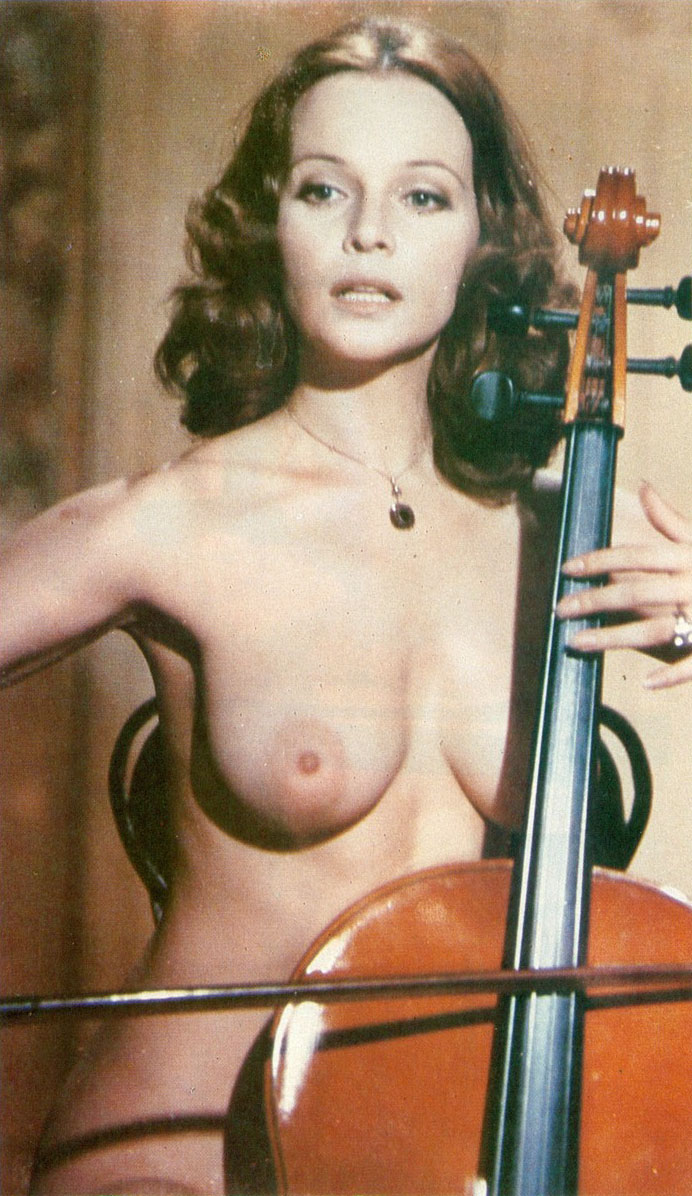
A atriz italiana Laura Antonelli em um uma cena do filme Il merlo maschio (1971), de Pasquale Festa Campanile.

Assim, nestes últimos anos não é estranho encontrar cenas de nu em filmes comerciais como Splash (1984, Ron Howard), Nove semanas e meia (1986, Adrian Lyne), Instinto básico (1992, Paul Verhoeven), Prêt-à-Porter (1994, Robert Altman), The Full Monty (1997, Peter Cattaneo), Eyes Wide Shut (1999, Stanley Kubrick), etc. Atualmente, o nu é até mesmo uma forma de cotização para atores e atrizes, pois é um forte reclamo para o público, existindo a opinião de que um dos fatores do Óscar à melhor atriz para Halle Berry por Monster's Ball (2001) foi a sua aparição despida no filme. Um dos filmes com maior número de nus coletivos —requereu 750 extras— foi O perfume (2006), de Tom Tykwer, onde na cena final, em que o assassino vai ser justiçado, este espalha uma fragrância que hipnotiza o público assistente, que se põe numa desenfreada orgia que permite o prófugo escapar.
O nu masculino, embora não tão frequente quanto o feminino, também esteve presente em numerosas produções, praticado por atores como: Richard Gere (American Gigolo, 1980), Arnold Schwarzenegger (Terminator, 1984), etc.

### Artes cênicas

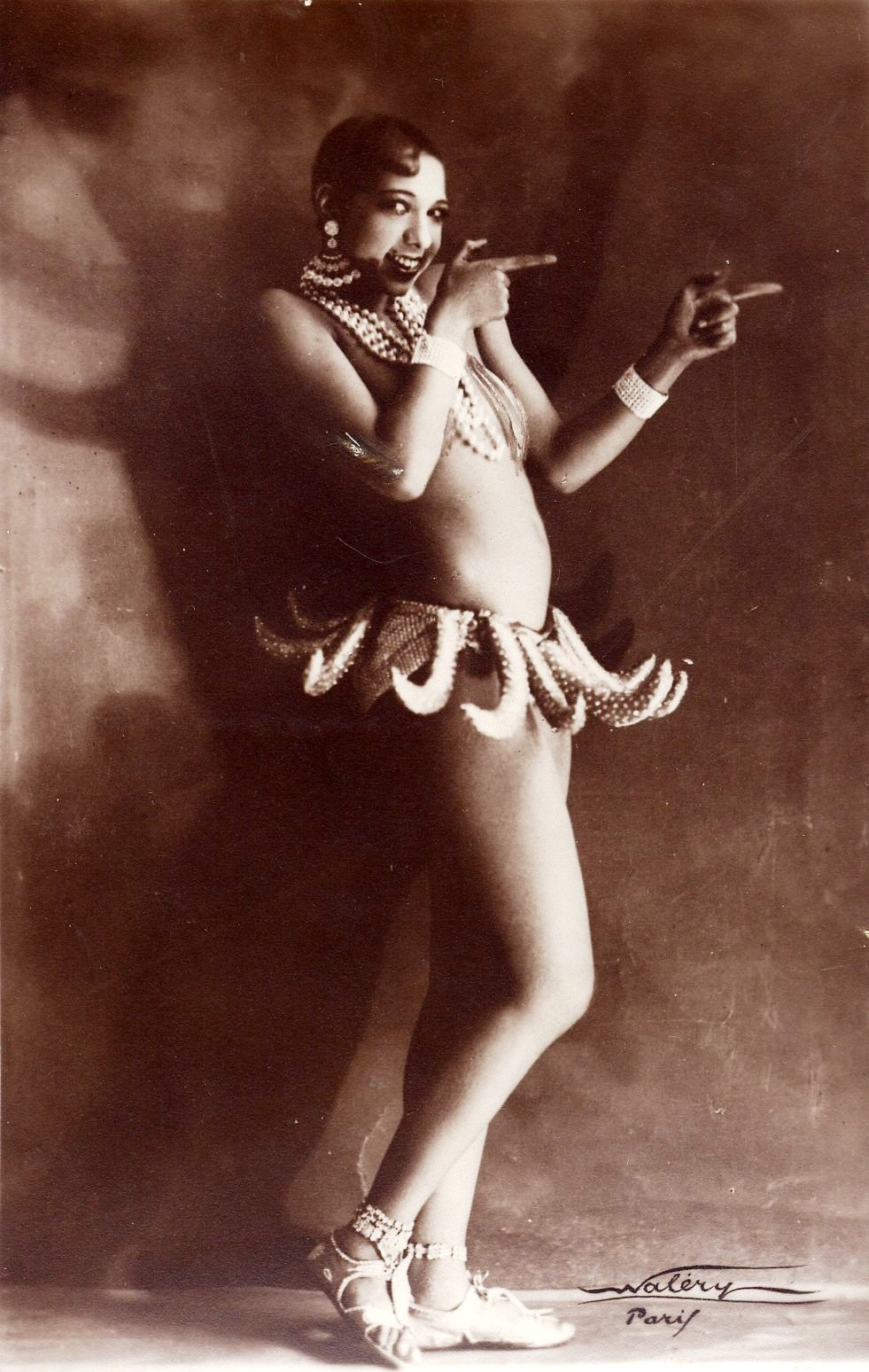
Josephine Baker na revista Un vent de folie (1925).

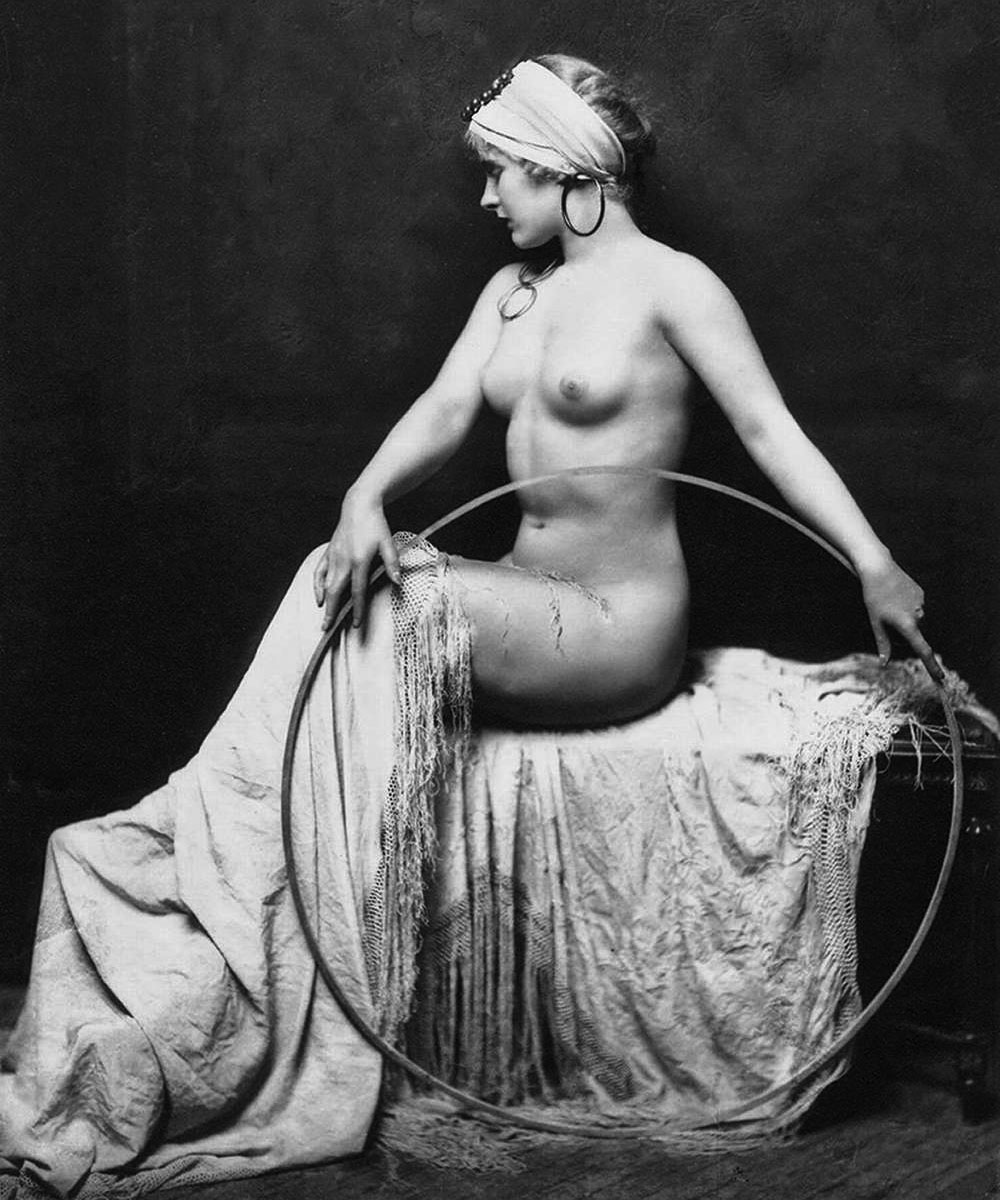
Fotografia tirada por Alfred Cheney Johnston, na década de 1920.

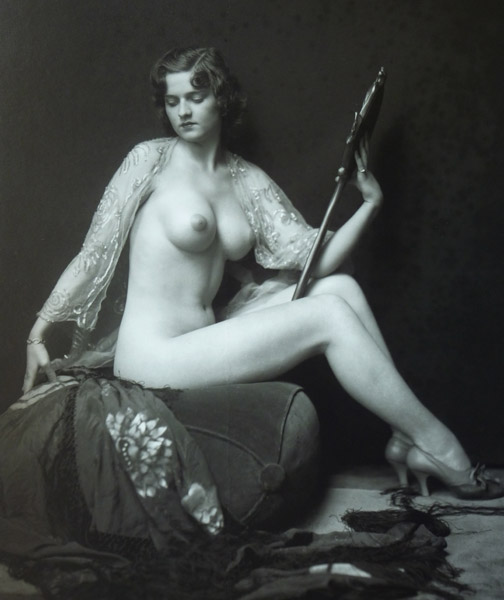
Fotografia da atriz Dorothy Flood na década de 1920, feita por Johnston.

O nu é também um recurso habitual nas artes cênicas como o teatro e a dança, especialmente desde meados do século XX. Nestas formas artísticas o corpo tem uma especial relevância, pois é transmissor, pelos seus gestos e movimentos, de uma grande quantidade de expressões e sentimentos. No teatro, onde se encena um conto ou drama literário, o nu pode estar justificado —como no cine— pelo roteiro, em cenas no âmbito doméstico ou qualquer situação que o requeira. O nu teatral adquiriu um grande auge nestes últimos tempos graças ao teatro experimental e à influência do happening e a performance, espetáculos que pela sua representação ante um público têm um forte componente teatral. Em tais casos a nudez é empregue como forma de provocação, de impactar o público, de pôr em dúvida os convencionalismos sociais.
Contudo, o nu chegou também ao teatro clássico, em casos como o papel de Desdémona representado pela atriz Sarah Stephenson na montagem do Otelo de Shakespeare efetuado no Mermaid Theatre de Londres em 1971. Em 2007 houve uma grande polêmica pela aparição de Daniel Radcliffe nu na obra Equus, dirigida por Peter Shaffer no Gielgud Theatre da capital inglesa. Radcliffe insistiu em que o nu era somente um elemento mais na obra. A obra conseguiu um enorme sucesso, tanto de público como de crítica.

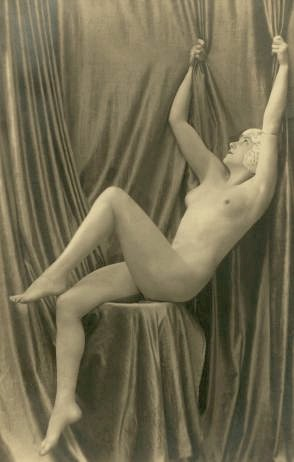
Colette Andris, bailarina de striptease dos anos 1920.

Uma variante cênica na que adquiriu grande relevância o nu —especialmente desde princípios do século XX — foi o cabaré, espetáculo geralmente noturno que costuma combinar música, dança e canção —mas que pode incluir também a atuação de humoristas, ilusionistas, mimos e muitas outras artes cênicas —, desenvolvido em salas como Moulin Rouge e Folies Bergère de Paris, onde estrelas como Linopovska e Pouliguen triunfaram com tão somente mostrar os seios nus integrais. Foi nos cabarés que apareceram os primeiros travestis num palco, e onde se representaram as primeiras pantomimas de homossexuais e lesbianas. Neste tipo de espetáculos triunfaram estrelas como Loie Fuller, Cléo de Mérode e Josephine Baker, que se tornou famosa ao dançar o charleston vestida somente com um cinturão de bananas.
Espetáculos como o cabaré puseram em voga o strip-tease, uma forma de dança na que a pessoa executante se vai tirando a roupa sensualmente ante os espectadores, no que o deleite estético se encontra no fato de se despir com movimentos sensuais, e não na própria nudez. Este tipo de espetáculo fez famosa à célebre Mata Hari em princípios do século XX, enquanto atualmente lançou ao estrelato a figuras como Dita Von Teese e Chiqui Martí, defensora do strip-tease como arte, para o que cunhou o termo strip art. Igualmente, o strip-tease foi um recurso frequentemente usado pelo cine, como o de Brigitte Bardot e Jeanne Moreau em Viva Maria! (1965), Kim Basinger em Nove Semanas e Meia (1986) e Demi Moore em Striptease (1996).

### Outros meios

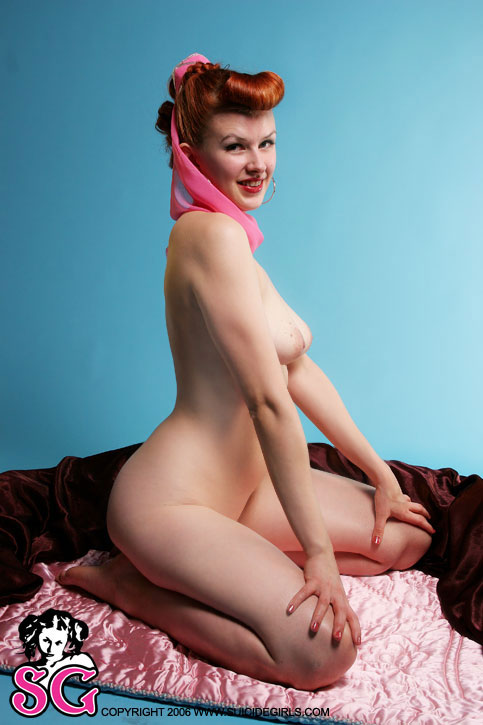
Modelo pin-up de SuicideGirls, página web de softcore altporn cujas modelos têm um perfil gótico ou punk.

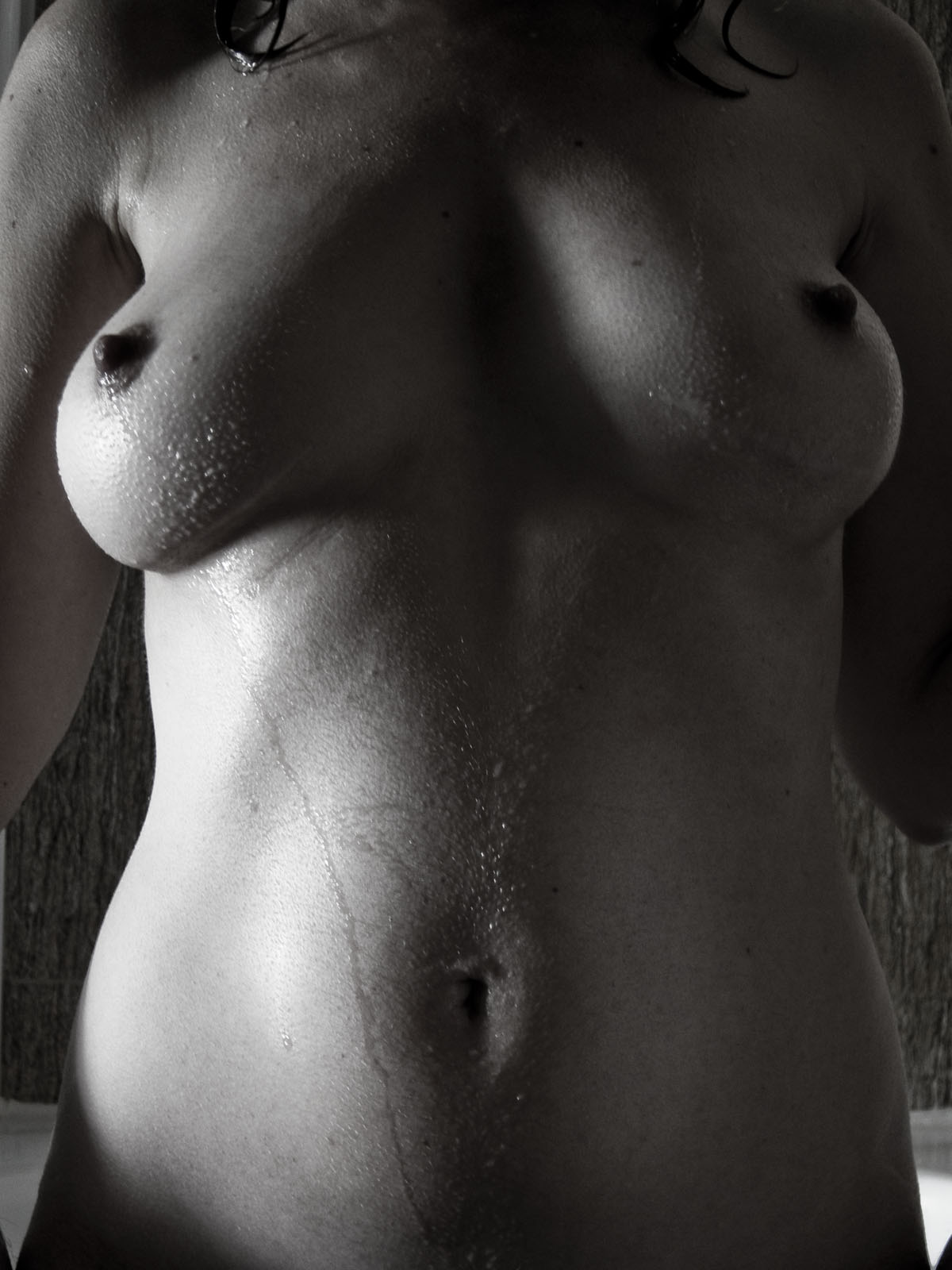
Fotografia artística de torso feminino, em preto e branco.

As séries de televisão rara vez mostraram nus atrevidos. Depois do escândalo motivado pelo espetáculo de Janet Jackson no descanso da Super Bowl de 2004 — onde a artista ensinuou um peito sem querer —, a Comissão Federal de Comunicações dos Estados Unidos declarou que era hora de tomar medidas drásticas para a televisão diurna, e as nove cadeias norte-americanas começaram a impor uma regra não escrita para evitar qualquer classe de cenas para adultos atrevidas. Contudo, no âmbito europeu o nu é exibido cada vez com maior naturalidade, em séries como: Roma, Espártaco e Os Tudor.

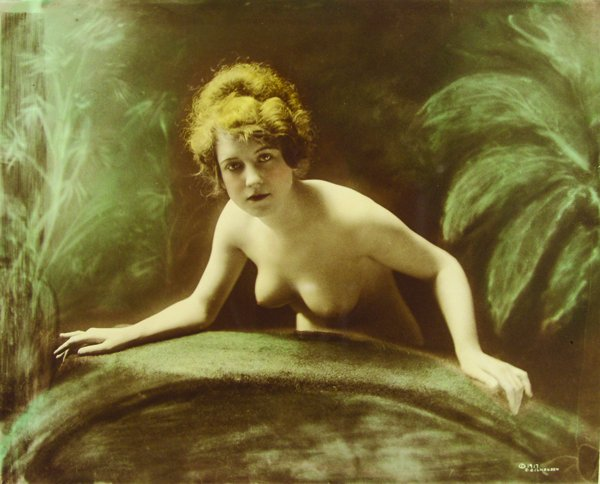
Fotografia intitulada Fonte da Juventude, colorida manualmente por Charles Gilhousen (1917).

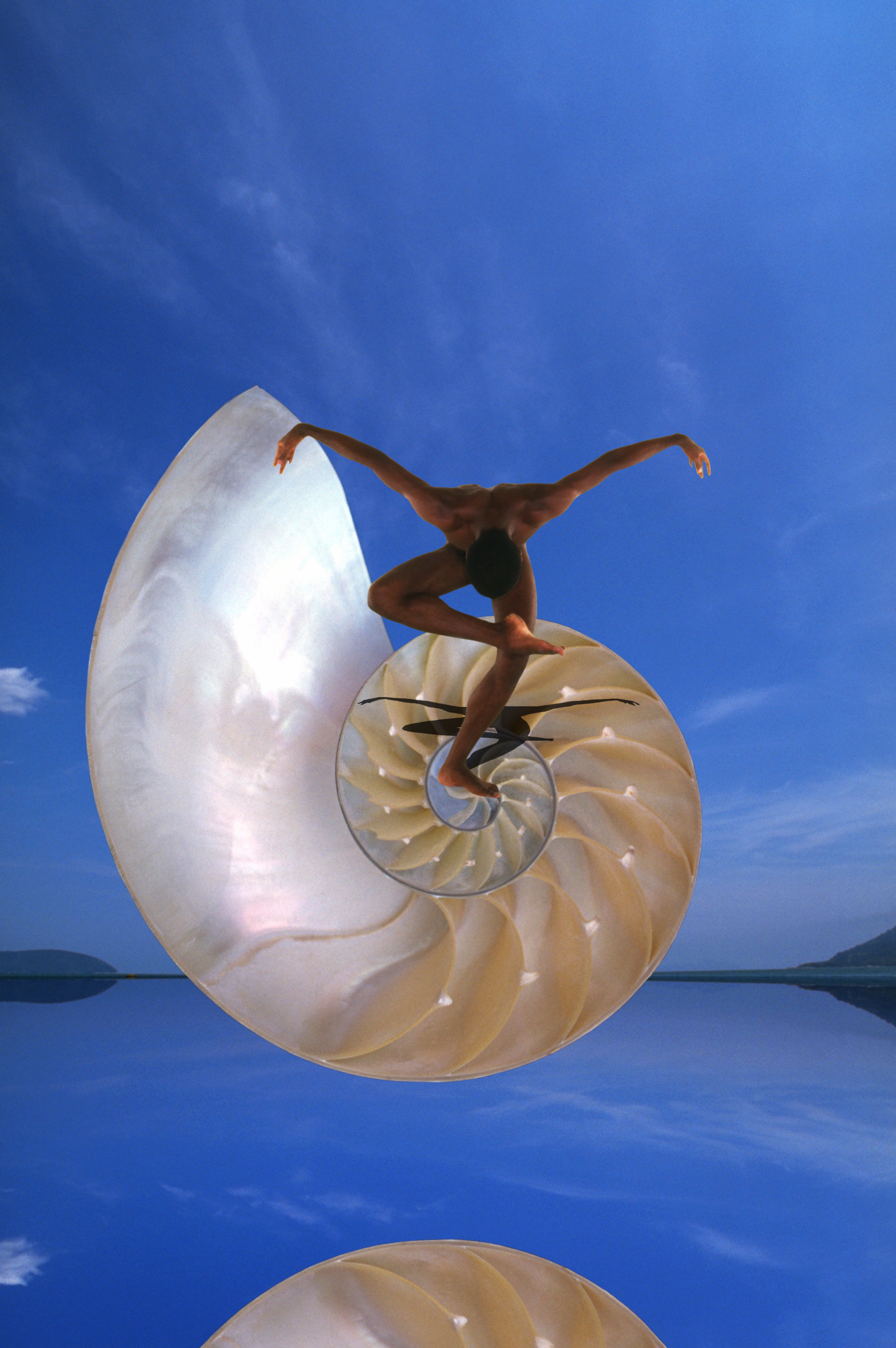
A Bowing in Art 1996

Em meios editoriais, o nu foi um recurso frequentemente usado como reclamo especialmente para o público masculino, quer em revistas de corte erótico ou em magazines de notícias e reportagens que incluem algumas páginas de modelos despidas, onde é típica a presença de um pôster central desdobrável. Em princípios do século XX as modelos que apareciam neste tipo de publicações recebiam a alcunha de pin-ups, e embora pelo general fossem modelos amadoras algumas adquiriram notável fama, como Bettie Page. Contudo, atualmente este tipo de trabalhos realizam-nos modelos fotográficas, atrizes de cine, cantantes ou top-models do mundo da moda e da publicidade. Algumas revistas dedicadas ao nu erótico atingiram uma grande notoriedade e difusão mundial, como Playboy, Penthouse e Hustler, chegando a desnudar a famosas modelos e atrizes, como Marilyn Monroe, que inaugurou o primeiro número de Playboy em 1953, ou Madonna, que em 1985 apareceu em Playboy e Penthouse.
A aparição de internet implicou um grande meio de difusão do nu, nas suas múltiplas variantes, do nu artístico ao erótico e pornográfico. Muitas páginas web contam com este tipo de material como reclamo para o público, sendo especialmente demandadas as imagens de personagens famosos — as chamadas celebrity —. Em internet são recopiladas todo tipo de imagens provenientes de revistas, calendários e publicações de moda, além de fotografias feitas especialmente para este meio, existindo um abundante material, sobretudo de atrizes e modelos femininas, com nomes mundialmente conhecidos. O nu masculino é menos frequente, e costuma estar mais restringido a âmbitos homoeróticos. O nu artístico também dispõe em internet de uma ótima plataforma de lançamento, e muitos fotógrafos expõem a sua obra neste meio para fazer a conhecer o seu trabalho.